# Eredivisie 2011/12 (mannenvoetbal)/Wedstrijden
De wedstrijden van het Nederlandse Eredivisie voetbal uit het seizoen 2011/12 was het 56e seizoen van de hoogste Nederlandse voetbalcompetitie voor mannen. Aan de competitie namen achttien clubs deel. Het seizoen bestond uit 34 speelronden van elk negen wedstrijden, gevolgd door een play-off. De competitie begon op 5 augustus 2011 en eindigde op 6 mei 2012.

## Speelronde 1
|                       |           |         |                                          |                                                                                 |
| 5 augustus 2011 20:00 | Excelsior | 0 – 2   | Feyenoord                                | Stadion: Stadion Woudestein, Rotterdam Toeschouwers: 3.518 Scheidsrechter: Vink |
| 5 augustus 2011 20:00 |           | Verslag | 55' G. Fernandez 71' (e.d.) van Steensel | Stadion: Stadion Woudestein, Rotterdam Toeschouwers: 3.518 Scheidsrechter: Vink |
| 5 augustus 2011 20:00 |           |         |                                          | Stadion: Stadion Woudestein, Rotterdam Toeschouwers: 3.518 Scheidsrechter: Vink |
| 5 augustus 2011 20:00 |           |         |                                          | Stadion: Stadion Woudestein, Rotterdam Toeschouwers: 3.518 Scheidsrechter: Vink |
|                       |           |         |                                          |                                                                                 |

|                       |                                    |         |                   |                                                                                           |
| 6 augustus 2011 18:45 | Roda JC Kerkrade                   | 2 – 1   | FC Groningen      | Stadion: Parkstad Limburg Stadion, Kerkrade Toeschouwers: 12.650 Scheidsrechter: Wegereef |
| 6 augustus 2011 18:45 | Vormer 11' Fledderus 76' Malki 87' | Verslag | 11' (pen.) Bacuna | Stadion: Parkstad Limburg Stadion, Kerkrade Toeschouwers: 12.650 Scheidsrechter: Wegereef |
| 6 augustus 2011 18:45 |                                    |         |                   | Stadion: Parkstad Limburg Stadion, Kerkrade Toeschouwers: 12.650 Scheidsrechter: Wegereef |
| 6 augustus 2011 18:45 |                                    |         |                   | Stadion: Parkstad Limburg Stadion, Kerkrade Toeschouwers: 12.650 Scheidsrechter: Wegereef |
|                       |                                    |         |                   |                                                                                           |

|                       |                                  |         |                                         |                                                                                    |
| 6 augustus 2011 19:45 | RKC Waalwijk                     | 2 – 2   | Heracles Almelo                         | Stadion: Mandemakers Stadion, Waalwijk Toeschouwers: 4.000 Scheidsrechter: Janssen |
| 6 augustus 2011 19:45 | Braber 86' (pen.) ten Voorde 89' | Verslag | 31' Everton 80' Plet 85' van der Linden | Stadion: Mandemakers Stadion, Waalwijk Toeschouwers: 4.000 Scheidsrechter: Janssen |
| 6 augustus 2011 19:45 |                                  |         |                                         | Stadion: Mandemakers Stadion, Waalwijk Toeschouwers: 4.000 Scheidsrechter: Janssen |
| 6 augustus 2011 19:45 |                                  |         |                                         | Stadion: Mandemakers Stadion, Waalwijk Toeschouwers: 4.000 Scheidsrechter: Janssen |
|                       |                                  |         |                                         |                                                                                    |

|                       |                                  |         |                          |                                                                                           |
| 6 augustus 2011 19:45 | sc Heerenveen                    | 2 – 2   | N.E.C.                   | Stadion: Abe Lenstra Stadion, Heerenveen Toeschouwers: 25.000 Scheidsrechter: Wiedemeijer |
| 6 augustus 2011 19:45 | Assaidi 47' Narsingh 70' Elm 85' | Verslag | 84' Nuytinck 89' Nijland | Stadion: Abe Lenstra Stadion, Heerenveen Toeschouwers: 25.000 Scheidsrechter: Wiedemeijer |
| 6 augustus 2011 19:45 |                                  |         |                          | Stadion: Abe Lenstra Stadion, Heerenveen Toeschouwers: 25.000 Scheidsrechter: Wiedemeijer |
| 6 augustus 2011 19:45 |                                  |         |                          | Stadion: Abe Lenstra Stadion, Heerenveen Toeschouwers: 25.000 Scheidsrechter: Wiedemeijer |
|                       |                                  |         |                          |                                                                                           |

|                       |             |         |            |                                                                                          |
| 6 augustus 2011 20:45 | VVV-Venlo   | 0 – 0   | FC Utrecht | Stadion: Seacon Stadion - De Koel -, Venlo Toeschouwers: 7.850 Scheidsrechter: Gözübüyük |
| 6 augustus 2011 20:45 | Molhoek 79' | Verslag |            | Stadion: Seacon Stadion - De Koel -, Venlo Toeschouwers: 7.850 Scheidsrechter: Gözübüyük |
| 6 augustus 2011 20:45 |             |         |            | Stadion: Seacon Stadion - De Koel -, Venlo Toeschouwers: 7.850 Scheidsrechter: Gözübüyük |
| 6 augustus 2011 20:45 |             |         |            | Stadion: Seacon Stadion - De Koel -, Venlo Toeschouwers: 7.850 Scheidsrechter: Gözübüyük |
|                       |             |         |            |                                                                                          |

|                       |                                                           |         |               |                                                                               |
| 7 augustus 2011 12:30 | AZ                                                        | 3 – 1   | PSV           | Stadion: AFAS Stadion, Alkmaar Toeschouwers: 16.298 Scheidsrechter: Braamhaar |
| 7 augustus 2011 12:30 | Martens 26' Viergever 40' Altidore 80' Moisander 38', 82' | Verslag | 45+2' Mertens | Stadion: AFAS Stadion, Alkmaar Toeschouwers: 16.298 Scheidsrechter: Braamhaar |
| 7 augustus 2011 12:30 |                                                           |         |               | Stadion: AFAS Stadion, Alkmaar Toeschouwers: 16.298 Scheidsrechter: Braamhaar |
| 7 augustus 2011 12:30 |                                                           |         |               | Stadion: AFAS Stadion, Alkmaar Toeschouwers: 16.298 Scheidsrechter: Braamhaar |
|                       |                                                           |         |               |                                                                               |

|                       |                   |         |                                               |                                                                                 |
| 7 augustus 2011 14:30 | De Graafschap     | 1 – 4   | Ajax                                          | Stadion: De Vijverberg, Doetinchem Toeschouwers: 12.459 Scheidsrechter: Nijhuis |
| 7 augustus 2011 14:30 | van de Pavert 15' | Verslag | 21', 62' Sulejmani 31' Boerrigter 65' Janssen | Stadion: De Vijverberg, Doetinchem Toeschouwers: 12.459 Scheidsrechter: Nijhuis |
| 7 augustus 2011 14:30 |                   |         |                                               | Stadion: De Vijverberg, Doetinchem Toeschouwers: 12.459 Scheidsrechter: Nijhuis |
| 7 augustus 2011 14:30 |                   |         |                                               | Stadion: De Vijverberg, Doetinchem Toeschouwers: 12.459 Scheidsrechter: Nijhuis |
|                       |                   |         |                                               |                                                                                 |

|                       |              |       |         |                                                                              |
| 7 augustus 2011 14:30 | ADO Den Haag | 0 – 0 | Vitesse | Stadion: Kyocera Stadion, Den Haag Toeschouwers: 11.792 Scheidsrechter: Blom |
| 7 augustus 2011 14:30 | Verslag      |       |         | Stadion: Kyocera Stadion, Den Haag Toeschouwers: 11.792 Scheidsrechter: Blom |
| 7 augustus 2011 14:30 |              |       |         | Stadion: Kyocera Stadion, Den Haag Toeschouwers: 11.792 Scheidsrechter: Blom |
| 7 augustus 2011 14:30 |              |       |         | Stadion: Kyocera Stadion, Den Haag Toeschouwers: 11.792 Scheidsrechter: Blom |
|                       |              |       |         |                                                                              |

|                       |           |         |                  |                                                                                   |
| 7 augustus 2011 16:30 | NAC Breda | 0 – 1   | FC Twente        | Stadion: Rat Verlegh Stadion, Breda Toeschouwers: 16.750 Scheidsrechter: Makkelie |
| 7 augustus 2011 16:30 |           | Verslag | 27' (pen.) Janko | Stadion: Rat Verlegh Stadion, Breda Toeschouwers: 16.750 Scheidsrechter: Makkelie |
| 7 augustus 2011 16:30 |           |         |                  | Stadion: Rat Verlegh Stadion, Breda Toeschouwers: 16.750 Scheidsrechter: Makkelie |
| 7 augustus 2011 16:30 |           |         |                  | Stadion: Rat Verlegh Stadion, Breda Toeschouwers: 16.750 Scheidsrechter: Makkelie |
|                       |           |         |                  |                                                                                   |

## Speelronde 2
|                        |                   |         |    |                                                                               |
| 13 augustus 2011 18:45 | FC Twente         | 2 – 0   | AZ | Stadion: De Grolsch Veste, Enschede Toeschouwers: 24.800 Scheidsrechter: Vink |
| 13 augustus 2011 18:45 | Janko 3' Ruiz 66' | Verslag |    | Stadion: De Grolsch Veste, Enschede Toeschouwers: 24.800 Scheidsrechter: Vink |
| 13 augustus 2011 18:45 |                   |         |    | Stadion: De Grolsch Veste, Enschede Toeschouwers: 24.800 Scheidsrechter: Vink |
| 13 augustus 2011 18:45 |                   |         |    | Stadion: De Grolsch Veste, Enschede Toeschouwers: 24.800 Scheidsrechter: Vink |
|                        |                   |         |    |                                                                               |

|                        |             |         |              |                                                                               |
| 13 augustus 2011 19:45 | PSV         | 1 – 0   | RKC Waalwijk | Stadion: Philips Stadion, Eindhoven Toeschouwers: 32.700 Scheidsrechter: Blom |
| 13 augustus 2011 19:45 | Mertens 24' | Verslag |              | Stadion: Philips Stadion, Eindhoven Toeschouwers: 32.700 Scheidsrechter: Blom |
| 13 augustus 2011 19:45 |             |         |              | Stadion: Philips Stadion, Eindhoven Toeschouwers: 32.700 Scheidsrechter: Blom |
| 13 augustus 2011 19:45 |             |         |              | Stadion: Philips Stadion, Eindhoven Toeschouwers: 32.700 Scheidsrechter: Blom |
|                        |             |         |              |                                                                               |

|                        |                                                           |         |           |                                                                            |
| 13 augustus 2011 19:45 | Vitesse                                                   | 4 – 0   | VVV-Venlo | Stadion: GelreDome, Arnhem Toeschouwers: 15.150 Scheidsrechter: Van Sichem |
| 13 augustus 2011 19:45 | van Ginkel 5' Meeuwis 14' (e.d.) Bony 51' Tsjantoeria 89' | Verslag |           | Stadion: GelreDome, Arnhem Toeschouwers: 15.150 Scheidsrechter: Van Sichem |
| 13 augustus 2011 19:45 |                                                           |         |           | Stadion: GelreDome, Arnhem Toeschouwers: 15.150 Scheidsrechter: Van Sichem |
| 13 augustus 2011 19:45 |                                                           |         |           | Stadion: GelreDome, Arnhem Toeschouwers: 15.150 Scheidsrechter: Van Sichem |
|                        |                                                           |         |           |                                                                            |

|                        |                         |         |                  |                                                                                     |
| 13 augustus 2011 20:45 | Feyenoord               | 3 – 0   | Roda JC Kerkrade | Stadion: Stadion Feijenoord, Rotterdam Toeschouwers: 42.000 Scheidsrechter: Kuipers |
| 13 augustus 2011 20:45 | Cabral 12', 54' Fer 48' | Verslag |                  | Stadion: Stadion Feijenoord, Rotterdam Toeschouwers: 42.000 Scheidsrechter: Kuipers |
| 13 augustus 2011 20:45 |                         |         |                  | Stadion: Stadion Feijenoord, Rotterdam Toeschouwers: 42.000 Scheidsrechter: Kuipers |
| 13 augustus 2011 20:45 |                         |         |                  | Stadion: Stadion Feijenoord, Rotterdam Toeschouwers: 42.000 Scheidsrechter: Kuipers |
|                        |                         |         |                  |                                                                                     |

|                        |                                 |         |           |                                                                             |
| 14 augustus 2011 12:30 | Heracles Almelo                 | 2 – 1   | NAC Breda | Stadion: Polman Stadion, Almelo Toeschouwers: 8.314 Scheidsrechter: Sanders |
| 14 augustus 2011 12:30 | Overtoom 66' (pen.) Everton 77' | Verslag | 31' Amoah | Stadion: Polman Stadion, Almelo Toeschouwers: 8.314 Scheidsrechter: Sanders |
| 14 augustus 2011 12:30 |                                 |         |           | Stadion: Polman Stadion, Almelo Toeschouwers: 8.314 Scheidsrechter: Sanders |
| 14 augustus 2011 12:30 |                                 |         |           | Stadion: Polman Stadion, Almelo Toeschouwers: 8.314 Scheidsrechter: Sanders |
|                        |                                 |         |           |                                                                             |

|                        |                                                                                 |         |               |                                                                                   |
| 14 augustus 2011 14:30 | Ajax                                                                            | 5 – 1   | sc Heerenveen | Stadion: Amsterdam ArenA, Amsterdam Toeschouwers: 48.820 Scheidsrechter: Liesveld |
| 14 augustus 2011 14:30 | Sigþórsson 37' Alderweireld 42' Boerrigter 51' Sulejmani 74' van der Wiel 90+3' | Verslag | 39' Dost      | Stadion: Amsterdam ArenA, Amsterdam Toeschouwers: 48.820 Scheidsrechter: Liesveld |
| 14 augustus 2011 14:30 |                                                                                 |         |               | Stadion: Amsterdam ArenA, Amsterdam Toeschouwers: 48.820 Scheidsrechter: Liesveld |
| 14 augustus 2011 14:30 |                                                                                 |         |               | Stadion: Amsterdam ArenA, Amsterdam Toeschouwers: 48.820 Scheidsrechter: Liesveld |
|                        |                                                                                 |         |               |                                                                                   |

|                        |                  |         |                             |                                                                                      |
| 14 augustus 2011 14:30 | FC Utrecht       | 2 – 2   | De Graafschap               | Stadion: Stadion Galgenwaard, Utrecht Toeschouwers: 17.500 Scheidsrechter: Braamhaar |
| 14 augustus 2011 14:30 | Mulenga 77', 83' | Verslag | 14' Poepon 59' El Hassnaoui | Stadion: Stadion Galgenwaard, Utrecht Toeschouwers: 17.500 Scheidsrechter: Braamhaar |
| 14 augustus 2011 14:30 |                  |         |                             | Stadion: Stadion Galgenwaard, Utrecht Toeschouwers: 17.500 Scheidsrechter: Braamhaar |
| 14 augustus 2011 14:30 |                  |         |                             | Stadion: Stadion Galgenwaard, Utrecht Toeschouwers: 17.500 Scheidsrechter: Braamhaar |
|                        |                  |         |                             |                                                                                      |

|                        |                                 |         |                           |                                                                              |
| 14 augustus 2011 16:30 | FC Groningen                    | 4 – 2   | ADO Den Haag              | Stadion: Euroborg, Groningen Toeschouwers: 21.455 Scheidsrechter: Van Boekel |
| 14 augustus 2011 16:30 | Matavž 16', 21', 37' Bacuna 48' | Verslag | 51' Immers 59' van Duinen | Stadion: Euroborg, Groningen Toeschouwers: 21.455 Scheidsrechter: Van Boekel |
| 14 augustus 2011 16:30 |                                 |         |                           | Stadion: Euroborg, Groningen Toeschouwers: 21.455 Scheidsrechter: Van Boekel |
| 14 augustus 2011 16:30 |                                 |         |                           | Stadion: Euroborg, Groningen Toeschouwers: 21.455 Scheidsrechter: Van Boekel |
|                        |                                 |         |                           |                                                                              |

|                        |                 |         |           |                                                                               |
| 15 augustus 2011 20:00 | N.E.C.          | 2 – 0   | Excelsior | Stadion: Goffertstadion, Nijmegen Toeschouwers: 12.000 Scheidsrechter: Bossen |
| 15 augustus 2011 20:00 | Platje 70', 79' | Verslag |           | Stadion: Goffertstadion, Nijmegen Toeschouwers: 12.000 Scheidsrechter: Bossen |
| 15 augustus 2011 20:00 |                 |         |           | Stadion: Goffertstadion, Nijmegen Toeschouwers: 12.000 Scheidsrechter: Bossen |
| 15 augustus 2011 20:00 |                 |         |           | Stadion: Goffertstadion, Nijmegen Toeschouwers: 12.000 Scheidsrechter: Bossen |
|                        |                 |         |           |                                                                               |

## Speelronde 3
|                        |                  |         |                               |                                                                                             |
| 19 augustus 2011 20:00 | Roda JC Kerkrade | 0 – 2   | RKC Waalwijk                  | Stadion: Parkstad Limburg Stadion, Kerkrade Toeschouwers: 14.000 Scheidsrechter: Van Hulten |
| 19 augustus 2011 20:00 |                  | Verslag | 48' van Peppen 83' Castillion | Stadion: Parkstad Limburg Stadion, Kerkrade Toeschouwers: 14.000 Scheidsrechter: Van Hulten |
| 19 augustus 2011 20:00 |                  |         |                               | Stadion: Parkstad Limburg Stadion, Kerkrade Toeschouwers: 14.000 Scheidsrechter: Van Hulten |
| 19 augustus 2011 20:00 |                  |         |                               | Stadion: Parkstad Limburg Stadion, Kerkrade Toeschouwers: 14.000 Scheidsrechter: Van Hulten |
|                        |                  |         |                               |                                                                                             |

|                        |                     |         |                         |                                                                          |
| 20 augustus 2011 18:45 | Vitesse             | 2 – 1   | FC Utrecht              | Stadion: GelreDome, Arnhem Toeschouwers: 14.173 Scheidsrechter: Makkelie |
| 20 augustus 2011 18:45 | Bony 6' (pen.), 89' | Verslag | 26' Mulenga 86' Nilsson | Stadion: GelreDome, Arnhem Toeschouwers: 14.173 Scheidsrechter: Makkelie |
| 20 augustus 2011 18:45 |                     |         |                         | Stadion: GelreDome, Arnhem Toeschouwers: 14.173 Scheidsrechter: Makkelie |
| 20 augustus 2011 18:45 |                     |         |                         | Stadion: GelreDome, Arnhem Toeschouwers: 14.173 Scheidsrechter: Makkelie |
|                        |                     |         |                         |                                                                          |

|                        |                  |         |               |                                                                                     |
| 20 augustus 2011 19:45 | Excelsior        | 1 – 1   | De Graafschap | Stadion: Stadion Woudestein, Rotterdam Toeschouwers: 3.125 Scheidsrechter: Liesveld |
| 20 augustus 2011 19:45 | van Steensel 83' | Verslag | 27' Poepon    | Stadion: Stadion Woudestein, Rotterdam Toeschouwers: 3.125 Scheidsrechter: Liesveld |
| 20 augustus 2011 19:45 |                  |         |               | Stadion: Stadion Woudestein, Rotterdam Toeschouwers: 3.125 Scheidsrechter: Liesveld |
| 20 augustus 2011 19:45 |                  |         |               | Stadion: Stadion Woudestein, Rotterdam Toeschouwers: 3.125 Scheidsrechter: Liesveld |
|                        |                  |         |               |                                                                                     |

|                        |               |         |                                                             |                                                                                       |
| 20 augustus 2011 19:45 | sc Heerenveen | 1 – 5   | FC Twente                                                   | Stadion: Abe Lenstra Stadion, Heerenveen Toeschouwers: 25.500 Scheidsrechter: Janssen |
| 20 augustus 2011 19:45 | Narsingh 87'  | Verslag | 27' de Jong 30' Janssen 45+2', 89' (pen.) Janko 66' Bajrami | Stadion: Abe Lenstra Stadion, Heerenveen Toeschouwers: 25.500 Scheidsrechter: Janssen |
| 20 augustus 2011 19:45 |               |         |                                                             | Stadion: Abe Lenstra Stadion, Heerenveen Toeschouwers: 25.500 Scheidsrechter: Janssen |
| 20 augustus 2011 19:45 |               |         |                                                             | Stadion: Abe Lenstra Stadion, Heerenveen Toeschouwers: 25.500 Scheidsrechter: Janssen |
|                        |               |         |                                                             |                                                                                       |

|                        |                        |         |                          |                                                                                  |
| 20 augustus 2011 20:45 | NAC Breda              | 2 – 2   | FC Groningen             | Stadion: Rat Verlegh Stadion, Breda Toeschouwers: 17.300 Scheidsrechter: Kuipers |
| 20 augustus 2011 20:45 | Schalk 48' Lurling 57' | Verslag | 12' Bacuna 45' Andersson | Stadion: Rat Verlegh Stadion, Breda Toeschouwers: 17.300 Scheidsrechter: Kuipers |
| 20 augustus 2011 20:45 |                        |         |                          | Stadion: Rat Verlegh Stadion, Breda Toeschouwers: 17.300 Scheidsrechter: Kuipers |
| 20 augustus 2011 20:45 |                        |         |                          | Stadion: Rat Verlegh Stadion, Breda Toeschouwers: 17.300 Scheidsrechter: Kuipers |
|                        |                        |         |                          |                                                                                  |

|                        |                 |         |               |                                                                                 |
| 21 augustus 2011 12:30 | Heracles Almelo | 1 – 1   | Feyenoord     | Stadion: Polman Stadion, Almelo Toeschouwers: 8.500 Scheidsrechter: Wiedemeijer |
| 21 augustus 2011 12:30 | Plet 63'        | Verslag | 78' Fernandez | Stadion: Polman Stadion, Almelo Toeschouwers: 8.500 Scheidsrechter: Wiedemeijer |
| 21 augustus 2011 12:30 |                 |         |               | Stadion: Polman Stadion, Almelo Toeschouwers: 8.500 Scheidsrechter: Wiedemeijer |
| 21 augustus 2011 12:30 |                 |         |               | Stadion: Polman Stadion, Almelo Toeschouwers: 8.500 Scheidsrechter: Wiedemeijer |
|                        |                 |         |               |                                                                                 |

|                        |               |         |                            |                                                                                       |
| 21 augustus 2011 14:30 | VVV-Venlo     | 2 – 2   | Ajax                       | Stadion: Seacon Stadion - De Koel -, Venlo Toeschouwers: 7.500 Scheidsrechter: Bossen |
| 21 augustus 2011 14:30 | Musa 47', 60' | Verslag | 68' Janssen 69' Sigþórsson | Stadion: Seacon Stadion - De Koel -, Venlo Toeschouwers: 7.500 Scheidsrechter: Bossen |
| 21 augustus 2011 14:30 |               |         |                            | Stadion: Seacon Stadion - De Koel -, Venlo Toeschouwers: 7.500 Scheidsrechter: Bossen |
| 21 augustus 2011 14:30 |               |         |                            | Stadion: Seacon Stadion - De Koel -, Venlo Toeschouwers: 7.500 Scheidsrechter: Bossen |
|                        |               |         |                            |                                                                                       |

|                        |                                                |         |           |                                                                                |
| 21 augustus 2011 14:30 | AZ                                             | 4 – 0   | N.E.C.    | Stadion: AFAS Stadion, Alkmaar Toeschouwers: 16.000 Scheidsrechter: Van Boekel |
| 21 augustus 2011 14:30 | Altidore 54', 73' Elm 64' (pen.) Moisander 85' | Verslag | 63' Čmovš | Stadion: AFAS Stadion, Alkmaar Toeschouwers: 16.000 Scheidsrechter: Van Boekel |
| 21 augustus 2011 14:30 |                                                |         |           | Stadion: AFAS Stadion, Alkmaar Toeschouwers: 16.000 Scheidsrechter: Van Boekel |
| 21 augustus 2011 14:30 |                                                |         |           | Stadion: AFAS Stadion, Alkmaar Toeschouwers: 16.000 Scheidsrechter: Van Boekel |
|                        |                                                |         |           |                                                                                |

|                        |              |         |                                        |                                                                                  |
| 21 augustus 2011 16:30 | ADO Den Haag | 0 – 3   | PSV                                    | Stadion: Kyocera Stadion, Den Haag Toeschouwers: 12.710 Scheidsrechter: Wegereef |
| 21 augustus 2011 16:30 |              | Verslag | 21' Mertens 24' Wijnaldum 39' Toivonen | Stadion: Kyocera Stadion, Den Haag Toeschouwers: 12.710 Scheidsrechter: Wegereef |
| 21 augustus 2011 16:30 |              |         |                                        | Stadion: Kyocera Stadion, Den Haag Toeschouwers: 12.710 Scheidsrechter: Wegereef |
| 21 augustus 2011 16:30 |              |         |                                        | Stadion: Kyocera Stadion, Den Haag Toeschouwers: 12.710 Scheidsrechter: Wegereef |
|                        |              |         |                                        |                                                                                  |

## Speelronde 4
|                        |                                                |         |             |                                                                                   |
| 26 augustus 2011 20:00 | Ajax                                           | 4 – 1   | Vitesse     | Stadion: Amsterdam ArenA, Amsterdam Toeschouwers: 50,472 Scheidsrechter: Wegereef |
| 26 augustus 2011 20:00 | Eriksen 53' Boerrigter 62' Sigþórsson 63', 71' | Verslag | 89' Büttner | Stadion: Amsterdam ArenA, Amsterdam Toeschouwers: 50,472 Scheidsrechter: Wegereef |
| 26 augustus 2011 20:00 |                                                |         |             | Stadion: Amsterdam ArenA, Amsterdam Toeschouwers: 50,472 Scheidsrechter: Wegereef |
| 26 augustus 2011 20:00 |                                                |         |             | Stadion: Amsterdam ArenA, Amsterdam Toeschouwers: 50,472 Scheidsrechter: Wegereef |
|                        |                                                |         |             |                                                                                   |

|                        |                     |         |             |                                                                                 |
| 27 augustus 2011 18:45 | RKC Waalwijk        | 2 – 1   | NAC Breda   | Stadion: Mandemakers Stadion, Waalwijk Toeschouwers: 6.000 Scheidsrechter: Vink |
| 27 augustus 2011 18:45 | Sno 10' Auassar 87' | Verslag | 90' Lurling | Stadion: Mandemakers Stadion, Waalwijk Toeschouwers: 6.000 Scheidsrechter: Vink |
| 27 augustus 2011 18:45 |                     |         |             | Stadion: Mandemakers Stadion, Waalwijk Toeschouwers: 6.000 Scheidsrechter: Vink |
| 27 augustus 2011 18:45 |                     |         |             | Stadion: Mandemakers Stadion, Waalwijk Toeschouwers: 6.000 Scheidsrechter: Vink |
|                        |                     |         |             |                                                                                 |

|                        |                                    |         |           |                                                                                     |
| 27 augustus 2011 19:45 | FC Twente                          | 4 – 1   | VVV-Venlo | Stadion: De Grolsch Veste, Enschede Toeschouwers: 25.700 Scheidsrechter: Van Hulten |
| 27 augustus 2011 19:45 | Ruiz 2' de Jong 28', 66' Janko 31' | Verslag | 26' Musa  | Stadion: De Grolsch Veste, Enschede Toeschouwers: 25.700 Scheidsrechter: Van Hulten |
| 27 augustus 2011 19:45 |                                    |         |           | Stadion: De Grolsch Veste, Enschede Toeschouwers: 25.700 Scheidsrechter: Van Hulten |
| 27 augustus 2011 19:45 |                                    |         |           | Stadion: De Grolsch Veste, Enschede Toeschouwers: 25.700 Scheidsrechter: Van Hulten |
|                        |                                    |         |           |                                                                                     |

|                        |                             |         |                 |                                                                                  |
| 27 augustus 2011 19:45 | N.E.C.                      | 2 – 1   | Heracles Almelo | Stadion: Goffertstadion, Nijmegen Toeschouwers: 12.000 Scheidsrechter: Gözübüyük |
| 27 augustus 2011 19:45 | Schöne 3' van der Velden 8' | Verslag | 45' Plet        | Stadion: Goffertstadion, Nijmegen Toeschouwers: 12.000 Scheidsrechter: Gözübüyük |
| 27 augustus 2011 19:45 |                             |         |                 | Stadion: Goffertstadion, Nijmegen Toeschouwers: 12.000 Scheidsrechter: Gözübüyük |
| 27 augustus 2011 19:45 |                             |         |                 | Stadion: Goffertstadion, Nijmegen Toeschouwers: 12.000 Scheidsrechter: Gözübüyük |
|                        |                             |         |                 |                                                                                  |

|                        |                                  |         |                  |                                                                                   |
| 27 augustus 2011 20:45 | FC Utrecht                       | 3 – 1   | Roda JC Kerkrade | Stadion: Stadion Galgenwaard, Utrecht Toeschouwers: 20.000 Scheidsrechter: Bossen |
| 27 augustus 2011 20:45 | Oar 44' Sneijder 60' Mulenga 73' | Verslag | 38' Junker       | Stadion: Stadion Galgenwaard, Utrecht Toeschouwers: 20.000 Scheidsrechter: Bossen |
| 27 augustus 2011 20:45 |                                  |         |                  | Stadion: Stadion Galgenwaard, Utrecht Toeschouwers: 20.000 Scheidsrechter: Bossen |
| 27 augustus 2011 20:45 |                                  |         |                  | Stadion: Stadion Galgenwaard, Utrecht Toeschouwers: 20.000 Scheidsrechter: Bossen |
|                        |                                  |         |                  |                                                                                   |

|                        |                  |         |                                              |                                                                                    |
| 28 augustus 2011 12:30 | De Graafschap    | 0 – 3   | ADO Den Haag                                 | Stadion: De Vijverberg, Doetinchem Toeschouwers: 11.147 Scheidsrechter: Van Sichem |
| 28 augustus 2011 12:30 | Fränkel 48', 77' | Verslag | 45' Radosavljevič 83' Verhoek 87' van Duinen | Stadion: De Vijverberg, Doetinchem Toeschouwers: 11.147 Scheidsrechter: Van Sichem |
| 28 augustus 2011 12:30 |                  |         |                                              | Stadion: De Vijverberg, Doetinchem Toeschouwers: 11.147 Scheidsrechter: Van Sichem |
| 28 augustus 2011 12:30 |                  |         |                                              | Stadion: De Vijverberg, Doetinchem Toeschouwers: 11.147 Scheidsrechter: Van Sichem |
|                        |                  |         |                                              |                                                                                    |

|                        |                    |         |                                                        |                                                                                       |
| 28 augustus 2011 14:30 | Feyenoord          | 2 – 2   | sc Heerenveen                                          | Stadion: Stadion Feijenoord, Rotterdam Toeschouwers: 41.000 Scheidsrechter: Braamhaar |
| 28 augustus 2011 14:30 | Fer 33' Cabral 57' | Verslag | 26' (pen.) Dost 47' Assaidi 60', 64' Zomer 80' Schmidt | Stadion: Stadion Feijenoord, Rotterdam Toeschouwers: 41.000 Scheidsrechter: Braamhaar |
| 28 augustus 2011 14:30 |                    |         |                                                        | Stadion: Stadion Feijenoord, Rotterdam Toeschouwers: 41.000 Scheidsrechter: Braamhaar |
| 28 augustus 2011 14:30 |                    |         |                                                        | Stadion: Stadion Feijenoord, Rotterdam Toeschouwers: 41.000 Scheidsrechter: Braamhaar |
|                        |                    |         |                                                        |                                                                                       |

|                        |              |         |                                      |                                                                        |
| 28 augustus 2011 14:30 | FC Groningen | 0 – 3   | AZ                                   | Stadion: Euroborg, Groningen Toeschouwers: 21.000 Scheidsrechter: Blom |
| 28 augustus 2011 14:30 |              | Verslag | 1' Viergever 79' Guðmundsson 84' Elm | Stadion: Euroborg, Groningen Toeschouwers: 21.000 Scheidsrechter: Blom |
| 28 augustus 2011 14:30 |              |         |                                      | Stadion: Euroborg, Groningen Toeschouwers: 21.000 Scheidsrechter: Blom |
| 28 augustus 2011 14:30 |              |         |                                      | Stadion: Euroborg, Groningen Toeschouwers: 21.000 Scheidsrechter: Blom |
|                        |              |         |                                      |                                                                        |

|                        |                                                  |         |              |                                                                                      |
| 28 augustus 2011 16:30 | PSV                                              | 6 – 1   | Excelsior    | Stadion: Philips Stadion, Eindhoven Toeschouwers: 33.000 Scheidsrechter: Wiedemeijer |
| 28 augustus 2011 16:30 | Mertens 30', 49', 51' Toivonen 47', 79' Lens 72' | Verslag | 39' te Vrede | Stadion: Philips Stadion, Eindhoven Toeschouwers: 33.000 Scheidsrechter: Wiedemeijer |
| 28 augustus 2011 16:30 |                                                  |         |              | Stadion: Philips Stadion, Eindhoven Toeschouwers: 33.000 Scheidsrechter: Wiedemeijer |
| 28 augustus 2011 16:30 |                                                  |         |              | Stadion: Philips Stadion, Eindhoven Toeschouwers: 33.000 Scheidsrechter: Wiedemeijer |
|                        |                                                  |         |              |                                                                                      |

## Speelronde 5
|                         |                       |         |           |                                                                                           |
| 10 september 2011 18:45 | Roda JC Kerkrade      | 2 – 1   | FC Twente | Stadion: Parkstad Limburg Stadion, Kerkrade Toeschouwers: 13.500 Scheidsrechter: Liesveld |
| 10 september 2011 18:45 | Vormer 36' Donald 47' | Verslag | 35' Janko | Stadion: Parkstad Limburg Stadion, Kerkrade Toeschouwers: 13.500 Scheidsrechter: Liesveld |
| 10 september 2011 18:45 |                       |         |           | Stadion: Parkstad Limburg Stadion, Kerkrade Toeschouwers: 13.500 Scheidsrechter: Liesveld |
| 10 september 2011 18:45 |                       |         |           | Stadion: Parkstad Limburg Stadion, Kerkrade Toeschouwers: 13.500 Scheidsrechter: Liesveld |
|                         |                       |         |           |                                                                                           |

|                         |              |         |                |                                                                                   |
| 10 september 2011 19:45 | ADO Den Haag | 0 – 1   | RKC Waalwijk   | Stadion: Kyocera Stadion, Den Haag Toeschouwers: 13.000 Scheidsrechter: Gözübüyük |
| 10 september 2011 19:45 |              | Verslag | 39' ten Voorde | Stadion: Kyocera Stadion, Den Haag Toeschouwers: 13.000 Scheidsrechter: Gözübüyük |
| 10 september 2011 19:45 |              |         |                | Stadion: Kyocera Stadion, Den Haag Toeschouwers: 13.000 Scheidsrechter: Gözübüyük |
| 10 september 2011 19:45 |              |         |                | Stadion: Kyocera Stadion, Den Haag Toeschouwers: 13.000 Scheidsrechter: Gözübüyük |
|                         |              |         |                |                                                                                   |

|                         |                                               |         |               |                                                                             |
| 10 september 2011 19:45 | AZ                                            | 4 – 0   | Vitesse       | Stadion: AFAS Stadion, Alkmaar Toeschouwers: 16.000 Scheidsrechter: Kuipers |
| 10 september 2011 19:45 | Wernbloom 22', 26' Beerens 38' Elm 45' (pen.) | Verslag | 45', 70' Bony | Stadion: AFAS Stadion, Alkmaar Toeschouwers: 16.000 Scheidsrechter: Kuipers |
| 10 september 2011 19:45 |                                               |         |               | Stadion: AFAS Stadion, Alkmaar Toeschouwers: 16.000 Scheidsrechter: Kuipers |
| 10 september 2011 19:45 |                                               |         |               | Stadion: AFAS Stadion, Alkmaar Toeschouwers: 16.000 Scheidsrechter: Kuipers |
|                         |                                               |         |               |                                                                             |

|                         |                  |         |        |                                                                                 |
| 10 september 2011 19:45 | De Graafschap    | 1 – 0   | N.E.C. | Stadion: De Vijverberg, Doetinchem Toeschouwers: 12.127 Scheidsrechter: Janssen |
| 10 september 2011 19:45 | El Hassnaoui 24' | Verslag |        | Stadion: De Vijverberg, Doetinchem Toeschouwers: 12.127 Scheidsrechter: Janssen |
| 10 september 2011 19:45 |                  |         |        | Stadion: De Vijverberg, Doetinchem Toeschouwers: 12.127 Scheidsrechter: Janssen |
| 10 september 2011 19:45 |                  |         |        | Stadion: De Vijverberg, Doetinchem Toeschouwers: 12.127 Scheidsrechter: Janssen |
|                         |                  |         |        |                                                                                 |

|                         |                       |         |                                                 |                                                                                |
| 10 september 2011 20:45 | Heracles Almelo       | 2 – 3   | Ajax                                            | Stadion: Polman Stadion, Almelo Toeschouwers: 8.500 Scheidsrechter: van Boekel |
| 10 september 2011 20:45 | Overtoom 31' Plet 89' | Verslag | 45+2', 64' de Jong 81' Sulejmani 90+2' Ebecilio | Stadion: Polman Stadion, Almelo Toeschouwers: 8.500 Scheidsrechter: van Boekel |
| 10 september 2011 20:45 |                       |         |                                                 | Stadion: Polman Stadion, Almelo Toeschouwers: 8.500 Scheidsrechter: van Boekel |
| 10 september 2011 20:45 |                       |         |                                                 | Stadion: Polman Stadion, Almelo Toeschouwers: 8.500 Scheidsrechter: van Boekel |
|                         |                       |         |                                                 |                                                                                |

|                                                                                     |                                    |         |              |                                                                                           |
| 11 september 2011 12:30                                                             | sc Heerenveen                      | 3 – 0   | FC Groningen | Stadion: Abe Lenstra Stadion, Heerenveen Toeschouwers: 26.100 Scheidsrechter: Wiedemeijer |
| 11 september 2011 12:30                                                             | Dost 45+2' Assaidi 62' Đuričić 85' | Verslag |              | Stadion: Abe Lenstra Stadion, Heerenveen Toeschouwers: 26.100 Scheidsrechter: Wiedemeijer |
| 11 september 2011 12:30                                                             |                                    |         |              | Stadion: Abe Lenstra Stadion, Heerenveen Toeschouwers: 26.100 Scheidsrechter: Wiedemeijer |
| 11 september 2011 12:30                                                             |                                    |         |              | Stadion: Abe Lenstra Stadion, Heerenveen Toeschouwers: 26.100 Scheidsrechter: Wiedemeijer |
| Pieter Vink, scheidsrechter vervangen door Reinold Wiedemeijer wegens een blessure. |                                    |         |              |                                                                                           |

|                         |                                                |         |                                    |                                                                                        |
| 11 september 2011 14:30 | VVV-Venlo                                      | 3 – 3   | PSV                                | Stadion: Seacon Stadion - De Koel -, Venlo Toeschouwers: 7.931 Scheidsrechter: Nijhuis |
| 11 september 2011 14:30 | de Regt 48' Nwofor 52' Yoshida 54' Meeuwis 83' | Verslag | 11' Toivonen 34' Mertens 73' Bouma | Stadion: Seacon Stadion - De Koel -, Venlo Toeschouwers: 7.931 Scheidsrechter: Nijhuis |
| 11 september 2011 14:30 |                                                |         |                                    | Stadion: Seacon Stadion - De Koel -, Venlo Toeschouwers: 7.931 Scheidsrechter: Nijhuis |
| 11 september 2011 14:30 |                                                |         |                                    | Stadion: Seacon Stadion - De Koel -, Venlo Toeschouwers: 7.931 Scheidsrechter: Nijhuis |
|                         |                                                |         |                                    |                                                                                        |

|                         |             |         |                                              |                                                                                     |
| 11 september 2011 14:30 | NAC Breda   | 1 – 3   | Feyenoord                                    | Stadion: Rat Verlegh Stadion, Breda Toeschouwers: 17.800 Scheidsrechter: van Hulten |
| 11 september 2011 14:30 | Schilder 7' | Verslag | 37' Bakkal 60' El Ahmadi 87' (pen.) Guidetti | Stadion: Rat Verlegh Stadion, Breda Toeschouwers: 17.800 Scheidsrechter: van Hulten |
| 11 september 2011 14:30 |             |         |                                              | Stadion: Rat Verlegh Stadion, Breda Toeschouwers: 17.800 Scheidsrechter: van Hulten |
| 11 september 2011 14:30 |             |         |                                              | Stadion: Rat Verlegh Stadion, Breda Toeschouwers: 17.800 Scheidsrechter: van Hulten |
|                         |             |         |                                              |                                                                                     |

|                         |                                        |         |                                |                                                                                     |
| 11 september 2011 16:30 | Excelsior                              | 2 – 3   | FC Utrecht                     | Stadion: Stadion Woudestein, Rotterdam Toeschouwers: 3.000 Scheidsrechter: Wegereef |
| 11 september 2011 16:30 | Oost 5' Scheimann 29', 50' Broerse 69' | Verslag | 26', 57' Asare 33' Vorstermans | Stadion: Stadion Woudestein, Rotterdam Toeschouwers: 3.000 Scheidsrechter: Wegereef |
| 11 september 2011 16:30 |                                        |         |                                | Stadion: Stadion Woudestein, Rotterdam Toeschouwers: 3.000 Scheidsrechter: Wegereef |
| 11 september 2011 16:30 |                                        |         |                                | Stadion: Stadion Woudestein, Rotterdam Toeschouwers: 3.000 Scheidsrechter: Wegereef |
|                         |                                        |         |                                |                                                                                     |

## Speelronde 6
|                         |             |         |                       |                                                                               |
| 16 september 2011 20:00 | N.E.C.      | 1 – 2   | NAC Breda             | Stadion: Goffertstadion, Nijmegen Toeschouwers: 12.000 Scheidsrechter: Bossen |
| 16 september 2011 20:00 | Nuytinck 2' | Verslag | 64' Schalk 67' Bayram | Stadion: Goffertstadion, Nijmegen Toeschouwers: 12.000 Scheidsrechter: Bossen |
| 16 september 2011 20:00 |             |         |                       | Stadion: Goffertstadion, Nijmegen Toeschouwers: 12.000 Scheidsrechter: Bossen |
| 16 september 2011 20:00 |             |         |                       | Stadion: Goffertstadion, Nijmegen Toeschouwers: 12.000 Scheidsrechter: Bossen |
|                         |             |         |                       |                                                                               |

|                         |                         |         |           |                                                                           |
| 17 september 2011 18:45 | FC Groningen            | 2 – 0   | Excelsior | Stadion: Euroborg, Groningen Toeschouwers: 21.491 Scheidsrechter: Janssen |
| 17 september 2011 18:45 | Tadić 41' Andersson 51' | Verslag |           | Stadion: Euroborg, Groningen Toeschouwers: 21.491 Scheidsrechter: Janssen |
| 17 september 2011 18:45 |                         |         |           | Stadion: Euroborg, Groningen Toeschouwers: 21.491 Scheidsrechter: Janssen |
| 17 september 2011 18:45 |                         |         |           | Stadion: Euroborg, Groningen Toeschouwers: 21.491 Scheidsrechter: Janssen |
|                         |                         |         |           |                                                                           |

|                         |                                                                         |         |                  |                                                                            |
| 17 september 2011 19:45 | Vitesse                                                                 | 5 – 0   | Roda JC Kerkrade | Stadion: GelreDome, Arnhem Toeschouwers: 14.982 Scheidsrechter: Van Sichem |
| 17 september 2011 19:45 | van Ginkel 55' Kasjia 71' Tsjantoeria 73' Büttner 77' (pen.) Jenner 82' | Verslag |                  | Stadion: GelreDome, Arnhem Toeschouwers: 14.982 Scheidsrechter: Van Sichem |
| 17 september 2011 19:45 |                                                                         |         |                  | Stadion: GelreDome, Arnhem Toeschouwers: 14.982 Scheidsrechter: Van Sichem |
| 17 september 2011 19:45 |                                                                         |         |                  | Stadion: GelreDome, Arnhem Toeschouwers: 14.982 Scheidsrechter: Van Sichem |
|                         |                                                                         |         |                  |                                                                            |

|                         |           |         |                                   |                                                                                          |
| 17 september 2011 19:45 | VVV-Venlo | 0 – 3   | sc Heerenveen                     | Stadion: Seacon Stadion - De Koel -, Venlo Toeschouwers: 7.500 Scheidsrechter: Gözübüyük |
| 17 september 2011 19:45 |           | Verslag | 74' Narsingh 82' Dost 89' Assaidi | Stadion: Seacon Stadion - De Koel -, Venlo Toeschouwers: 7.500 Scheidsrechter: Gözübüyük |
| 17 september 2011 19:45 |           |         |                                   | Stadion: Seacon Stadion - De Koel -, Venlo Toeschouwers: 7.500 Scheidsrechter: Gözübüyük |
| 17 september 2011 19:45 |           |         |                                   | Stadion: Seacon Stadion - De Koel -, Venlo Toeschouwers: 7.500 Scheidsrechter: Gözübüyük |
|                         |           |         |                                   |                                                                                          |

|                         |                                                                     |         |                   |                                                                                         |
| 17 september 2011 20:45 | Feyenoord                                                           | 4 – 0   | De Graafschap     | Stadion: Stadion Feijenoord, Rotterdam Toeschouwers: 41.000 Scheidsrechter: Wiedemeijer |
| 17 september 2011 20:45 | Schaken 47' Guidetti 59' (pen.) Leerdam 67' G. Fernandez 79' (pen.) | Verslag | 58' van de Pavert | Stadion: Stadion Feijenoord, Rotterdam Toeschouwers: 41.000 Scheidsrechter: Wiedemeijer |
| 17 september 2011 20:45 |                                                                     |         |                   | Stadion: Stadion Feijenoord, Rotterdam Toeschouwers: 41.000 Scheidsrechter: Wiedemeijer |
| 17 september 2011 20:45 |                                                                     |         |                   | Stadion: Stadion Feijenoord, Rotterdam Toeschouwers: 41.000 Scheidsrechter: Wiedemeijer |
|                         |                                                                     |         |                   |                                                                                         |

|                         |                                |         |                               |                                                                                  |
| 18 september 2011 12:30 | PSV                            | 2 – 2   | Ajax                          | Stadion: Philips Stadion, Eindhoven Toeschouwers: 34.400 Scheidsrechter: Kuipers |
| 18 september 2011 12:30 | Matavž 2' Wijnaldum 55' (pen.) | Verslag | 45+4' Sigþórsson 79' Boelykin | Stadion: Philips Stadion, Eindhoven Toeschouwers: 34.400 Scheidsrechter: Kuipers |
| 18 september 2011 12:30 |                                |         |                               | Stadion: Philips Stadion, Eindhoven Toeschouwers: 34.400 Scheidsrechter: Kuipers |
| 18 september 2011 12:30 |                                |         |                               | Stadion: Philips Stadion, Eindhoven Toeschouwers: 34.400 Scheidsrechter: Kuipers |
|                         |                                |         |                               |                                                                                  |

|                         |                                                      |         |                                  |                                                                                   |
| 18 september 2011 14:30 | FC Twente                                            | 5 – 2   | ADO Den Haag                     | Stadion: De Grolsch Veste, Enschede Toeschouwers: 21.000 Scheidsrechter: Gumienny |
| 18 september 2011 14:30 | Janko 16' Douglas 56' de Jong 72', 90+2' Bajrami 77' | Verslag | 14' (pen.) Immers 77' J. Verhoek | Stadion: De Grolsch Veste, Enschede Toeschouwers: 21.000 Scheidsrechter: Gumienny |
| 18 september 2011 14:30 |                                                      |         |                                  | Stadion: De Grolsch Veste, Enschede Toeschouwers: 21.000 Scheidsrechter: Gumienny |
| 18 september 2011 14:30 |                                                      |         |                                  | Stadion: De Grolsch Veste, Enschede Toeschouwers: 21.000 Scheidsrechter: Gumienny |
|                         |                                                      |         |                                  |                                                                                   |

|                         |                  |         |                             |                                                                                     |
| 18 september 2011 14:30 | RKC Waalwijk     | 1 – 2   | AZ                          | Stadion: Mandemakers Stadion, Waalwijk Toeschouwers: 5.500 Scheidsrechter: Liesveld |
| 18 september 2011 14:30 | Castillion 45+1' | Verslag | 10' (pen.) Elm 65' Benschop | Stadion: Mandemakers Stadion, Waalwijk Toeschouwers: 5.500 Scheidsrechter: Liesveld |
| 18 september 2011 14:30 |                  |         |                             | Stadion: Mandemakers Stadion, Waalwijk Toeschouwers: 5.500 Scheidsrechter: Liesveld |
| 18 september 2011 14:30 |                  |         |                             | Stadion: Mandemakers Stadion, Waalwijk Toeschouwers: 5.500 Scheidsrechter: Liesveld |
|                         |                  |         |                             |                                                                                     |

|                         |                      |         |                      |                                                                                      |
| 18 september 2011 16:30 | FC Utrecht           | 2 – 2   | Heracles Almelo      | Stadion: Stadion Galgenwaard, Utrecht Toeschouwers: 18.350 Scheidsrechter: Braamhaar |
| 18 september 2011 16:30 | Gerndt 19' Asare 54' | Verslag | 31' Quansah 37' Plet | Stadion: Stadion Galgenwaard, Utrecht Toeschouwers: 18.350 Scheidsrechter: Braamhaar |
| 18 september 2011 16:30 |                      |         |                      | Stadion: Stadion Galgenwaard, Utrecht Toeschouwers: 18.350 Scheidsrechter: Braamhaar |
| 18 september 2011 16:30 |                      |         |                      | Stadion: Stadion Galgenwaard, Utrecht Toeschouwers: 18.350 Scheidsrechter: Braamhaar |
|                         |                      |         |                      |                                                                                      |

## Speelronde 7
|                         |                                                                         |         |                       |                                                                                      |
| 24 september 2011 18:45 | PSV                                                                     | 7 – 1   | Roda JC Kerkrade      | Stadion: Philips Stadion, Eindhoven Toeschouwers: 33.000 Scheidsrechter: Wiedemeijer |
| 24 september 2011 18:45 | Toivonen 15' Mertens 20', 33', 58', 89' (pen.) Strootman 34' Matavž 83' | Verslag | 56' Malki 19' Vuković | Stadion: Philips Stadion, Eindhoven Toeschouwers: 33.000 Scheidsrechter: Wiedemeijer |
| 24 september 2011 18:45 |                                                                         |         |                       | Stadion: Philips Stadion, Eindhoven Toeschouwers: 33.000 Scheidsrechter: Wiedemeijer |
| 24 september 2011 18:45 |                                                                         |         |                       | Stadion: Philips Stadion, Eindhoven Toeschouwers: 33.000 Scheidsrechter: Wiedemeijer |
|                         |                                                                         |         |                       |                                                                                      |

|                         |               |         |                 |                                                                                          |
| 24 september 2011 19:45 | sc Heerenveen | 1 – 1   | Heracles Almelo | Stadion: Abe Lenstra Stadion, Heerenveen Toeschouwers: 25.500 Scheidsrechter: van Sichem |
| 24 september 2011 19:45 | Assaidi 29'   | Verslag | 72' Armenteros  | Stadion: Abe Lenstra Stadion, Heerenveen Toeschouwers: 25.500 Scheidsrechter: van Sichem |
| 24 september 2011 19:45 |               |         |                 | Stadion: Abe Lenstra Stadion, Heerenveen Toeschouwers: 25.500 Scheidsrechter: van Sichem |
| 24 september 2011 19:45 |               |         |                 | Stadion: Abe Lenstra Stadion, Heerenveen Toeschouwers: 25.500 Scheidsrechter: van Sichem |
|                         |               |         |                 |                                                                                          |

|                         |                            |         |           |                                                                                 |
| 24 september 2011 19:45 | ADO Den Haag               | 2 – 0   | VVV-Venlo | Stadion: Kyocera Stadion, Den Haag Toeschouwers: 11.884 Scheidsrechter: Kuipers |
| 24 september 2011 19:45 | J. Verhoek 20' Horváth 40' | Verslag |           | Stadion: Kyocera Stadion, Den Haag Toeschouwers: 11.884 Scheidsrechter: Kuipers |
| 24 september 2011 19:45 |                            |         |           | Stadion: Kyocera Stadion, Den Haag Toeschouwers: 11.884 Scheidsrechter: Kuipers |
| 24 september 2011 19:45 |                            |         |           | Stadion: Kyocera Stadion, Den Haag Toeschouwers: 11.884 Scheidsrechter: Kuipers |
|                         |                            |         |           |                                                                                 |

|                         |               |         |                |                                                                                     |
| 24 september 2011 19:45 | NAC Breda     | 1 – 0   | FC Utrecht     | Stadion: Rat Verlegh Stadion, Breda Toeschouwers: 17.560 Scheidsrechter: Delferière |
| 24 september 2011 19:45 | Luijckx 90+1' | Verslag | 33', 44' Zullo | Stadion: Rat Verlegh Stadion, Breda Toeschouwers: 17.560 Scheidsrechter: Delferière |
| 24 september 2011 19:45 |               |         |                | Stadion: Rat Verlegh Stadion, Breda Toeschouwers: 17.560 Scheidsrechter: Delferière |
| 24 september 2011 19:45 |               |         |                | Stadion: Rat Verlegh Stadion, Breda Toeschouwers: 17.560 Scheidsrechter: Delferière |
|                         |               |         |                |                                                                                     |

|                         |               |         |             |                                                                               |
| 24 september 2011 20:45 | Ajax          | 1 – 1   | FC Twente   | Stadion: Amsterdam ArenA, Amsterdam Toeschouwers: 51.541 Scheidsrechter: Vink |
| 24 september 2011 20:45 | Sulejmani 10' | Verslag | 87' de Jong | Stadion: Amsterdam ArenA, Amsterdam Toeschouwers: 51.541 Scheidsrechter: Vink |
| 24 september 2011 20:45 |               |         |             | Stadion: Amsterdam ArenA, Amsterdam Toeschouwers: 51.541 Scheidsrechter: Vink |
| 24 september 2011 20:45 |               |         |             | Stadion: Amsterdam ArenA, Amsterdam Toeschouwers: 51.541 Scheidsrechter: Vink |
|                         |               |         |             |                                                                               |

|                         |                    |         |                        |                                                                                |
| 25 september 2011 12:30 | AZ                 | 2 – 1   | Feyenoord              | Stadion: AFAS Stadion, Alkmaar Toeschouwers: 16.773 Scheidsrechter: van Boekel |
| 25 september 2011 12:30 | Elm 60' Holman 85' | Verslag | 36' Bakkal 68' Leerdam | Stadion: AFAS Stadion, Alkmaar Toeschouwers: 16.773 Scheidsrechter: van Boekel |
| 25 september 2011 12:30 |                    |         |                        | Stadion: AFAS Stadion, Alkmaar Toeschouwers: 16.773 Scheidsrechter: van Boekel |
| 25 september 2011 12:30 |                    |         |                        | Stadion: AFAS Stadion, Alkmaar Toeschouwers: 16.773 Scheidsrechter: van Boekel |
|                         |                    |         |                        |                                                                                |

|                         |                       |         |                                |                                                                                    |
| 25 september 2011 14:30 | De Graafschap         | 2 – 3   | FC Groningen                   | Stadion: De Vijverberg, Doetinchem Toeschouwers: 11.665 Scheidsrechter: van Hulten |
| 25 september 2011 14:30 | Rose 70' Wormgoor 83' | Verslag | 65', 90+1' Texeira 90+2' Tadić | Stadion: De Vijverberg, Doetinchem Toeschouwers: 11.665 Scheidsrechter: van Hulten |
| 25 september 2011 14:30 |                       |         |                                | Stadion: De Vijverberg, Doetinchem Toeschouwers: 11.665 Scheidsrechter: van Hulten |
| 25 september 2011 14:30 |                       |         |                                | Stadion: De Vijverberg, Doetinchem Toeschouwers: 11.665 Scheidsrechter: van Hulten |
|                         |                       |         |                                |                                                                                    |

|                         |                               |         |        |                                                                                    |
| 25 september 2011 14:30 | RKC Waalwijk                  | 2 – 0   | N.E.C. | Stadion: Mandemakers Stadion, Waalwijk Toeschouwers: 5.793 Scheidsrechter: Nijhuis |
| 25 september 2011 14:30 | Castillion 37' ten Voorde 77' | Verslag |        | Stadion: Mandemakers Stadion, Waalwijk Toeschouwers: 5.793 Scheidsrechter: Nijhuis |
| 25 september 2011 14:30 |                               |         |        | Stadion: Mandemakers Stadion, Waalwijk Toeschouwers: 5.793 Scheidsrechter: Nijhuis |
| 25 september 2011 14:30 |                               |         |        | Stadion: Mandemakers Stadion, Waalwijk Toeschouwers: 5.793 Scheidsrechter: Nijhuis |
|                         |                               |         |        |                                                                                    |

|                         |           |         |               |                                                                                      |
| 25 september 2011 16:30 | Excelsior | 0 – 2   | Vitesse       | Stadion: Stadion Woudestein, Rotterdam Toeschouwers: 2.857 Scheidsrechter: Braamhaar |
| 25 september 2011 16:30 |           | Verslag | 12', 22' Bony | Stadion: Stadion Woudestein, Rotterdam Toeschouwers: 2.857 Scheidsrechter: Braamhaar |
| 25 september 2011 16:30 |           |         |               | Stadion: Stadion Woudestein, Rotterdam Toeschouwers: 2.857 Scheidsrechter: Braamhaar |
| 25 september 2011 16:30 |           |         |               | Stadion: Stadion Woudestein, Rotterdam Toeschouwers: 2.857 Scheidsrechter: Braamhaar |
|                         |           |         |               |                                                                                      |

## Speelronde 8
|                         |                      |         |               |                                                                            |
| 30 september 2011 20:00 | Heracles Almelo      | 2 – 0   | De Graafschap | Stadion: Polman Stadion, Almelo Toeschouwers: 8.412 Scheidsrechter: Bossen |
| 30 september 2011 20:00 | Plet 12' Pedro 90+2' | Verslag |               | Stadion: Polman Stadion, Almelo Toeschouwers: 8.412 Scheidsrechter: Bossen |
| 30 september 2011 20:00 |                      |         |               | Stadion: Polman Stadion, Almelo Toeschouwers: 8.412 Scheidsrechter: Bossen |
| 30 september 2011 20:00 |                      |         |               | Stadion: Polman Stadion, Almelo Toeschouwers: 8.412 Scheidsrechter: Bossen |
|                         |                      |         |               |                                                                            |

|                      |                                                |         |                     |                                                                                       |
| 1 oktober 2011 18:45 | FC Utrecht                                     | 3 – 0   | RKC Waalwijk        | Stadion: Stadion Galgenwaard, Utrecht Toeschouwers: 19.500 Scheidsrechter: van Sichem |
| 1 oktober 2011 18:45 | Sneijder 16' Mårtensson 63' Mulenga 80' (pen.) | Verslag | 34', 41' Castillion | Stadion: Stadion Galgenwaard, Utrecht Toeschouwers: 19.500 Scheidsrechter: van Sichem |
| 1 oktober 2011 18:45 |                                                |         |                     | Stadion: Stadion Galgenwaard, Utrecht Toeschouwers: 19.500 Scheidsrechter: van Sichem |
| 1 oktober 2011 18:45 |                                                |         |                     | Stadion: Stadion Galgenwaard, Utrecht Toeschouwers: 19.500 Scheidsrechter: van Sichem |
|                      |                                                |         |                     |                                                                                       |

|                      |          |         |                  |                                                                         |
| 1 oktober 2011 19:45 | Vitesse  | 1 – 1   | sc Heerenveen    | Stadion: GelreDome, Arnhem Toeschouwers: 16.894 Scheidsrechter: Janssen |
| 1 oktober 2011 19:45 | Bony 88' | Verslag | 90+1' Gouweleeuw | Stadion: GelreDome, Arnhem Toeschouwers: 16.894 Scheidsrechter: Janssen |
| 1 oktober 2011 19:45 |          |         |                  | Stadion: GelreDome, Arnhem Toeschouwers: 16.894 Scheidsrechter: Janssen |
| 1 oktober 2011 19:45 |          |         |                  | Stadion: GelreDome, Arnhem Toeschouwers: 16.894 Scheidsrechter: Janssen |
|                      |          |         |                  |                                                                         |

|                      |                                       |         |                                  |                                                                                            |
| 1 oktober 2011 20:45 | Roda JC Kerkrade                      | 4 – 3   | NAC Breda                        | Stadion: Parkstad Limburg Stadion, Kerkrade Toeschouwers: 12.630 Scheidsrechter: Braamhaar |
| 1 oktober 2011 20:45 | Malki 10', 36' Delorge 27' Vormer 63' | Verslag | 31' Bayram 54' Gudelj 80' Schalk | Stadion: Parkstad Limburg Stadion, Kerkrade Toeschouwers: 12.630 Scheidsrechter: Braamhaar |
| 1 oktober 2011 20:45 |                                       |         |                                  | Stadion: Parkstad Limburg Stadion, Kerkrade Toeschouwers: 12.630 Scheidsrechter: Braamhaar |
| 1 oktober 2011 20:45 |                                       |         |                                  | Stadion: Parkstad Limburg Stadion, Kerkrade Toeschouwers: 12.630 Scheidsrechter: Braamhaar |
|                      |                                       |         |                                  |                                                                                            |

|                      |              |         |                               |                                                                                        |
| 2 oktober 2011 12:30 | VVV-Venlo    | 1 – 3   | AZ                            | Stadion: Seacon Stadion - De Koel -, Venlo Toeschouwers: 7.350 Scheidsrechter: Wouters |
| 2 oktober 2011 12:30 | Cullen 90+1' | Verslag | 32' Elm 62' Maher 73' Poulsen | Stadion: Seacon Stadion - De Koel -, Venlo Toeschouwers: 7.350 Scheidsrechter: Wouters |
| 2 oktober 2011 12:30 |              |         |                               | Stadion: Seacon Stadion - De Koel -, Venlo Toeschouwers: 7.350 Scheidsrechter: Wouters |
| 2 oktober 2011 12:30 |              |         |                               | Stadion: Seacon Stadion - De Koel -, Venlo Toeschouwers: 7.350 Scheidsrechter: Wouters |
|                      |              |         |                               |                                                                                        |

|                      |                      |         |                  |                                                                                    |
| 2 oktober 2011 14:30 | FC Twente            | 2 – 2   | Excelsior        | Stadion: De Grolsch Veste, Enschede Toeschouwers: 20.000 Scheidsrechter: Gözübüyük |
| 2 oktober 2011 14:30 | John 34' de Jong 90' | Verslag | 85', 86' Maatsen | Stadion: De Grolsch Veste, Enschede Toeschouwers: 20.000 Scheidsrechter: Gözübüyük |
| 2 oktober 2011 14:30 |                      |         |                  | Stadion: De Grolsch Veste, Enschede Toeschouwers: 20.000 Scheidsrechter: Gözübüyük |
| 2 oktober 2011 14:30 |                      |         |                  | Stadion: De Grolsch Veste, Enschede Toeschouwers: 20.000 Scheidsrechter: Gözübüyük |
|                      |                      |         |                  |                                                                                    |

|                      |                   |         |                       |                                                                            |
| 2 oktober 2011 14:30 | FC Groningen      | 1 – 0   | Ajax                  | Stadion: Euroborg, Groningen Toeschouwers: 22.117 Scheidsrechter: Liesveld |
| 2 oktober 2011 14:30 | Bacuna 62' (pen.) | Verslag | 28', 61' van der Wiel | Stadion: Euroborg, Groningen Toeschouwers: 22.117 Scheidsrechter: Liesveld |
| 2 oktober 2011 14:30 |                   |         |                       | Stadion: Euroborg, Groningen Toeschouwers: 22.117 Scheidsrechter: Liesveld |
| 2 oktober 2011 14:30 |                   |         |                       | Stadion: Euroborg, Groningen Toeschouwers: 22.117 Scheidsrechter: Liesveld |
|                      |                   |         |                       |                                                                            |

|                      |           |         |                                         |                                                                                  |
| 2 oktober 2011 14:30 | Feyenoord | 0 – 3   | ADO Den Haag                            | Stadion: Stadion Feijenoord, Rotterdam Toeschouwers: 41.000 Scheidsrechter: Vink |
| 2 oktober 2011 14:30 |           | Verslag | 15' J. Verhoek 45' W. Verhoek 53' Chery | Stadion: Stadion Feijenoord, Rotterdam Toeschouwers: 41.000 Scheidsrechter: Vink |
| 2 oktober 2011 14:30 |           |         |                                         | Stadion: Stadion Feijenoord, Rotterdam Toeschouwers: 41.000 Scheidsrechter: Vink |
| 2 oktober 2011 14:30 |           |         |                                         | Stadion: Stadion Feijenoord, Rotterdam Toeschouwers: 41.000 Scheidsrechter: Vink |
|                      |           |         |                                         |                                                                                  |

|                      |        |         |                       |                                                                                 |
| 2 oktober 2011 16:30 | N.E.C. | 0 – 2   | PSV                   | Stadion: Goffertstadion, Nijmegen Toeschouwers: 12.300 Scheidsrechter: Wegereef |
| 2 oktober 2011 16:30 |        | Verslag | 85' Labyad 87' Matavž | Stadion: Goffertstadion, Nijmegen Toeschouwers: 12.300 Scheidsrechter: Wegereef |
| 2 oktober 2011 16:30 |        |         |                       | Stadion: Goffertstadion, Nijmegen Toeschouwers: 12.300 Scheidsrechter: Wegereef |
| 2 oktober 2011 16:30 |        |         |                       | Stadion: Goffertstadion, Nijmegen Toeschouwers: 12.300 Scheidsrechter: Wegereef |
|                      |        |         |                       |                                                                                 |

## Speelronde 9
|                       |                                                |         |                        |                                                                                  |
| 15 oktober 2011 18:45 | Ajax                                           | 2 – 2   | AZ                     | Stadion: Amsterdam ArenA, Amsterdam Toeschouwers: 51.585 Scheidsrechter: Kuipers |
| 15 oktober 2011 18:45 | Sulejmani 47' (pen.) Enoh 43', 70' Janssen 82' | Verslag | 14' Holman 22' Beerens | Stadion: Amsterdam ArenA, Amsterdam Toeschouwers: 51.585 Scheidsrechter: Kuipers |
| 15 oktober 2011 18:45 |                                                |         |                        | Stadion: Amsterdam ArenA, Amsterdam Toeschouwers: 51.585 Scheidsrechter: Kuipers |
| 15 oktober 2011 18:45 |                                                |         |                        | Stadion: Amsterdam ArenA, Amsterdam Toeschouwers: 51.585 Scheidsrechter: Kuipers |
|                       |                                                |         |                        |                                                                                  |

|                       |               |         |               |                                                                                        |
| 15 oktober 2011 19:45 | sc Heerenveen | 1 – 1   | De Graafschap | Stadion: Abe Lenstra Stadion, Heerenveen Toeschouwers: 25.500 Scheidsrechter: Kamphuis |
| 15 oktober 2011 19:45 | Kums 41'      | Verslag | 44' de Leeuw  | Stadion: Abe Lenstra Stadion, Heerenveen Toeschouwers: 25.500 Scheidsrechter: Kamphuis |
| 15 oktober 2011 19:45 |               |         |               | Stadion: Abe Lenstra Stadion, Heerenveen Toeschouwers: 25.500 Scheidsrechter: Kamphuis |
| 15 oktober 2011 19:45 |               |         |               | Stadion: Abe Lenstra Stadion, Heerenveen Toeschouwers: 25.500 Scheidsrechter: Kamphuis |
|                       |               |         |               |                                                                                        |

|                       |              |         |                                      |                                                                                     |
| 15 oktober 2011 19:45 | RKC Waalwijk | 0 – 4   | FC Twente                            | Stadion: Mandemakers Stadion, Waalwijk Toeschouwers: 7.082 Scheidsrechter: Wegereef |
| 15 oktober 2011 19:45 |              | Verslag | 43', 51' (pen.), 72' Janko 59' Brama | Stadion: Mandemakers Stadion, Waalwijk Toeschouwers: 7.082 Scheidsrechter: Wegereef |
| 15 oktober 2011 19:45 |              |         |                                      | Stadion: Mandemakers Stadion, Waalwijk Toeschouwers: 7.082 Scheidsrechter: Wegereef |
| 15 oktober 2011 19:45 |              |         |                                      | Stadion: Mandemakers Stadion, Waalwijk Toeschouwers: 7.082 Scheidsrechter: Wegereef |
|                       |              |         |                                      |                                                                                     |

|                       |                         |         |              |                                                                             |
| 15 oktober 2011 19:45 | Heracles Almelo         | 2 – 1   | FC Groningen | Stadion: Polman Stadion, Almelo Toeschouwers: 8.500 Scheidsrechter: Janssen |
| 15 oktober 2011 19:45 | Duarte 29' Overtoom 80' | Verslag | 73' Suk      | Stadion: Polman Stadion, Almelo Toeschouwers: 8.500 Scheidsrechter: Janssen |
| 15 oktober 2011 19:45 |                         |         |              | Stadion: Polman Stadion, Almelo Toeschouwers: 8.500 Scheidsrechter: Janssen |
| 15 oktober 2011 19:45 |                         |         |              | Stadion: Polman Stadion, Almelo Toeschouwers: 8.500 Scheidsrechter: Janssen |
|                       |                         |         |              |                                                                             |

|                       |              |         |             |                                                                                     |
| 15 oktober 2011 20:45 | PSV          | 1 – 0   | FC Utrecht  | Stadion: Philips Stadion, Eindhoven Toeschouwers: 32.700 Scheidsrechter: van Boekel |
| 15 oktober 2011 20:45 | Toivonen 71' | Verslag | 88' Nilsson | Stadion: Philips Stadion, Eindhoven Toeschouwers: 32.700 Scheidsrechter: van Boekel |
| 15 oktober 2011 20:45 |              |         |             | Stadion: Philips Stadion, Eindhoven Toeschouwers: 32.700 Scheidsrechter: van Boekel |
| 15 oktober 2011 20:45 |              |         |             | Stadion: Philips Stadion, Eindhoven Toeschouwers: 32.700 Scheidsrechter: van Boekel |
|                       |              |         |             |                                                                                     |

|                       |            |         |                                |                                                                                    |
| 16 oktober 2011 12:30 | N.E.C.     | 0 – 1   | Vitesse                        | Stadion: Goffertstadion, Nijmegen Toeschouwers: 12.500 Scheidsrechter: Wiedemeijer |
| 16 oktober 2011 12:30 | Conboy 57' | Verslag | 34' 57' Tsjantoeria 77' Aborah | Stadion: Goffertstadion, Nijmegen Toeschouwers: 12.500 Scheidsrechter: Wiedemeijer |
| 16 oktober 2011 12:30 |            |         |                                | Stadion: Goffertstadion, Nijmegen Toeschouwers: 12.500 Scheidsrechter: Wiedemeijer |
| 16 oktober 2011 12:30 |            |         |                                | Stadion: Goffertstadion, Nijmegen Toeschouwers: 12.500 Scheidsrechter: Wiedemeijer |
|                       |            |         |                                |                                                                                    |

|                       |                                                              |         |               |                                                                                       |
| 16 oktober 2011 14:30 | Feyenoord                                                    | 4 – 0   | VVV-Venlo     | Stadion: Stadion Feijenoord, Rotterdam Toeschouwers: 47.000 Scheidsrechter: Gözübüyük |
| 16 oktober 2011 14:30 | Guidetti 31' (pen.), 50' (pen.) El Ahmadi 52' van Haaren 83' | Verslag | 41', 43' Musa | Stadion: Stadion Feijenoord, Rotterdam Toeschouwers: 47.000 Scheidsrechter: Gözübüyük |
| 16 oktober 2011 14:30 |                                                              |         |               | Stadion: Stadion Feijenoord, Rotterdam Toeschouwers: 47.000 Scheidsrechter: Gözübüyük |
| 16 oktober 2011 14:30 |                                                              |         |               | Stadion: Stadion Feijenoord, Rotterdam Toeschouwers: 47.000 Scheidsrechter: Gözübüyük |
|                       |                                                              |         |               |                                                                                       |

|                       |                                        |         |                      |                                                                                         |
| 16 oktober 2011 14:30 | Roda JC Kerkrade                       | 4 – 1   | ADO Den Haag         | Stadion: Parkstad Limburg Stadion, Kerkrade Toeschouwers: 13.030 Scheidsrechter: Bossen |
| 16 oktober 2011 14:30 | Malki 15', 78' Donald 63' Vormer 90+1' | Verslag | 1' Chery 39' Horváth | Stadion: Parkstad Limburg Stadion, Kerkrade Toeschouwers: 13.030 Scheidsrechter: Bossen |
| 16 oktober 2011 14:30 |                                        |         |                      | Stadion: Parkstad Limburg Stadion, Kerkrade Toeschouwers: 13.030 Scheidsrechter: Bossen |
| 16 oktober 2011 14:30 |                                        |         |                      | Stadion: Parkstad Limburg Stadion, Kerkrade Toeschouwers: 13.030 Scheidsrechter: Bossen |
|                       |                                        |         |                      |                                                                                         |

|                       |                          |         |           |                                                                               |
| 16 oktober 2011 16:30 | NAC Breda                | 2 – 0   | Excelsior | Stadion: Rat Verlegh Stadion, Breda Toeschouwers: 17.500 Scheidsrechter: Blom |
| 16 oktober 2011 16:30 | Schilder 25' Lurling 86' | Verslag |           | Stadion: Rat Verlegh Stadion, Breda Toeschouwers: 17.500 Scheidsrechter: Blom |
| 16 oktober 2011 16:30 |                          |         |           | Stadion: Rat Verlegh Stadion, Breda Toeschouwers: 17.500 Scheidsrechter: Blom |
| 16 oktober 2011 16:30 |                          |         |           | Stadion: Rat Verlegh Stadion, Breda Toeschouwers: 17.500 Scheidsrechter: Blom |
|                       |                          |         |           |                                                                               |

## Speelronde 10
|                       |                                         |         |              |                                                                                 |
| 21 oktober 2011 20:00 | De Graafschap                           | 3 – 1   | NAC Breda    | Stadion: De Vijverberg, Doetinchem Toeschouwers: 11.709 Scheidsrechter: Kuipers |
| 21 oktober 2011 20:00 | van de Pavert 29' Kujala 57' Poepon 76' | Verslag | 56' Schilder | Stadion: De Vijverberg, Doetinchem Toeschouwers: 11.709 Scheidsrechter: Kuipers |
| 21 oktober 2011 20:00 |                                         |         |              | Stadion: De Vijverberg, Doetinchem Toeschouwers: 11.709 Scheidsrechter: Kuipers |
| 21 oktober 2011 20:00 |                                         |         |              | Stadion: De Vijverberg, Doetinchem Toeschouwers: 11.709 Scheidsrechter: Kuipers |
|                       |                                         |         |              |                                                                                 |

|                       |                                                  |         |              |                                                                                        |
| 22 oktober 2011 18:45 | VVV-Venlo                                        | 4 – 1   | RKC Waalwijk | Stadion: Seacon Stadion - De Koel -, Venlo Toeschouwers: 7.500 Scheidsrechter: Sanders |
| 22 oktober 2011 18:45 | Yoshida 16' Wildschut 41' Nwofor 73' Linssen 78' | Verslag | 65' Braber   | Stadion: Seacon Stadion - De Koel -, Venlo Toeschouwers: 7.500 Scheidsrechter: Sanders |
| 22 oktober 2011 18:45 |                                                  |         |              | Stadion: Seacon Stadion - De Koel -, Venlo Toeschouwers: 7.500 Scheidsrechter: Sanders |
| 22 oktober 2011 18:45 |                                                  |         |              | Stadion: Seacon Stadion - De Koel -, Venlo Toeschouwers: 7.500 Scheidsrechter: Sanders |
|                       |                                                  |         |              |                                                                                        |

|                       |                |         |        |                                                                                 |
| 22 oktober 2011 19:45 | ADO Den Haag   | 1 – 0   | N.E.C. | Stadion: Kyocera Stadion, Den Haag Toeschouwers: 12.000 Scheidsrechter: Boucaut |
| 22 oktober 2011 19:45 | J. Verhoek 25' | Verslag |        | Stadion: Kyocera Stadion, Den Haag Toeschouwers: 12.000 Scheidsrechter: Boucaut |
| 22 oktober 2011 19:45 |                |         |        | Stadion: Kyocera Stadion, Den Haag Toeschouwers: 12.000 Scheidsrechter: Boucaut |
| 22 oktober 2011 19:45 |                |         |        | Stadion: Kyocera Stadion, Den Haag Toeschouwers: 12.000 Scheidsrechter: Boucaut |
|                       |                |         |        |                                                                                 |

|                       |           |         |                                   |                                                                                     |
| 22 oktober 2011 19:45 | Excelsior | 0 – 2   | Heracles Almelo                   | Stadion: Stadion Woudestein, Rotterdam Toeschouwers: 3.200 Scheidsrechter: Kamphuis |
| 22 oktober 2011 19:45 |           | Verslag | 40' (e.d.) Scheimann 77' Overtoom | Stadion: Stadion Woudestein, Rotterdam Toeschouwers: 3.200 Scheidsrechter: Kamphuis |
| 22 oktober 2011 19:45 |           |         |                                   | Stadion: Stadion Woudestein, Rotterdam Toeschouwers: 3.200 Scheidsrechter: Kamphuis |
| 22 oktober 2011 19:45 |           |         |                                   | Stadion: Stadion Woudestein, Rotterdam Toeschouwers: 3.200 Scheidsrechter: Kamphuis |
|                       |           |         |                                   |                                                                                     |

|                       |              |         |                                           |                                                                                 |
| 22 oktober 2011 20:45 | FC Utrecht   | 1 – 4   | sc Heerenveen                             | Stadion: Stadion Galgenwaard, Utrecht Toeschouwers: 20.000 Scheidsrechter: Blom |
| 22 oktober 2011 20:45 | Sneijder 81' | Verslag | 18' Kums 60' Dost 74' Đuričić 82' Assaidi | Stadion: Stadion Galgenwaard, Utrecht Toeschouwers: 20.000 Scheidsrechter: Blom |
| 22 oktober 2011 20:45 |              |         |                                           | Stadion: Stadion Galgenwaard, Utrecht Toeschouwers: 20.000 Scheidsrechter: Blom |
| 22 oktober 2011 20:45 |              |         |                                           | Stadion: Stadion Galgenwaard, Utrecht Toeschouwers: 20.000 Scheidsrechter: Blom |
|                       |              |         |                                           |                                                                                 |

|                       |                            |         |             |                                                                                  |
| 23 oktober 2011 12:30 | Ajax                       | 1 – 1   | Feyenoord   | Stadion: Amsterdam ArenA, Amsterdam Toeschouwers: 52.316 Scheidsrechter: Nijhuis |
| 23 oktober 2011 12:30 | Vermeer 64' Vertonghen 67' | Verslag | 61' De Vrij | Stadion: Amsterdam ArenA, Amsterdam Toeschouwers: 52.316 Scheidsrechter: Nijhuis |
| 23 oktober 2011 12:30 |                            |         |             | Stadion: Amsterdam ArenA, Amsterdam Toeschouwers: 52.316 Scheidsrechter: Nijhuis |
| 23 oktober 2011 12:30 |                            |         |             | Stadion: Amsterdam ArenA, Amsterdam Toeschouwers: 52.316 Scheidsrechter: Nijhuis |
|                       |                            |         |             |                                                                                  |

|                       |              |         |           |                                                                               |
| 23 oktober 2011 14:30 | FC Groningen | 1 – 1   | FC Twente | Stadion: Euroborg, Groningen Toeschouwers: 22.220 Scheidsrechter: Wiedemeijer |
| 23 oktober 2011 14:30 | Suk 65'      | Verslag | 20' John  | Stadion: Euroborg, Groningen Toeschouwers: 22.220 Scheidsrechter: Wiedemeijer |
| 23 oktober 2011 14:30 |              |         |           | Stadion: Euroborg, Groningen Toeschouwers: 22.220 Scheidsrechter: Wiedemeijer |
| 23 oktober 2011 14:30 |              |         |           | Stadion: Euroborg, Groningen Toeschouwers: 22.220 Scheidsrechter: Wiedemeijer |
|                       |              |         |           |                                                                               |

|                       |         |         |                    |                                                                              |
| 23 oktober 2011 14:30 | AZ      | 1 – 0   | Roda JC Kerkrade   | Stadion: AFAS Stadion, Alkmaar Toeschouwers: 16.200 Scheidsrechter: Makkelie |
| 23 oktober 2011 14:30 | Elm 51' | Verslag | 38', 51' Fledderus | Stadion: AFAS Stadion, Alkmaar Toeschouwers: 16.200 Scheidsrechter: Makkelie |
| 23 oktober 2011 14:30 |         |         |                    | Stadion: AFAS Stadion, Alkmaar Toeschouwers: 16.200 Scheidsrechter: Makkelie |
| 23 oktober 2011 14:30 |         |         |                    | Stadion: AFAS Stadion, Alkmaar Toeschouwers: 16.200 Scheidsrechter: Makkelie |
|                       |         |         |                    |                                                                              |

|                       |          |         |            |                                                                          |
| 23 oktober 2011 16:30 | Vitesse  | 1 – 1   | PSV        | Stadion: GelreDome, Arnhem Toeschouwers: 22.207 Scheidsrechter: Liesveld |
| 23 oktober 2011 16:30 | Bony 58' | Verslag | 18' Matavž | Stadion: GelreDome, Arnhem Toeschouwers: 22.207 Scheidsrechter: Liesveld |
| 23 oktober 2011 16:30 |          |         |            | Stadion: GelreDome, Arnhem Toeschouwers: 22.207 Scheidsrechter: Liesveld |
| 23 oktober 2011 16:30 |          |         |            | Stadion: GelreDome, Arnhem Toeschouwers: 22.207 Scheidsrechter: Liesveld |
|                       |          |         |            |                                                                          |

## Speelronde 11
|                       |                                           |         |                             |                                                                                   |
| 28 oktober 2011 20:00 | NAC Breda                                 | 3 – 1   | VVV-Venlo                   | Stadion: Rat Verlegh Stadion, Breda Toeschouwers: 17.550 Scheidsrechter: Makkelie |
| 28 oktober 2011 20:00 | Botteghin 4' Gorter 26' (pen.) Bayram 44' | Verslag | 5' Linssen 15', 25' de Regt | Stadion: Rat Verlegh Stadion, Breda Toeschouwers: 17.550 Scheidsrechter: Makkelie |
| 28 oktober 2011 20:00 |                                           |         |                             | Stadion: Rat Verlegh Stadion, Breda Toeschouwers: 17.550 Scheidsrechter: Makkelie |
| 28 oktober 2011 20:00 |                                           |         |                             | Stadion: Rat Verlegh Stadion, Breda Toeschouwers: 17.550 Scheidsrechter: Makkelie |
|                       |                                           |         |                             |                                                                                   |

|                       |                  |         |                                                |                                                                                              |
| 29 oktober 2011 18:45 | Roda JC Kerkrade | 0 – 4   | Ajax                                           | Stadion: Parkstad Limburg Stadion, Kerkrade Toeschouwers: 18.400 Scheidsrechter: Wiedemeijer |
| 29 oktober 2011 18:45 |                  | Verslag | 6' Eriksen 50' Janssen 57' Lukoki 85' Ebecilio | Stadion: Parkstad Limburg Stadion, Kerkrade Toeschouwers: 18.400 Scheidsrechter: Wiedemeijer |
| 29 oktober 2011 18:45 |                  |         |                                                | Stadion: Parkstad Limburg Stadion, Kerkrade Toeschouwers: 18.400 Scheidsrechter: Wiedemeijer |
| 29 oktober 2011 18:45 |                  |         |                                                | Stadion: Parkstad Limburg Stadion, Kerkrade Toeschouwers: 18.400 Scheidsrechter: Wiedemeijer |
|                       |                  |         |                                                |                                                                                              |

|                       |                       |         |                          |                                                                                   |
| 29 oktober 2011 19:45 | Excelsior             | 1 – 0   | RKC Waalwijk             | Stadion: Stadion Woudestein, Rotterdam Toeschouwers: 3.256 Scheidsrechter: Bossen |
| 29 oktober 2011 19:45 | van Peppen 17' (e.d.) | Verslag | 33', 64' Ramos 80' Drost | Stadion: Stadion Woudestein, Rotterdam Toeschouwers: 3.256 Scheidsrechter: Bossen |
| 29 oktober 2011 19:45 |                       |         |                          | Stadion: Stadion Woudestein, Rotterdam Toeschouwers: 3.256 Scheidsrechter: Bossen |
| 29 oktober 2011 19:45 |                       |         |                          | Stadion: Stadion Woudestein, Rotterdam Toeschouwers: 3.256 Scheidsrechter: Bossen |
|                       |                       |         |                          |                                                                                   |

|                       |                                               |         |              |                                                                                       |
| 29 oktober 2011 19:45 | sc Heerenveen                                 | 4 – 0   | ADO Den Haag | Stadion: Abe Lenstra Stadion, Heerenveen Toeschouwers: 25.000 Scheidsrechter: Nijhuis |
| 29 oktober 2011 19:45 | Narsingh 43' Dost 77' (pen.), 82' (pen.), 87' | Verslag | 76' Supusepa | Stadion: Abe Lenstra Stadion, Heerenveen Toeschouwers: 25.000 Scheidsrechter: Nijhuis |
| 29 oktober 2011 19:45 |                                               |         |              | Stadion: Abe Lenstra Stadion, Heerenveen Toeschouwers: 25.000 Scheidsrechter: Nijhuis |
| 29 oktober 2011 19:45 |                                               |         |              | Stadion: Abe Lenstra Stadion, Heerenveen Toeschouwers: 25.000 Scheidsrechter: Nijhuis |
|                       |                                               |         |              |                                                                                       |

|                       |                     |         |                                      |                                                                               |
| 29 oktober 2011 20:45 | FC Twente           | 2 – 2   | PSV                                  | Stadion: De Grolsch Veste, Enschede Toeschouwers: 30.000 Scheidsrechter: Blom |
| 29 oktober 2011 20:45 | Douglas 10' Fer 78' | Verslag | 11' Labyad 64' Marcelo 72' Strootman | Stadion: De Grolsch Veste, Enschede Toeschouwers: 30.000 Scheidsrechter: Blom |
| 29 oktober 2011 20:45 |                     |         |                                      | Stadion: De Grolsch Veste, Enschede Toeschouwers: 30.000 Scheidsrechter: Blom |
| 29 oktober 2011 20:45 |                     |         |                                      | Stadion: De Grolsch Veste, Enschede Toeschouwers: 30.000 Scheidsrechter: Blom |
|                       |                     |         |                                      |                                                                               |

|                       |               |         |          |                                                                                   |
| 30 oktober 2011 12:30 | De Graafschap | 0 – 1   | Vitesse  | Stadion: De Vijverberg, Doetinchem Toeschouwers: 12.600 Scheidsrechter: Braamhaar |
| 30 oktober 2011 12:30 |               | Verslag | 70' Bony | Stadion: De Vijverberg, Doetinchem Toeschouwers: 12.600 Scheidsrechter: Braamhaar |
| 30 oktober 2011 12:30 |               |         |          | Stadion: De Vijverberg, Doetinchem Toeschouwers: 12.600 Scheidsrechter: Braamhaar |
| 30 oktober 2011 12:30 |               |         |          | Stadion: De Vijverberg, Doetinchem Toeschouwers: 12.600 Scheidsrechter: Braamhaar |
|                       |               |         |          |                                                                                   |

|                       |                                                                        |         |                  |                                                                           |
| 30 oktober 2011 14:30 | FC Groningen                                                           | 6 – 0   | Feyenoord        | Stadion: Euroborg, Groningen Toeschouwers: 22.441 Scheidsrechter: Kuipers |
| 30 oktober 2011 14:30 | Tadić 1' Kieftenbeld 16' Andersson 18' Bacuna 57' van Dijk 89' Suk 90' | Verslag | 67' D. Fernández | Stadion: Euroborg, Groningen Toeschouwers: 22.441 Scheidsrechter: Kuipers |
| 30 oktober 2011 14:30 |                                                                        |         |                  | Stadion: Euroborg, Groningen Toeschouwers: 22.441 Scheidsrechter: Kuipers |
| 30 oktober 2011 14:30 |                                                                        |         |                  | Stadion: Euroborg, Groningen Toeschouwers: 22.441 Scheidsrechter: Kuipers |
|                       |                                                                        |         |                  |                                                                           |

|                       |                                           |         |                    |                                                                             |
| 30 oktober 2011 14:30 | N.E.C.                                    | 3 – 1   | FC Utrecht         | Stadion: Goffertstadion, Nijmegen Toeschouwers: 12.000 Scheidsrechter: Vink |
| 30 oktober 2011 14:30 | Schöne 3' George 13' Fernández 74' (e.d.) | Verslag | 76' (pen.) Mulenga | Stadion: Goffertstadion, Nijmegen Toeschouwers: 12.000 Scheidsrechter: Vink |
| 30 oktober 2011 14:30 |                                           |         |                    | Stadion: Goffertstadion, Nijmegen Toeschouwers: 12.000 Scheidsrechter: Vink |
| 30 oktober 2011 14:30 |                                           |         |                    | Stadion: Goffertstadion, Nijmegen Toeschouwers: 12.000 Scheidsrechter: Vink |
|                       |                                           |         |                    |                                                                             |

|                       |                 |         |           |                                                                              |
| 30 oktober 2011 16:30 | Heracles Almelo | 0 – 1   | AZ        | Stadion: Polman Stadion, Almelo Toeschouwers: 8.500 Scheidsrechter: Liesveld |
| 30 oktober 2011 16:30 |                 | Verslag | 89' Maher | Stadion: Polman Stadion, Almelo Toeschouwers: 8.500 Scheidsrechter: Liesveld |
| 30 oktober 2011 16:30 |                 |         |           | Stadion: Polman Stadion, Almelo Toeschouwers: 8.500 Scheidsrechter: Liesveld |
| 30 oktober 2011 16:30 |                 |         |           | Stadion: Polman Stadion, Almelo Toeschouwers: 8.500 Scheidsrechter: Liesveld |
|                       |                 |         |           |                                                                              |

## Speelronde 12
|                       |           |       |           |                                                                                         |
| 4 november 2011 20:00 | VVV-Venlo | 0 – 0 | Excelsior | Stadion: Seacon Stadion - De Koel -, Venlo Toeschouwers: 7.480 Scheidsrechter: Wegereef |
| 4 november 2011 20:00 | Verslag   |       |           | Stadion: Seacon Stadion - De Koel -, Venlo Toeschouwers: 7.480 Scheidsrechter: Wegereef |
| 4 november 2011 20:00 |           |       |           | Stadion: Seacon Stadion - De Koel -, Venlo Toeschouwers: 7.480 Scheidsrechter: Wegereef |
| 4 november 2011 20:00 |           |       |           | Stadion: Seacon Stadion - De Koel -, Venlo Toeschouwers: 7.480 Scheidsrechter: Wegereef |
|                       |           |       |           |                                                                                         |

|                       |                     |         |         |                                                                               |
| 5 november 2011 18:45 | NAC Breda           | 1 – 0   | Vitesse | Stadion: Rat Verlegh Stadion, Breda Toeschouwers: 17.830 Scheidsrechter: Vink |
| 5 november 2011 18:45 | Gorter 45+1' (pen.) | Verslag |         | Stadion: Rat Verlegh Stadion, Breda Toeschouwers: 17.830 Scheidsrechter: Vink |
| 5 november 2011 18:45 |                     |         |         | Stadion: Rat Verlegh Stadion, Breda Toeschouwers: 17.830 Scheidsrechter: Vink |
| 5 november 2011 18:45 |                     |         |         | Stadion: Rat Verlegh Stadion, Breda Toeschouwers: 17.830 Scheidsrechter: Vink |
|                       |                     |         |         |                                                                               |

|                       |              |         |               |                                                                                    |
| 5 november 2011 19:45 | RKC Waalwijk | 1 – 1   | FC Groningen  | Stadion: Mandemakers Stadion, Waalwijk Toeschouwers: 6.000 Scheidsrechter: Ketting |
| 5 november 2011 19:45 | Duits 17'    | Verslag | 73' Andersson | Stadion: Mandemakers Stadion, Waalwijk Toeschouwers: 6.000 Scheidsrechter: Ketting |
| 5 november 2011 19:45 |              |         |               | Stadion: Mandemakers Stadion, Waalwijk Toeschouwers: 6.000 Scheidsrechter: Ketting |
| 5 november 2011 19:45 |              |         |               | Stadion: Mandemakers Stadion, Waalwijk Toeschouwers: 6.000 Scheidsrechter: Ketting |
|                       |              |         |               |                                                                                    |

|                       |                  |         |                         |                                                                                          |
| 5 november 2011 19:45 | Roda JC Kerkrade | 1 – 2   | sc Heerenveen           | Stadion: Parkstad Limburg Stadion, Kerkrade Toeschouwers: 12.890 Scheidsrechter: Dierick |
| 5 november 2011 19:45 | Vuković 55'      | Verslag | 42' Assaidi 49' Đuričić | Stadion: Parkstad Limburg Stadion, Kerkrade Toeschouwers: 12.890 Scheidsrechter: Dierick |
| 5 november 2011 19:45 |                  |         |                         | Stadion: Parkstad Limburg Stadion, Kerkrade Toeschouwers: 12.890 Scheidsrechter: Dierick |
| 5 november 2011 19:45 |                  |         |                         | Stadion: Parkstad Limburg Stadion, Kerkrade Toeschouwers: 12.890 Scheidsrechter: Dierick |
|                       |                  |         |                         |                                                                                          |

|                       |           |         |                   |                                                                                        |
| 5 november 2011 20:45 | Feyenoord | 0 – 1   | N.E.C.            | Stadion: Stadion Feijenoord, Rotterdam Toeschouwers: 44.000 Scheidsrechter: van Sichem |
| 5 november 2011 20:45 |           | Verslag | 7' Van der Velden | Stadion: Stadion Feijenoord, Rotterdam Toeschouwers: 44.000 Scheidsrechter: van Sichem |
| 5 november 2011 20:45 |           |         |                   | Stadion: Stadion Feijenoord, Rotterdam Toeschouwers: 44.000 Scheidsrechter: van Sichem |
| 5 november 2011 20:45 |           |         |                   | Stadion: Stadion Feijenoord, Rotterdam Toeschouwers: 44.000 Scheidsrechter: van Sichem |
|                       |           |         |                   |                                                                                        |

|                       |                                                                |         |                                         |                                                                                   |
| 6 november 2011 12:30 | FC Utrecht                                                     | 6 – 4   | Ajax                                    | Stadion: Stadion Galgenwaard, Utrecht Toeschouwers: 20.000 Scheidsrechter: Bossen |
| 6 november 2011 12:30 | Asare 16', 54' Duplan 19' Bovenberg 49' Mulenga 52' Kali 90+6' | Verslag | 8', 41' Boelykin 32' Ooijer 72' Eriksen | Stadion: Stadion Galgenwaard, Utrecht Toeschouwers: 20.000 Scheidsrechter: Bossen |
| 6 november 2011 12:30 |                                                                |         |                                         | Stadion: Stadion Galgenwaard, Utrecht Toeschouwers: 20.000 Scheidsrechter: Bossen |
| 6 november 2011 12:30 |                                                                |         |                                         | Stadion: Stadion Galgenwaard, Utrecht Toeschouwers: 20.000 Scheidsrechter: Bossen |
|                       |                                                                |         |                                         |                                                                                   |

|                       |                                            |         |               |                                                                                     |
| 6 november 2011 14:30 | FC Twente                                  | 4 – 0   | De Graafschap | Stadion: De Grolsch Veste, Enschede Toeschouwers: 29.500 Scheidsrechter: van Boekel |
| 6 november 2011 14:30 | Wisgerhof 40' de Jong 60' John 62' Fer 85' | Verslag |               | Stadion: De Grolsch Veste, Enschede Toeschouwers: 29.500 Scheidsrechter: van Boekel |
| 6 november 2011 14:30 |                                            |         |               | Stadion: De Grolsch Veste, Enschede Toeschouwers: 29.500 Scheidsrechter: van Boekel |
| 6 november 2011 14:30 |                                            |         |               | Stadion: De Grolsch Veste, Enschede Toeschouwers: 29.500 Scheidsrechter: van Boekel |
|                       |                                            |         |               |                                                                                     |

|                       |                                   |         |              |                                                                               |
| 6 november 2011 14:30 | AZ                                | 3 – 0   | ADO Den Haag | Stadion: AFAS Stadion, Alkmaar Toeschouwers: 16.222 Scheidsrechter: Gözübüyük |
| 6 november 2011 14:30 | Holman 11' Maher 64' Altidore 83' | Verslag |              | Stadion: AFAS Stadion, Alkmaar Toeschouwers: 16.222 Scheidsrechter: Gözübüyük |
| 6 november 2011 14:30 |                                   |         |              | Stadion: AFAS Stadion, Alkmaar Toeschouwers: 16.222 Scheidsrechter: Gözübüyük |
| 6 november 2011 14:30 |                                   |         |              | Stadion: AFAS Stadion, Alkmaar Toeschouwers: 16.222 Scheidsrechter: Gözübüyük |
|                       |                                   |         |              |                                                                               |

|                       |                                 |         |                    |                                                                                  |
| 6 november 2011 16:30 | PSV                             | 4 – 1   | Heracles Almelo    | Stadion: Philips Stadion, Eindhoven Toeschouwers: 32.900 Scheidsrechter: Kuipers |
| 6 november 2011 16:30 | Toivonen 49' Lens 58', 63', 89' | Verslag | 13' Van der Linden | Stadion: Philips Stadion, Eindhoven Toeschouwers: 32.900 Scheidsrechter: Kuipers |
| 6 november 2011 16:30 |                                 |         |                    | Stadion: Philips Stadion, Eindhoven Toeschouwers: 32.900 Scheidsrechter: Kuipers |
| 6 november 2011 16:30 |                                 |         |                    | Stadion: Philips Stadion, Eindhoven Toeschouwers: 32.900 Scheidsrechter: Kuipers |
|                       |                                 |         |                    |                                                                                  |

## Speelronde 13
|                        |                  |         |                               |                                                                                 |
| 19 november 2011 18:45 | De Graafschap    | 1 – 3   | PSV                           | Stadion: De Vijverberg, Doetinchem Toeschouwers: 12.505 Scheidsrechter: Janssen |
| 19 november 2011 18:45 | El Hassnaoui 22' | Verslag | 11' Matavž 54', 84' Wijnaldum | Stadion: De Vijverberg, Doetinchem Toeschouwers: 12.505 Scheidsrechter: Janssen |
| 19 november 2011 18:45 |                  |         |                               | Stadion: De Vijverberg, Doetinchem Toeschouwers: 12.505 Scheidsrechter: Janssen |
| 19 november 2011 18:45 |                  |         |                               | Stadion: De Vijverberg, Doetinchem Toeschouwers: 12.505 Scheidsrechter: Janssen |
|                        |                  |         |                               |                                                                                 |

|                        |            |         |                     |                                                                                |
| 19 november 2011 19:45 | N.E.C.     | 1 – 2   | Roda JC Kerkrade    | Stadion: Goffertstadion, Nijmegen Toeschouwers: 12.200 Scheidsrechter: Sanders |
| 19 november 2011 19:45 | Platje 76' | Verslag | 53' Malki 75' Pluim | Stadion: Goffertstadion, Nijmegen Toeschouwers: 12.200 Scheidsrechter: Sanders |
| 19 november 2011 19:45 |            |         |                     | Stadion: Goffertstadion, Nijmegen Toeschouwers: 12.200 Scheidsrechter: Sanders |
| 19 november 2011 19:45 |            |         |                     | Stadion: Goffertstadion, Nijmegen Toeschouwers: 12.200 Scheidsrechter: Sanders |
|                        |            |         |                     |                                                                                |

|                        |               |         |                |                                                                                       |
| 19 november 2011 19:45 | sc Heerenveen | 1 – 1   | RKC Waalwijk   | Stadion: Abe Lenstra Stadion, Heerenveen Toeschouwers: 25.000 Scheidsrechter: Kuipers |
| 19 november 2011 19:45 | Sibon 76'     | Verslag | 12' Castillion | Stadion: Abe Lenstra Stadion, Heerenveen Toeschouwers: 25.000 Scheidsrechter: Kuipers |
| 19 november 2011 19:45 |               |         |                | Stadion: Abe Lenstra Stadion, Heerenveen Toeschouwers: 25.000 Scheidsrechter: Kuipers |
| 19 november 2011 19:45 |               |         |                | Stadion: Abe Lenstra Stadion, Heerenveen Toeschouwers: 25.000 Scheidsrechter: Kuipers |
|                        |               |         |                |                                                                                       |

|                        |                 |         |               |                                                                              |
| 19 november 2011 19:45 | Heracles Almelo | 1 – 1   | FC Twente     | Stadion: Polman Stadion, Almelo Toeschouwers: 8.500 Scheidsrechter: Wegereef |
| 19 november 2011 19:45 | Duarte 90+2'    | Verslag | 50' Wisgerhof | Stadion: Polman Stadion, Almelo Toeschouwers: 8.500 Scheidsrechter: Wegereef |
| 19 november 2011 19:45 |                 |         |               | Stadion: Polman Stadion, Almelo Toeschouwers: 8.500 Scheidsrechter: Wegereef |
| 19 november 2011 19:45 |                 |         |               | Stadion: Polman Stadion, Almelo Toeschouwers: 8.500 Scheidsrechter: Wegereef |
|                        |                 |         |               |                                                                              |

|                        |                              |         |                       |                                                                                     |
| 19 november 2011 20:45 | Ajax                         | 2 – 2   | NAC Breda             | Stadion: Amsterdam ArenA, Amsterdam Toeschouwers: 49,531 Scheidsrechter: van Boekel |
| 19 november 2011 20:45 | Sulejmani 36' Boerrigter 84' | Verslag | 85' Kolk 89' Schilder | Stadion: Amsterdam ArenA, Amsterdam Toeschouwers: 49,531 Scheidsrechter: van Boekel |
| 19 november 2011 20:45 |                              |         |                       | Stadion: Amsterdam ArenA, Amsterdam Toeschouwers: 49,531 Scheidsrechter: van Boekel |
| 19 november 2011 20:45 |                              |         |                       | Stadion: Amsterdam ArenA, Amsterdam Toeschouwers: 49,531 Scheidsrechter: van Boekel |
|                        |                              |         |                       |                                                                                     |

|                        |                        |         |                                   |                                                                                  |
| 20 november 2011 12:30 | ADO Den Haag           | 2 – 2   | FC Utrecht                        | Stadion: Kyocera Stadion, Den Haag Toeschouwers: 11.350 Scheidsrechter: Liesveld |
| 20 november 2011 12:30 | Vicento 30' Immers 60' | Verslag | 10' Bovenberg 80' (pen.) de Kogel | Stadion: Kyocera Stadion, Den Haag Toeschouwers: 11.350 Scheidsrechter: Liesveld |
| 20 november 2011 12:30 |                        |         |                                   | Stadion: Kyocera Stadion, Den Haag Toeschouwers: 11.350 Scheidsrechter: Liesveld |
| 20 november 2011 12:30 |                        |         |                                   | Stadion: Kyocera Stadion, Den Haag Toeschouwers: 11.350 Scheidsrechter: Liesveld |
|                        |                        |         |                                   |                                                                                  |

|                        |         |         |                                       |                                                                         |
| 20 november 2011 12:30 | Vitesse | 0 – 4   | Feyenoord                             | Stadion: GelreDome, Arnhem Toeschouwers: 19.039 Scheidsrechter: Nijhuis |
| 20 november 2011 12:30 |         | Verslag | 4', 42' Guidetti 32' Clasie 56' Cissé | Stadion: GelreDome, Arnhem Toeschouwers: 19.039 Scheidsrechter: Nijhuis |
| 20 november 2011 12:30 |         |         |                                       | Stadion: GelreDome, Arnhem Toeschouwers: 19.039 Scheidsrechter: Nijhuis |
| 20 november 2011 12:30 |         |         |                                       | Stadion: GelreDome, Arnhem Toeschouwers: 19.039 Scheidsrechter: Nijhuis |
|                        |         |         |                                       |                                                                         |

|                        |                               |         |                       |                                                                             |
| 20 november 2011 14:30 | FC Groningen                  | 2 – 1   | VVV-Venlo             | Stadion: Euroborg, Groningen Toeschouwers: 21.622 Scheidsrechter: Braamhaar |
| 20 november 2011 14:30 | Bacuna 30' (pen.) Texeira 51' | Verslag | 16' Wildschut 29' Mei | Stadion: Euroborg, Groningen Toeschouwers: 21.622 Scheidsrechter: Braamhaar |
| 20 november 2011 14:30 |                               |         |                       | Stadion: Euroborg, Groningen Toeschouwers: 21.622 Scheidsrechter: Braamhaar |
| 20 november 2011 14:30 |                               |         |                       | Stadion: Euroborg, Groningen Toeschouwers: 21.622 Scheidsrechter: Braamhaar |
|                        |                               |         |                       |                                                                             |

|                        |                                          |       |    |                                                                                 |
| 20 november 2011 16:30 | Excelsior                                | 0 – 0 | AZ | Stadion: Stadion Woudestein, Rotterdam Toeschouwers: 3.500 Scheidsrechter: Blom |
| 20 november 2011 16:30 | Verslag In de rust gestaakt wegens mist. |       |    | Stadion: Stadion Woudestein, Rotterdam Toeschouwers: 3.500 Scheidsrechter: Blom |
| 20 november 2011 16:30 |                                          |       |    | Stadion: Stadion Woudestein, Rotterdam Toeschouwers: 3.500 Scheidsrechter: Blom |
| 20 november 2011 16:30 |                                          |       |    | Stadion: Stadion Woudestein, Rotterdam Toeschouwers: 3.500 Scheidsrechter: Blom |
|                        |                                          |       |    |                                                                                 |

## Speelronde 14
|                        |                         |         |            |                                                                             |
| 25 november 2011 20:00 | AZ                      | 2 – 0   | FC Utrecht | Stadion: AFAS Stadion, Alkmaar Toeschouwers: 16.611 Scheidsrechter: Janssen |
| 25 november 2011 20:00 | Elm 67' Guðmundsson 89' | Verslag |            | Stadion: AFAS Stadion, Alkmaar Toeschouwers: 16.611 Scheidsrechter: Janssen |
| 25 november 2011 20:00 |                         |         |            | Stadion: AFAS Stadion, Alkmaar Toeschouwers: 16.611 Scheidsrechter: Janssen |
| 25 november 2011 20:00 |                         |         |            | Stadion: AFAS Stadion, Alkmaar Toeschouwers: 16.611 Scheidsrechter: Janssen |
|                        |                         |         |            |                                                                             |

|                        |                                |         |                         |                                                                                     |
| 26 november 2011 18:45 | NAC Breda                      | 2 – 2   | sc Heerenveen           | Stadion: Rat Verlegh Stadion, Breda Toeschouwers: 18.000 Scheidsrechter: van Sichem |
| 26 november 2011 18:45 | Lurling 41' Zomer 45+1' (e.d.) | Verslag | 31' Đuričić 61' Janmaat | Stadion: Rat Verlegh Stadion, Breda Toeschouwers: 18.000 Scheidsrechter: van Sichem |
| 26 november 2011 18:45 |                                |         |                         | Stadion: Rat Verlegh Stadion, Breda Toeschouwers: 18.000 Scheidsrechter: van Sichem |
| 26 november 2011 18:45 |                                |         |                         | Stadion: Rat Verlegh Stadion, Breda Toeschouwers: 18.000 Scheidsrechter: van Sichem |
|                        |                                |         |                         |                                                                                     |

|                        |                           |         |                     |                                                                                          |
| 26 november 2011 19:45 | Roda JC Kerkrade          | 3 – 1   | Heracles Almelo     | Stadion: Parkstad Limburg Stadion, Kerkrade Toeschouwers: 12.846 Scheidsrechter: Ketting |
| 26 november 2011 19:45 | Junker 66', 68' Malki 77' | Verslag | 76' (pen.) Overtoom | Stadion: Parkstad Limburg Stadion, Kerkrade Toeschouwers: 12.846 Scheidsrechter: Ketting |
| 26 november 2011 19:45 |                           |         |                     | Stadion: Parkstad Limburg Stadion, Kerkrade Toeschouwers: 12.846 Scheidsrechter: Ketting |
| 26 november 2011 19:45 |                           |         |                     | Stadion: Parkstad Limburg Stadion, Kerkrade Toeschouwers: 12.846 Scheidsrechter: Ketting |
|                        |                           |         |                     |                                                                                          |

|                        |            |         |                     |                                                                                            |
| 26 november 2011 19:45 | VVV-Venlo  | 1 – 2   | De Graafschap       | Stadion: Seacon Stadion - De Koel -, Venlo Toeschouwers: 7.600 Scheidsrechter: Wiedemeijer |
| 26 november 2011 19:45 | Uchebo 17' | Verslag | 74' Poepon 86' Rose | Stadion: Seacon Stadion - De Koel -, Venlo Toeschouwers: 7.600 Scheidsrechter: Wiedemeijer |
| 26 november 2011 19:45 |            |         |                     | Stadion: Seacon Stadion - De Koel -, Venlo Toeschouwers: 7.600 Scheidsrechter: Wiedemeijer |
| 26 november 2011 19:45 |            |         |                     | Stadion: Seacon Stadion - De Koel -, Venlo Toeschouwers: 7.600 Scheidsrechter: Wiedemeijer |
|                        |            |         |                     |                                                                                            |

|                        |                                                                            |         |              |                                                                                   |
| 26 november 2011 20:45 | PSV                                                                        | 6 – 1   | FC Groningen | Stadion: Philips Stadion, Eindhoven Toeschouwers: 33.200 Scheidsrechter: Makkelie |
| 26 november 2011 20:45 | Strootman 14' Mertens 30' Labyad 36' Wijnaldum 47' Matavž 55' Toivonen 72' | Verslag | 48' Pedersen | Stadion: Philips Stadion, Eindhoven Toeschouwers: 33.200 Scheidsrechter: Makkelie |
| 26 november 2011 20:45 |                                                                            |         |              | Stadion: Philips Stadion, Eindhoven Toeschouwers: 33.200 Scheidsrechter: Makkelie |
| 26 november 2011 20:45 |                                                                            |         |              | Stadion: Philips Stadion, Eindhoven Toeschouwers: 33.200 Scheidsrechter: Makkelie |
|                        |                                                                            |         |              |                                                                                   |

|                        |                 |         |               |                                                                                      |
| 27 november 2011 12:30 | Excelsior       | 1 – 1   | ADO Den Haag  | Stadion: Stadion Woudestein, Rotterdam Toeschouwers: 3.156 Scheidsrechter: Braamhaar |
| 27 november 2011 12:30 | van Steensel 1' | Verslag | 59' Toornstra | Stadion: Stadion Woudestein, Rotterdam Toeschouwers: 3.156 Scheidsrechter: Braamhaar |
| 27 november 2011 12:30 |                 |         |               | Stadion: Stadion Woudestein, Rotterdam Toeschouwers: 3.156 Scheidsrechter: Braamhaar |
| 27 november 2011 12:30 |                 |         |               | Stadion: Stadion Woudestein, Rotterdam Toeschouwers: 3.156 Scheidsrechter: Braamhaar |
|                        |                 |         |               |                                                                                      |

|                        |                           |         |                         |                                                                                 |
| 27 november 2011 12:30 | RKC Waalwijk              | 1 – 2   | Feyenoord               | Stadion: Mandemakers Stadion, Waalwijk Toeschouwers: 7.400 Scheidsrechter: Blom |
| 27 november 2011 12:30 | ten Voorde 36' Braber 62' | Verslag | 76' Guidetti 83' Cabral | Stadion: Mandemakers Stadion, Waalwijk Toeschouwers: 7.400 Scheidsrechter: Blom |
| 27 november 2011 12:30 |                           |         |                         | Stadion: Mandemakers Stadion, Waalwijk Toeschouwers: 7.400 Scheidsrechter: Blom |
| 27 november 2011 12:30 |                           |         |                         | Stadion: Mandemakers Stadion, Waalwijk Toeschouwers: 7.400 Scheidsrechter: Blom |
|                        |                           |         |                         |                                                                                 |

|                        |        |         |                                 |                                                                                  |
| 27 november 2011 14:30 | N.E.C. | 0 – 3   | Ajax                            | Stadion: Goffertstadion, Nijmegen Toeschouwers: 12.100 Scheidsrechter: Gözübüyük |
| 27 november 2011 14:30 |        | Verslag | 53', 78' Sulejmani 82' Klaassen | Stadion: Goffertstadion, Nijmegen Toeschouwers: 12.100 Scheidsrechter: Gözübüyük |
| 27 november 2011 14:30 |        |         |                                 | Stadion: Goffertstadion, Nijmegen Toeschouwers: 12.100 Scheidsrechter: Gözübüyük |
| 27 november 2011 14:30 |        |         |                                 | Stadion: Goffertstadion, Nijmegen Toeschouwers: 12.100 Scheidsrechter: Gözübüyük |
|                        |        |         |                                 |                                                                                  |

|                        |           |       |         |                                                                                 |
| 27 november 2011 16:30 | FC Twente | 0 – 0 | Vitesse | Stadion: De Grolsch Veste, Enschede Toeschouwers: 29.800 Scheidsrechter: Bossen |
| 27 november 2011 16:30 | Verslag   |       |         | Stadion: De Grolsch Veste, Enschede Toeschouwers: 29.800 Scheidsrechter: Bossen |
| 27 november 2011 16:30 |           |       |         | Stadion: De Grolsch Veste, Enschede Toeschouwers: 29.800 Scheidsrechter: Bossen |
| 27 november 2011 16:30 |           |       |         | Stadion: De Grolsch Veste, Enschede Toeschouwers: 29.800 Scheidsrechter: Bossen |
|                        |           |       |         |                                                                                 |

## Speelronde 15
|                       |                                                                         |         |           |                                                                          |
| 2 december 2011 20:00 | Heracles Almelo                                                         | 7 – 0   | VVV-Venlo | Stadion: Polman Stadion, Almelo Toeschouwers: 8.364 Scheidsrechter: Blom |
| 2 december 2011 20:00 | Plet 33', 69' Quansah 42' Vejinović 60', 79' Everton 76' Armenteros 82' | Verslag |           | Stadion: Polman Stadion, Almelo Toeschouwers: 8.364 Scheidsrechter: Blom |
| 2 december 2011 20:00 |                                                                         |         |           | Stadion: Polman Stadion, Almelo Toeschouwers: 8.364 Scheidsrechter: Blom |
| 2 december 2011 20:00 |                                                                         |         |           | Stadion: Polman Stadion, Almelo Toeschouwers: 8.364 Scheidsrechter: Blom |
|                       |                                                                         |         |           |                                                                          |

|                       |                       |         |                               |                                                                              |
| 3 december 2011 18:45 | FC Groningen          | 3 – 3   | N.E.C.                        | Stadion: Euroborg, Groningen Toeschouwers: 22.333 Scheidsrechter: van Boekel |
| 3 december 2011 18:45 | Texeira 28', 56', 85' | Verslag | 30' Ibrahim 83', 90+3' Platje | Stadion: Euroborg, Groningen Toeschouwers: 22.333 Scheidsrechter: van Boekel |
| 3 december 2011 18:45 |                       |         |                               | Stadion: Euroborg, Groningen Toeschouwers: 22.333 Scheidsrechter: van Boekel |
| 3 december 2011 18:45 |                       |         |                               | Stadion: Euroborg, Groningen Toeschouwers: 22.333 Scheidsrechter: van Boekel |
|                       |                       |         |                               |                                                                              |

|                       |                                      |         |           |                                                                                    |
| 3 december 2011 19:45 | ADO Den Haag                         | 3 – 0   | NAC Breda | Stadion: Kyocera Stadion, Den Haag Toeschouwers: 12.000 Scheidsrechter: Delferière |
| 3 december 2011 19:45 | Vicento 34' Toornstra 66' Höcher 85' | Verslag |           | Stadion: Kyocera Stadion, Den Haag Toeschouwers: 12.000 Scheidsrechter: Delferière |
| 3 december 2011 19:45 |                                      |         |           | Stadion: Kyocera Stadion, Den Haag Toeschouwers: 12.000 Scheidsrechter: Delferière |
| 3 december 2011 19:45 |                                      |         |           | Stadion: Kyocera Stadion, Den Haag Toeschouwers: 12.000 Scheidsrechter: Delferière |
|                       |                                      |         |           |                                                                                    |

|                       |               |         |                     |                                                                                |
| 3 december 2011 19:45 | De Graafschap | 1 – 2   | Roda JC Kerkrade    | Stadion: De Vijverberg, Doetinchem Toeschouwers: 11.627 Scheidsrechter: Higler |
| 3 december 2011 19:45 | Rose 82'      | Verslag | 46' Malki 65' Ramzi | Stadion: De Vijverberg, Doetinchem Toeschouwers: 11.627 Scheidsrechter: Higler |
| 3 december 2011 19:45 |               |         |                     | Stadion: De Vijverberg, Doetinchem Toeschouwers: 11.627 Scheidsrechter: Higler |
| 3 december 2011 19:45 |               |         |                     | Stadion: De Vijverberg, Doetinchem Toeschouwers: 11.627 Scheidsrechter: Higler |
|                       |               |         |                     |                                                                                |

|                       |                                                      |         |                           |                                                                                   |
| 3 december 2011 20:45 | Ajax                                                 | 4 – 1   | Excelsior                 | Stadion: Amsterdam ArenA, Amsterdam Toeschouwers: 47.497 Scheidsrechter: Liesveld |
| 3 december 2011 20:45 | Vertonghen 11', 38' Sulejmani 63' (pen.) Lodeiro 67' | Verslag | 37' Scheimann 45' Maatsen | Stadion: Amsterdam ArenA, Amsterdam Toeschouwers: 47.497 Scheidsrechter: Liesveld |
| 3 december 2011 20:45 |                                                      |         |                           | Stadion: Amsterdam ArenA, Amsterdam Toeschouwers: 47.497 Scheidsrechter: Liesveld |
| 3 december 2011 20:45 |                                                      |         |                           | Stadion: Amsterdam ArenA, Amsterdam Toeschouwers: 47.497 Scheidsrechter: Liesveld |
|                       |                                                      |         |                           |                                                                                   |

|                       |                       |         |     |                                                                                     |
| 4 december 2011 12:30 | Feyenoord             | 2 – 0   | PSV | Stadion: Stadion Feijenoord, Rotterdam Toeschouwers: 46.000 Scheidsrechter: Kuipers |
| 4 december 2011 12:30 | Cissé 41' Schaken 50' | Verslag |     | Stadion: Stadion Feijenoord, Rotterdam Toeschouwers: 46.000 Scheidsrechter: Kuipers |
| 4 december 2011 12:30 |                       |         |     | Stadion: Stadion Feijenoord, Rotterdam Toeschouwers: 46.000 Scheidsrechter: Kuipers |
| 4 december 2011 12:30 |                       |         |     | Stadion: Stadion Feijenoord, Rotterdam Toeschouwers: 46.000 Scheidsrechter: Kuipers |
|                       |                       |         |     |                                                                                     |

|                       |                                                                 |         |              |                                                                           |
| 4 december 2011 14:30 | Vitesse                                                         | 4 – 0   | RKC Waalwijk | Stadion: GelreDome, Arnhem Toeschouwers: 15.067 Scheidsrechter: Gözübüyük |
| 4 december 2011 14:30 | van der Heijden 9' Kazaisjvili 21' Aborah 45+2' Bony 59' (pen.) | Verslag |              | Stadion: GelreDome, Arnhem Toeschouwers: 15.067 Scheidsrechter: Gözübüyük |
| 4 december 2011 14:30 |                                                                 |         |              | Stadion: GelreDome, Arnhem Toeschouwers: 15.067 Scheidsrechter: Gözübüyük |
| 4 december 2011 14:30 |                                                                 |         |              | Stadion: GelreDome, Arnhem Toeschouwers: 15.067 Scheidsrechter: Gözübüyük |
|                       |                                                                 |         |              |                                                                           |

|                       |                          |         |                                                          |                                                                                        |
| 4 december 2011 14:30 | FC Utrecht               | 2 – 6   | FC Twente                                                | Stadion: Stadion Galgenwaard, Utrecht Toeschouwers: 20.000 Scheidsrechter: Wiedemeijer |
| 4 december 2011 14:30 | Demouge 68' Bulthuis 72' | Verslag | 8' Wisgerhof 13', 64' John 47', 58' Janssen 83' Berghuis | Stadion: Stadion Galgenwaard, Utrecht Toeschouwers: 20.000 Scheidsrechter: Wiedemeijer |
| 4 december 2011 14:30 |                          |         |                                                          | Stadion: Stadion Galgenwaard, Utrecht Toeschouwers: 20.000 Scheidsrechter: Wiedemeijer |
| 4 december 2011 14:30 |                          |         |                                                          | Stadion: Stadion Galgenwaard, Utrecht Toeschouwers: 20.000 Scheidsrechter: Wiedemeijer |
|                       |                          |         |                                                          |                                                                                        |

|                       |                                                              |         |              |                                                                                         |
| 4 december 2011 16:30 | sc Heerenveen                                                | 5 – 1   | AZ           | Stadion: Abe Lenstra Stadion, Heerenveen Toeschouwers: 25.000 Scheidsrechter: Braamhaar |
| 4 december 2011 16:30 | Dost 14' van La Parra 31' Đuričić 46' Zomer 48' Narsingh 74' | Verslag | 20' Altidore | Stadion: Abe Lenstra Stadion, Heerenveen Toeschouwers: 25.000 Scheidsrechter: Braamhaar |
| 4 december 2011 16:30 |                                                              |         |              | Stadion: Abe Lenstra Stadion, Heerenveen Toeschouwers: 25.000 Scheidsrechter: Braamhaar |
| 4 december 2011 16:30 |                                                              |         |              | Stadion: Abe Lenstra Stadion, Heerenveen Toeschouwers: 25.000 Scheidsrechter: Braamhaar |
|                       |                                                              |         |              |                                                                                         |

## Inhaalronde 13
|                       |                      |       |    |                                                                                 |
| 7 december 2011 19:30 | Excelsior            | 0 – 0 | AZ | Stadion: Stadion Woudestein, Rotterdam Toeschouwers: 3.500 Scheidsrechter: Blom |
| 7 december 2011 19:30 | Verslag Tweede helft |       |    | Stadion: Stadion Woudestein, Rotterdam Toeschouwers: 3.500 Scheidsrechter: Blom |
| 7 december 2011 19:30 |                      |       |    | Stadion: Stadion Woudestein, Rotterdam Toeschouwers: 3.500 Scheidsrechter: Blom |
| 7 december 2011 19:30 |                      |       |    | Stadion: Stadion Woudestein, Rotterdam Toeschouwers: 3.500 Scheidsrechter: Blom |
|                       |                      |       |    |                                                                                 |

## Speelronde 16
|                       |                          |         |                 |                                                                                |
| 9 december 2011 20:00 | ADO Den Haag             | 2 – 0   | Heracles Almelo | Stadion: Kyocera Stadion, Den Haag Toeschouwers: 10.500 Scheidsrechter: Bossen |
| 9 december 2011 20:00 | van Duinen 8' Immers 81' | Verslag |                 | Stadion: Kyocera Stadion, Den Haag Toeschouwers: 10.500 Scheidsrechter: Bossen |
| 9 december 2011 20:00 |                          |         |                 | Stadion: Kyocera Stadion, Den Haag Toeschouwers: 10.500 Scheidsrechter: Bossen |
| 9 december 2011 20:00 |                          |         |                 | Stadion: Kyocera Stadion, Den Haag Toeschouwers: 10.500 Scheidsrechter: Bossen |
|                       |                          |         |                 |                                                                                |

|                        |                        |         |        |                                                                                   |
| 10 december 2011 18:45 | FC Twente              | 2 – 0   | N.E.C. | Stadion: De Grolsch Veste, Enschede Toeschouwers: 29.500 Scheidsrechter: Makkelie |
| 10 december 2011 18:45 | de Jong 57' Chadli 73' | Verslag |        | Stadion: De Grolsch Veste, Enschede Toeschouwers: 29.500 Scheidsrechter: Makkelie |
| 10 december 2011 18:45 |                        |         |        | Stadion: De Grolsch Veste, Enschede Toeschouwers: 29.500 Scheidsrechter: Makkelie |
| 10 december 2011 18:45 |                        |         |        | Stadion: De Grolsch Veste, Enschede Toeschouwers: 29.500 Scheidsrechter: Makkelie |
|                        |                        |         |        |                                                                                   |

|                        |                                                        |         |               |                                                                              |
| 10 december 2011 19:45 | AZ                                                     | 4 – 0   | De Graafschap | Stadion: AFAS Stadion, Alkmaar Toeschouwers: 16.198 Scheidsrechter: Liesveld |
| 10 december 2011 19:45 | Maher 22' Poulsen 31' Wormgoor 54' (e.d.) Benschop 79' | Verslag |               | Stadion: AFAS Stadion, Alkmaar Toeschouwers: 16.198 Scheidsrechter: Liesveld |
| 10 december 2011 19:45 |                                                        |         |               | Stadion: AFAS Stadion, Alkmaar Toeschouwers: 16.198 Scheidsrechter: Liesveld |
| 10 december 2011 19:45 |                                                        |         |               | Stadion: AFAS Stadion, Alkmaar Toeschouwers: 16.198 Scheidsrechter: Liesveld |
|                        |                                                        |         |               |                                                                              |

|                        |           |         |                              |                                                                                   |
| 10 december 2011 19:45 | Excelsior | 0 – 5   | sc Heerenveen                | Stadion: Stadion Woudestein, Rotterdam Toeschouwers: 3.456 Scheidsrechter: Higler |
| 10 december 2011 19:45 |           | Verslag | 13', 18', 43', 58', 66' Dost | Stadion: Stadion Woudestein, Rotterdam Toeschouwers: 3.456 Scheidsrechter: Higler |
| 10 december 2011 19:45 |           |         |                              | Stadion: Stadion Woudestein, Rotterdam Toeschouwers: 3.456 Scheidsrechter: Higler |
| 10 december 2011 19:45 |           |         |                              | Stadion: Stadion Woudestein, Rotterdam Toeschouwers: 3.456 Scheidsrechter: Higler |
|                        |           |         |                              |                                                                                   |

|                        |                               |         |           |                                                                                  |
| 10 december 2011 20:45 | PSV                           | 1 – 0   | NAC Breda | Stadion: Philips Stadion, Eindhoven Toeschouwers: 33.000 Scheidsrechter: Nijhuis |
| 10 december 2011 20:45 | Mertens 37' Lens 90+3', 90+3' | Verslag |           | Stadion: Philips Stadion, Eindhoven Toeschouwers: 33.000 Scheidsrechter: Nijhuis |
| 10 december 2011 20:45 |                               |         |           | Stadion: Philips Stadion, Eindhoven Toeschouwers: 33.000 Scheidsrechter: Nijhuis |
| 10 december 2011 20:45 |                               |         |           | Stadion: Philips Stadion, Eindhoven Toeschouwers: 33.000 Scheidsrechter: Nijhuis |
|                        |                               |         |           |                                                                                  |

|                        |                                  |         |                  |                                                                                        |
| 11 december 2011 12:30 | VVV-Venlo                        | 2 – 0   | Roda JC Kerkrade | Stadion: Seacon Stadion - De Koel -, Venlo Toeschouwers: 7.650 Scheidsrechter: Kuipers |
| 11 december 2011 12:30 | Maguire 45+1' (pen.) Linssen 83' | Verslag | 43' Kieszek      | Stadion: Seacon Stadion - De Koel -, Venlo Toeschouwers: 7.650 Scheidsrechter: Kuipers |
| 11 december 2011 12:30 |                                  |         |                  | Stadion: Seacon Stadion - De Koel -, Venlo Toeschouwers: 7.650 Scheidsrechter: Kuipers |
| 11 december 2011 12:30 |                                  |         |                  | Stadion: Seacon Stadion - De Koel -, Venlo Toeschouwers: 7.650 Scheidsrechter: Kuipers |
|                        |                                  |         |                  |                                                                                        |

|                        |                                              |         |                        |                                                                                 |
| 11 december 2011 14:30 | FC Utrecht                                   | 2 – 2   | Feyenoord              | Stadion: Stadion Galgenwaard, Utrecht Toeschouwers: 22.000 Scheidsrechter: Vink |
| 11 december 2011 14:30 | Bovenberg 31' Duplan 51' Bulthuis 50', 90+1' | Verslag | 2' Guidetti 66' Cabral | Stadion: Stadion Galgenwaard, Utrecht Toeschouwers: 22.000 Scheidsrechter: Vink |
| 11 december 2011 14:30 |                                              |         |                        | Stadion: Stadion Galgenwaard, Utrecht Toeschouwers: 22.000 Scheidsrechter: Vink |
| 11 december 2011 14:30 |                                              |         |                        | Stadion: Stadion Galgenwaard, Utrecht Toeschouwers: 22.000 Scheidsrechter: Vink |
|                        |                                              |         |                        |                                                                                 |

|                        |              |         |                  |                                                                                     |
| 11 december 2011 14:30 | RKC Waalwijk | 0 – 1   | Ajax             | Stadion: Mandemakers Stadion, Waalwijk Toeschouwers: 7.508 Scheidsrechter: Wegereef |
| 11 december 2011 14:30 | Bandjar 64'  | Verslag | 42' (e.d.) Ramos | Stadion: Mandemakers Stadion, Waalwijk Toeschouwers: 7.508 Scheidsrechter: Wegereef |
| 11 december 2011 14:30 |              |         |                  | Stadion: Mandemakers Stadion, Waalwijk Toeschouwers: 7.508 Scheidsrechter: Wegereef |
| 11 december 2011 14:30 |              |         |                  | Stadion: Mandemakers Stadion, Waalwijk Toeschouwers: 7.508 Scheidsrechter: Wegereef |
|                        |              |         |                  |                                                                                     |

|                        |               |         |              |                                                                         |
| 11 december 2011 16:30 | Vitesse       | 0 – 0   | FC Groningen | Stadion: GelreDome, Arnhem Toeschouwers: 16.408 Scheidsrechter: Dierick |
| 11 december 2011 16:30 | Hofs 67', 75' | Verslag |              | Stadion: GelreDome, Arnhem Toeschouwers: 16.408 Scheidsrechter: Dierick |
| 11 december 2011 16:30 |               |         |              | Stadion: GelreDome, Arnhem Toeschouwers: 16.408 Scheidsrechter: Dierick |
| 11 december 2011 16:30 |               |         |              | Stadion: GelreDome, Arnhem Toeschouwers: 16.408 Scheidsrechter: Dierick |
|                        |               |         |              |                                                                         |

## Speelronde 17
|                        |               |         |                                                     |                                                                                 |
| 16 december 2011 20:00 | De Graafschap | 1 – 3   | RKC Waalwijk                                        | Stadion: De Vijverberg, Doetinchem Toeschouwers: 11.722 Scheidsrechter: Kuipers |
| 16 december 2011 20:00 | de Leeuw 16'  | Verslag | 38' van Mosselveld 65' van Peppen 87' (e.d.) Jansen | Stadion: De Vijverberg, Doetinchem Toeschouwers: 11.722 Scheidsrechter: Kuipers |
| 16 december 2011 20:00 |               |         |                                                     | Stadion: De Vijverberg, Doetinchem Toeschouwers: 11.722 Scheidsrechter: Kuipers |
| 16 december 2011 20:00 |               |         |                                                     | Stadion: De Vijverberg, Doetinchem Toeschouwers: 11.722 Scheidsrechter: Kuipers |
|                        |               |         |                                                     |                                                                                 |

|                        |                 |         |            |                                                                             |
| 17 december 2011 18:45 | Heracles Almelo | 0 – 1   | Vitesse    | Stadion: Polman Stadion, Almelo Toeschouwers: 8.467 Scheidsrechter: Janssen |
| 17 december 2011 18:45 |                 | Verslag | 86' Kasjia | Stadion: Polman Stadion, Almelo Toeschouwers: 8.467 Scheidsrechter: Janssen |
| 17 december 2011 18:45 |                 |         |            | Stadion: Polman Stadion, Almelo Toeschouwers: 8.467 Scheidsrechter: Janssen |
| 17 december 2011 18:45 |                 |         |            | Stadion: Polman Stadion, Almelo Toeschouwers: 8.467 Scheidsrechter: Janssen |
|                        |                 |         |            |                                                                             |

|                        |                                                                                |         |           |                                                                                             |
| 17 december 2011 19:45 | Roda JC Kerkrade                                                               | 7 – 0   | Excelsior | Stadion: Parkstad Limburg Stadion, Kerkrade Toeschouwers: 13.834 Scheidsrechter: van Sichem |
| 17 december 2011 19:45 | Vuković 5' De Beule 28' Vormer 34' Sutchuin 78', 84' Donald 82' Lebedyński 88' | Verslag |           | Stadion: Parkstad Limburg Stadion, Kerkrade Toeschouwers: 13.834 Scheidsrechter: van Sichem |
| 17 december 2011 19:45 |                                                                                |         |           | Stadion: Parkstad Limburg Stadion, Kerkrade Toeschouwers: 13.834 Scheidsrechter: van Sichem |
| 17 december 2011 19:45 |                                                                                |         |           | Stadion: Parkstad Limburg Stadion, Kerkrade Toeschouwers: 13.834 Scheidsrechter: van Sichem |
|                        |                                                                                |         |           |                                                                                             |

|                        |                                |         |           |                                                                                |
| 17 december 2011 19:45 | N.E.C.                         | 2 – 0   | VVV-Venlo | Stadion: Goffertstadion, Nijmegen Toeschouwers: 12.000 Scheidsrechter: Nijhuis |
| 17 december 2011 19:45 | Goossens 25', 78' Nuytinck 53' | Verslag |           | Stadion: Goffertstadion, Nijmegen Toeschouwers: 12.000 Scheidsrechter: Nijhuis |
| 17 december 2011 19:45 |                                |         |           | Stadion: Goffertstadion, Nijmegen Toeschouwers: 12.000 Scheidsrechter: Nijhuis |
| 17 december 2011 19:45 |                                |         |           | Stadion: Goffertstadion, Nijmegen Toeschouwers: 12.000 Scheidsrechter: Nijhuis |
|                        |                                |         |           |                                                                                |

|                        |              |         |            |                                                                             |
| 17 december 2011 20:45 | FC Groningen | 1 – 0   | FC Utrecht | Stadion: Euroborg, Groningen Toeschouwers: 22.020 Scheidsrechter: Gözübüyük |
| 17 december 2011 20:45 | Texeira 60'  | Verslag |            | Stadion: Euroborg, Groningen Toeschouwers: 22.020 Scheidsrechter: Gözübüyük |
| 17 december 2011 20:45 |              |         |            | Stadion: Euroborg, Groningen Toeschouwers: 22.020 Scheidsrechter: Gözübüyük |
| 17 december 2011 20:45 |              |         |            | Stadion: Euroborg, Groningen Toeschouwers: 22.020 Scheidsrechter: Gözübüyük |
|                        |              |         |            |                                                                             |

|                        |                                                    |         |              |                                                                               |
| 18 december 2011 12:30 | Ajax                                               | 4 – 0   | ADO Den Haag | Stadion: Amsterdam ArenA, Amsterdam Toeschouwers: 46.854 Scheidsrechter: Blom |
| 18 december 2011 12:30 | Eriksen 19' Janssen 58' Boelykin 79' Sulejmani 85' | Verslag | 10' Leeuwin  | Stadion: Amsterdam ArenA, Amsterdam Toeschouwers: 46.854 Scheidsrechter: Blom |
| 18 december 2011 12:30 |                                                    |         |              | Stadion: Amsterdam ArenA, Amsterdam Toeschouwers: 46.854 Scheidsrechter: Blom |
| 18 december 2011 12:30 |                                                    |         |              | Stadion: Amsterdam ArenA, Amsterdam Toeschouwers: 46.854 Scheidsrechter: Blom |
|                        |                                                    |         |              |                                                                               |

|                        |                          |         |            |                                                                                   |
| 18 december 2011 14:30 | NAC Breda                | 2 – 1   | AZ         | Stadion: Rat Verlegh Stadion, Breda Toeschouwers: 17.720 Scheidsrechter: Makkelie |
| 18 december 2011 14:30 | Lurling 31' Koenders 90' | Verslag | 45' Holman | Stadion: Rat Verlegh Stadion, Breda Toeschouwers: 17.720 Scheidsrechter: Makkelie |
| 18 december 2011 14:30 |                          |         |            | Stadion: Rat Verlegh Stadion, Breda Toeschouwers: 17.720 Scheidsrechter: Makkelie |
| 18 december 2011 14:30 |                          |         |            | Stadion: Rat Verlegh Stadion, Breda Toeschouwers: 17.720 Scheidsrechter: Makkelie |
|                        |                          |         |            |                                                                                   |

|                        |                       |         |                        |                                                                                      |
| 18 december 2011 14:30 | Feyenoord             | 3 – 2   | FC Twente              | Stadion: Stadion Feijenoord, Rotterdam Toeschouwers: 44.000 Scheidsrechter: Liesveld |
| 18 december 2011 14:30 | Guidetti 8', 43', 44' | Verslag | 56' Chadli 66' de Jong | Stadion: Stadion Feijenoord, Rotterdam Toeschouwers: 44.000 Scheidsrechter: Liesveld |
| 18 december 2011 14:30 |                       |         |                        | Stadion: Stadion Feijenoord, Rotterdam Toeschouwers: 44.000 Scheidsrechter: Liesveld |
| 18 december 2011 14:30 |                       |         |                        | Stadion: Stadion Feijenoord, Rotterdam Toeschouwers: 44.000 Scheidsrechter: Liesveld |
|                        |                       |         |                        |                                                                                      |

|                        |                  |         |                                                 |                                                                                              |
| 18 december 2011 16:30 | sc Heerenveen    | 1 – 5   | PSV                                             | Stadion: Abe Lenstra Stadion, Heerenveen Toeschouwers: 26.100 Scheidsrechter: Pol van Boekel |
| 18 december 2011 16:30 | van La Parra 73' | Verslag | 18', 24' Toivonen 20' Matavž 49', 59' Wijnaldum | Stadion: Abe Lenstra Stadion, Heerenveen Toeschouwers: 26.100 Scheidsrechter: Pol van Boekel |
| 18 december 2011 16:30 |                  |         |                                                 | Stadion: Abe Lenstra Stadion, Heerenveen Toeschouwers: 26.100 Scheidsrechter: Pol van Boekel |
| 18 december 2011 16:30 |                  |         |                                                 | Stadion: Abe Lenstra Stadion, Heerenveen Toeschouwers: 26.100 Scheidsrechter: Pol van Boekel |
|                        |                  |         |                                                 |                                                                                              |

## Speelronde 18
|                       |                                |         |                           |                                                                                     |
| 20 januari 2012 20:00 | ADO Den Haag                   | 3 – 3   | Roda JC Kerkrade          | Stadion: Kyocera Stadion, Den Haag Toeschouwers: 14.003 Scheidsrechter: Wiedemeijer |
| 20 januari 2012 20:00 | J. Verhoek 3' Vicento 24', 58' | Verslag | 14' Junker 48', 82' Malki | Stadion: Kyocera Stadion, Den Haag Toeschouwers: 14.003 Scheidsrechter: Wiedemeijer |
| 20 januari 2012 20:00 |                                |         |                           | Stadion: Kyocera Stadion, Den Haag Toeschouwers: 14.003 Scheidsrechter: Wiedemeijer |
| 20 januari 2012 20:00 |                                |         |                           | Stadion: Kyocera Stadion, Den Haag Toeschouwers: 14.003 Scheidsrechter: Wiedemeijer |
|                       |                                |         |                           |                                                                                     |

|                       |               |         |                                  |                                                                                 |
| 21 januari 2012 18:45 | De Graafschap | 0 – 2   | sc Heerenveen                    | Stadion: De Vijverberg, Doetinchem Toeschouwers: 12.202 Scheidsrechter: Janssen |
| 21 januari 2012 18:45 |               | Verslag | 12' (pen.), 78' Dost 41' Janmaat | Stadion: De Vijverberg, Doetinchem Toeschouwers: 12.202 Scheidsrechter: Janssen |
| 21 januari 2012 18:45 |               |         |                                  | Stadion: De Vijverberg, Doetinchem Toeschouwers: 12.202 Scheidsrechter: Janssen |
| 21 januari 2012 18:45 |               |         |                                  | Stadion: De Vijverberg, Doetinchem Toeschouwers: 12.202 Scheidsrechter: Janssen |
|                       |               |         |                                  |                                                                                 |

|                       |                                  |         |                                     |                                                                                    |
| 21 januari 2012 19:45 | Excelsior                        | 3 – 0   | NAC Breda                           | Stadion: Stadion Woudestein, Rotterdam Toeschouwers: 3.256 Scheidsrechter: Sanders |
| 21 januari 2012 19:45 | Janga 36' Alberg 63' Maatsen 89' | Verslag | 48', 56' Luijckx 39', 60' Bonevacia | Stadion: Stadion Woudestein, Rotterdam Toeschouwers: 3.256 Scheidsrechter: Sanders |
| 21 januari 2012 19:45 |                                  |         |                                     | Stadion: Stadion Woudestein, Rotterdam Toeschouwers: 3.256 Scheidsrechter: Sanders |
| 21 januari 2012 19:45 |                                  |         |                                     | Stadion: Stadion Woudestein, Rotterdam Toeschouwers: 3.256 Scheidsrechter: Sanders |
|                       |                                  |         |                                     |                                                                                    |

|                       |                                                            |         |              |                                                                                     |
| 21 januari 2012 20:45 | FC Twente                                                  | 5 – 0   | RKC Waalwijk | Stadion: De Grolsch Veste, Enschede Toeschouwers: 29.324 Scheidsrechter: van Sichem |
| 21 januari 2012 20:45 | de Jong 26', 54' (pen.) Bajrami 35' Chadli 65' O. John 81' | Verslag |              | Stadion: De Grolsch Veste, Enschede Toeschouwers: 29.324 Scheidsrechter: van Sichem |
| 21 januari 2012 20:45 |                                                            |         |              | Stadion: De Grolsch Veste, Enschede Toeschouwers: 29.324 Scheidsrechter: van Sichem |
| 21 januari 2012 20:45 |                                                            |         |              | Stadion: De Grolsch Veste, Enschede Toeschouwers: 29.324 Scheidsrechter: van Sichem |
|                       |                                                            |         |              |                                                                                     |

|                       |         |         |            |                                                                          |
| 22 januari 2012 12:30 | Vitesse | 0 – 1   | N.E.C.     | Stadion: GelreDome, Arnhem Toeschouwers: 19.381 Scheidsrechter: Wegereef |
| 22 januari 2012 12:30 |         | Verslag | 75' George | Stadion: GelreDome, Arnhem Toeschouwers: 19.381 Scheidsrechter: Wegereef |
| 22 januari 2012 12:30 |         |         |            | Stadion: GelreDome, Arnhem Toeschouwers: 19.381 Scheidsrechter: Wegereef |
| 22 januari 2012 12:30 |         |         |            | Stadion: GelreDome, Arnhem Toeschouwers: 19.381 Scheidsrechter: Wegereef |
|                       |         |         |            |                                                                          |

|                       |                             |         |                  |                                                                                         |
| 22 januari 2012 14:30 | VVV-Venlo                   | 2 – 1   | Feyenoord        | Stadion: Seacon Stadion - De Koel -, Venlo Toeschouwers: 8.000 Scheidsrechter: Makkelie |
| 22 januari 2012 14:30 | Linssen 40' Vorstermans 45' | Verslag | 12' Martins Indi | Stadion: Seacon Stadion - De Koel -, Venlo Toeschouwers: 8.000 Scheidsrechter: Makkelie |
| 22 januari 2012 14:30 |                             |         |                  | Stadion: Seacon Stadion - De Koel -, Venlo Toeschouwers: 8.000 Scheidsrechter: Makkelie |
| 22 januari 2012 14:30 |                             |         |                  | Stadion: Seacon Stadion - De Koel -, Venlo Toeschouwers: 8.000 Scheidsrechter: Makkelie |
|                       |                             |         |                  |                                                                                         |

|                       |                          |         |                 |                                                                              |
| 22 januari 2012 14:30 | FC Groningen             | 2 – 1   | Heracles Almelo | Stadion: Euroborg, Groningen Toeschouwers: 22.084 Scheidsrechter: van Boekel |
| 22 januari 2012 14:30 | Texeira 48' van Dijk 61' | Verslag | 16' Plet        | Stadion: Euroborg, Groningen Toeschouwers: 22.084 Scheidsrechter: van Boekel |
| 22 januari 2012 14:30 |                          |         |                 | Stadion: Euroborg, Groningen Toeschouwers: 22.084 Scheidsrechter: van Boekel |
| 22 januari 2012 14:30 |                          |         |                 | Stadion: Euroborg, Groningen Toeschouwers: 22.084 Scheidsrechter: van Boekel |
|                       |                          |         |                 |                                                                              |

|                       |         |         |                    |                                                                          |
| 22 januari 2012 14:30 | AZ      | 1 – 1   | Ajax               | Stadion: AFAS Stadion, Alkmaar Toeschouwers: 16.761 Scheidsrechter: Vink |
| 22 januari 2012 14:30 | Elm 37' | Verslag | 75' (e.d.) Poulsen | Stadion: AFAS Stadion, Alkmaar Toeschouwers: 16.761 Scheidsrechter: Vink |
| 22 januari 2012 14:30 |         |         |                    | Stadion: AFAS Stadion, Alkmaar Toeschouwers: 16.761 Scheidsrechter: Vink |
| 22 januari 2012 14:30 |         |         |                    | Stadion: AFAS Stadion, Alkmaar Toeschouwers: 16.761 Scheidsrechter: Vink |
|                       |         |         |                    |                                                                          |

|                       |              |         |              |                                                                                     |
| 22 januari 2012 16:30 | FC Utrecht   | 1 – 1   | PSV          | Stadion: Stadion Galgenwaard, Utrecht Toeschouwers: 20.347 Scheidsrechter: Liesveld |
| 22 januari 2012 16:30 | Liliplay 66' | Verslag | 71' Toivonen | Stadion: Stadion Galgenwaard, Utrecht Toeschouwers: 20.347 Scheidsrechter: Liesveld |
| 22 januari 2012 16:30 |              |         |              | Stadion: Stadion Galgenwaard, Utrecht Toeschouwers: 20.347 Scheidsrechter: Liesveld |
| 22 januari 2012 16:30 |              |         |              | Stadion: Stadion Galgenwaard, Utrecht Toeschouwers: 20.347 Scheidsrechter: Liesveld |
|                       |              |         |              |                                                                                     |

## Speelronde 19
|                       |                                      |         |              |                                                                                  |
| 27 januari 2012 20:00 | PSV                                  | 3 – 1   | Vitesse      | Stadion: Philips Stadion, Eindhoven Toeschouwers: 34.000 Scheidsrechter: Nijhuis |
| 27 januari 2012 20:00 | Matavž 31' Mertens 76' Manolev 90+3' | Verslag | 84' Havenaar | Stadion: Philips Stadion, Eindhoven Toeschouwers: 34.000 Scheidsrechter: Nijhuis |
| 27 januari 2012 20:00 |                                      |         |              | Stadion: Philips Stadion, Eindhoven Toeschouwers: 34.000 Scheidsrechter: Nijhuis |
| 27 januari 2012 20:00 |                                      |         |              | Stadion: Philips Stadion, Eindhoven Toeschouwers: 34.000 Scheidsrechter: Nijhuis |
|                       |                                      |         |              |                                                                                  |

|                       |                         |         |            |                                                                                      |
| 28 januari 2012 18:45 | sc Heerenveen           | 2 – 0   | FC Utrecht | Stadion: Abe Lenstra Stadion, Heerenveen Toeschouwers: 25.000 Scheidsrechter: Bossen |
| 28 januari 2012 18:45 | Dost 12' Gouweleeuw 14' | Verslag |            | Stadion: Abe Lenstra Stadion, Heerenveen Toeschouwers: 25.000 Scheidsrechter: Bossen |
| 28 januari 2012 18:45 |                         |         |            | Stadion: Abe Lenstra Stadion, Heerenveen Toeschouwers: 25.000 Scheidsrechter: Bossen |
| 28 januari 2012 18:45 |                         |         |            | Stadion: Abe Lenstra Stadion, Heerenveen Toeschouwers: 25.000 Scheidsrechter: Bossen |
|                       |                         |         |            |                                                                                      |

|                       |                                                   |         |           |                                                                             |
| 28 januari 2012 19:45 | Heracles Almelo                                   | 3 – 0   | Excelsior | Stadion: Polman Stadion, Almelo Toeschouwers: 8.400 Scheidsrechter: Wouters |
| 28 januari 2012 19:45 | Rienstra 18' Quansah 27' Plet 51' Duarte 38', 53' | Verslag |           | Stadion: Polman Stadion, Almelo Toeschouwers: 8.400 Scheidsrechter: Wouters |
| 28 januari 2012 19:45 |                                                   |         |           | Stadion: Polman Stadion, Almelo Toeschouwers: 8.400 Scheidsrechter: Wouters |
| 28 januari 2012 19:45 |                                                   |         |           | Stadion: Polman Stadion, Almelo Toeschouwers: 8.400 Scheidsrechter: Wouters |
|                       |                                                   |         |           |                                                                             |

|                       |             |         |               |                                                                                     |
| 28 januari 2012 19:45 | NAC Breda   | 1 – 1   | De Graafschap | Stadion: Rat Verlegh Stadion, Breda Toeschouwers: 17.850 Scheidsrechter: van Boekel |
| 28 januari 2012 19:45 | Lurling 12' | Verslag | 8' de Leeuw   | Stadion: Rat Verlegh Stadion, Breda Toeschouwers: 17.850 Scheidsrechter: van Boekel |
| 28 januari 2012 19:45 |             |         |               | Stadion: Rat Verlegh Stadion, Breda Toeschouwers: 17.850 Scheidsrechter: van Boekel |
| 28 januari 2012 19:45 |             |         |               | Stadion: Rat Verlegh Stadion, Breda Toeschouwers: 17.850 Scheidsrechter: van Boekel |
|                       |             |         |               |                                                                                     |

|                       |                      |         |    |                                                                                            |
| 28 januari 2012 20:45 | Roda JC Kerkrade     | 2 – 0   | AZ | Stadion: Parkstad Limburg Stadion, Kerkrade Toeschouwers: 14.655 Scheidsrechter: Gözübüyük |
| 28 januari 2012 20:45 | Malki 10' Junker 33' | Verslag |    | Stadion: Parkstad Limburg Stadion, Kerkrade Toeschouwers: 14.655 Scheidsrechter: Gözübüyük |
| 28 januari 2012 20:45 |                      |         |    | Stadion: Parkstad Limburg Stadion, Kerkrade Toeschouwers: 14.655 Scheidsrechter: Gözübüyük |
| 28 januari 2012 20:45 |                      |         |    | Stadion: Parkstad Limburg Stadion, Kerkrade Toeschouwers: 14.655 Scheidsrechter: Gözübüyük |
|                       |                      |         |    |                                                                                            |

|                       |                                          |         |                          |                                                                                     |
| 29 januari 2012 12:30 | Feyenoord                                | 4 – 2   | Ajax                     | Stadion: Stadion Feijenoord, Rotterdam Toeschouwers: 48.000 Scheidsrechter: Kuipers |
| 29 januari 2012 12:30 | Guidetti 30' (pen.), 41', 83' Bakkal 49' | Verslag | 18' Eriksen 80' Boelykin | Stadion: Stadion Feijenoord, Rotterdam Toeschouwers: 48.000 Scheidsrechter: Kuipers |
| 29 januari 2012 12:30 |                                          |         |                          | Stadion: Stadion Feijenoord, Rotterdam Toeschouwers: 48.000 Scheidsrechter: Kuipers |
| 29 januari 2012 12:30 |                                          |         |                          | Stadion: Stadion Feijenoord, Rotterdam Toeschouwers: 48.000 Scheidsrechter: Kuipers |
|                       |                                          |         |                          |                                                                                     |

|                       |                                                               |         |           |                                                                                 |
| 29 januari 2012 14:30 | RKC Waalwijk                                                  | 4 – 0   | VVV-Venlo | Stadion: Mandemakers Stadion, Waalwijk Toeschouwers: 6.000 Scheidsrechter: Vink |
| 29 januari 2012 14:30 | Sno 29' (pen.) van Mosselveld 31' Braber 80' ten Voorde 90+1' | Verslag |           | Stadion: Mandemakers Stadion, Waalwijk Toeschouwers: 6.000 Scheidsrechter: Vink |
| 29 januari 2012 14:30 |                                                               |         |           | Stadion: Mandemakers Stadion, Waalwijk Toeschouwers: 6.000 Scheidsrechter: Vink |
| 29 januari 2012 14:30 |                                                               |         |           | Stadion: Mandemakers Stadion, Waalwijk Toeschouwers: 6.000 Scheidsrechter: Vink |
|                       |                                                               |         |           |                                                                                 |

|                       |                               |         |              |                                                                               |
| 29 januari 2012 14:30 | FC Twente                     | 4 – 1   | FC Groningen | Stadion: De Grolsch Veste, Enschede Toeschouwers: 29.900 Scheidsrechter: Blom |
| 29 januari 2012 14:30 | de Jong 14', 23', 58' Fer 66' | Verslag | 47' van Dijk | Stadion: De Grolsch Veste, Enschede Toeschouwers: 29.900 Scheidsrechter: Blom |
| 29 januari 2012 14:30 |                               |         |              | Stadion: De Grolsch Veste, Enschede Toeschouwers: 29.900 Scheidsrechter: Blom |
| 29 januari 2012 14:30 |                               |         |              | Stadion: De Grolsch Veste, Enschede Toeschouwers: 29.900 Scheidsrechter: Blom |
|                       |                               |         |              |                                                                               |

|                       |                       |         |              |                                                                                |
| 29 januari 2012 16:30 | N.E.C.                | 2 – 0   | ADO Den Haag | Stadion: Goffertstadion, Nijmegen Toeschouwers: 12.300 Scheidsrechter: Ketting |
| 29 januari 2012 16:30 | Schöne 8', 17' (pen.) | Verslag |              | Stadion: Goffertstadion, Nijmegen Toeschouwers: 12.300 Scheidsrechter: Ketting |
| 29 januari 2012 16:30 |                       |         |              | Stadion: Goffertstadion, Nijmegen Toeschouwers: 12.300 Scheidsrechter: Ketting |
| 29 januari 2012 16:30 |                       |         |              | Stadion: Goffertstadion, Nijmegen Toeschouwers: 12.300 Scheidsrechter: Ketting |
|                       |                       |         |              |                                                                                |

## Speelronde 20
|                       |                                    |         |                            |                                                                                       |
| 3 februari 2012 20:00 | sc Heerenveen                      | 4 – 3   | Roda JC Kerkrade           | Stadion: Abe Lenstra Stadion, Heerenveen Toeschouwers: 23.000 Scheidsrechter: Sanders |
| 3 februari 2012 20:00 | Dost 5', 70' Janmaat 16' Sibon 63' | Verslag | 9', 44' Malki 51' De Beule | Stadion: Abe Lenstra Stadion, Heerenveen Toeschouwers: 23.000 Scheidsrechter: Sanders |
| 3 februari 2012 20:00 |                                    |         |                            | Stadion: Abe Lenstra Stadion, Heerenveen Toeschouwers: 23.000 Scheidsrechter: Sanders |
| 3 februari 2012 20:00 |                                    |         |                            | Stadion: Abe Lenstra Stadion, Heerenveen Toeschouwers: 23.000 Scheidsrechter: Sanders |
|                       |                                    |         |                            |                                                                                       |

|                       |              |          |    |                                                         |
| 4 februari 2012 18:45 | ADO Den Haag | Afgelast | AZ | Stadion: Kyocera Stadion, Den Haag Scheidsrechter: Blom |
| 4 februari 2012 18:45 |              |          |    | Stadion: Kyocera Stadion, Den Haag Scheidsrechter: Blom |
| 4 februari 2012 18:45 |              |          |    | Stadion: Kyocera Stadion, Den Haag Scheidsrechter: Blom |
| 4 februari 2012 18:45 |              |          |    | Stadion: Kyocera Stadion, Den Haag Scheidsrechter: Blom |
|                       |              |          |    |                                                         |

|                       |                                  |         |                           |                                                                                    |
| 4 februari 2012 19:45 | Excelsior                        | 3 – 1   | VVV-Venlo                 | Stadion: Stadion Woudestein, Rotterdam Toeschouwers: 2.945 Scheidsrechter: Nijhuis |
| 4 februari 2012 19:45 | Schenkeveld 30', 68' Maatsen 74' | Verslag | 38' Linssen 85' Wildschut | Stadion: Stadion Woudestein, Rotterdam Toeschouwers: 2.945 Scheidsrechter: Nijhuis |
| 4 februari 2012 19:45 |                                  |         |                           | Stadion: Stadion Woudestein, Rotterdam Toeschouwers: 2.945 Scheidsrechter: Nijhuis |
| 4 februari 2012 19:45 |                                  |         |                           | Stadion: Stadion Woudestein, Rotterdam Toeschouwers: 2.945 Scheidsrechter: Nijhuis |
|                       |                                  |         |                           |                                                                                    |

|                       |          |         |                    |                                                                         |
| 4 februari 2012 20:45 | Vitesse  | 1 – 0   | NAC Breda          | Stadion: GelreDome, Arnhem Toeschouwers: 15.672 Scheidsrechter: Kuipers |
| 4 februari 2012 20:45 | Hofs 19' | Verslag | 45', 90+2' Lurling | Stadion: GelreDome, Arnhem Toeschouwers: 15.672 Scheidsrechter: Kuipers |
| 4 februari 2012 20:45 |          |         |                    | Stadion: GelreDome, Arnhem Toeschouwers: 15.672 Scheidsrechter: Kuipers |
| 4 februari 2012 20:45 |          |         |                    | Stadion: GelreDome, Arnhem Toeschouwers: 15.672 Scheidsrechter: Kuipers |
|                       |          |         |                    |                                                                         |

|                       |      |         |                 |                                                                                   |
| 5 februari 2012 12:30 | Ajax | 0 – 2   | FC Utrecht      | Stadion: Amsterdam ArenA, Amsterdam Toeschouwers: 45.880 Scheidsrechter: Makkelie |
| 5 februari 2012 12:30 |      | Verslag | 40', 78' Duplan | Stadion: Amsterdam ArenA, Amsterdam Toeschouwers: 45.880 Scheidsrechter: Makkelie |
| 5 februari 2012 12:30 |      |         |                 | Stadion: Amsterdam ArenA, Amsterdam Toeschouwers: 45.880 Scheidsrechter: Makkelie |
| 5 februari 2012 12:30 |      |         |                 | Stadion: Amsterdam ArenA, Amsterdam Toeschouwers: 45.880 Scheidsrechter: Makkelie |
|                       |      |         |                 |                                                                                   |

|                       |                 |         |            |                                                                          |
| 5 februari 2012 14:30 | Heracles Almelo | 1 – 1   | PSV        | Stadion: Polman Stadion, Almelo Toeschouwers: 8.500 Scheidsrechter: Vink |
| 5 februari 2012 14:30 | Everton 76'     | Verslag | 19' Labyad | Stadion: Polman Stadion, Almelo Toeschouwers: 8.500 Scheidsrechter: Vink |
| 5 februari 2012 14:30 |                 |         |            | Stadion: Polman Stadion, Almelo Toeschouwers: 8.500 Scheidsrechter: Vink |
| 5 februari 2012 14:30 |                 |         |            | Stadion: Polman Stadion, Almelo Toeschouwers: 8.500 Scheidsrechter: Vink |
|                       |                 |         |            |                                                                          |

|                       |        |         |                            |                                                                                |
| 5 februari 2012 14:30 | N.E.C. | 0 – 2   | Feyenoord                  | Stadion: Goffertstadion, Nijmegen Toeschouwers: 11.687 Scheidsrechter: Boucaut |
| 5 februari 2012 14:30 |        | Verslag | 6' Bakkal 48' G. Fernandez | Stadion: Goffertstadion, Nijmegen Toeschouwers: 11.687 Scheidsrechter: Boucaut |
| 5 februari 2012 14:30 |        |         |                            | Stadion: Goffertstadion, Nijmegen Toeschouwers: 11.687 Scheidsrechter: Boucaut |
| 5 februari 2012 14:30 |        |         |                            | Stadion: Goffertstadion, Nijmegen Toeschouwers: 11.687 Scheidsrechter: Boucaut |
|                       |        |         |                            |                                                                                |

|                       |               |          |           |                                                               |
| 5 februari 2012 14:30 | De Graafschap | Afgelast | FC Twente | Stadion: De Vijverberg, Doetinchem Scheidsrechter: van Hulten |
| 5 februari 2012 14:30 |               |          |           | Stadion: De Vijverberg, Doetinchem Scheidsrechter: van Hulten |
| 5 februari 2012 14:30 |               |          |           | Stadion: De Vijverberg, Doetinchem Scheidsrechter: van Hulten |
| 5 februari 2012 14:30 |               |          |           | Stadion: De Vijverberg, Doetinchem Scheidsrechter: van Hulten |
|                       |               |          |           |                                                               |

|                       |              |         |                                                    |                                                                            |
| 5 februari 2012 16:30 | FC Groningen | 0 – 3   | RKC Waalwijk                                       | Stadion: Euroborg, Groningen Toeschouwers: 11.030 Scheidsrechter: Liesveld |
| 5 februari 2012 16:30 |              | Verslag | 3' (pen.) ten Voorde 5' (e.d.) Andersson 64' Ramos | Stadion: Euroborg, Groningen Toeschouwers: 11.030 Scheidsrechter: Liesveld |
| 5 februari 2012 16:30 |              |         |                                                    | Stadion: Euroborg, Groningen Toeschouwers: 11.030 Scheidsrechter: Liesveld |
| 5 februari 2012 16:30 |              |         |                                                    | Stadion: Euroborg, Groningen Toeschouwers: 11.030 Scheidsrechter: Liesveld |
|                       |              |         |                                                    |                                                                            |

## Inhaalronde 20
|                       |              |         |                                                      |                                                                             |
| 8 februari 2012 19:00 | ADO Den Haag | 0 – 6   | AZ                                                   | Stadion: Kyocera Stadion, Den Haag Toeschouwers: 8.756 Scheidsrechter: Blom |
| 8 februari 2012 19:00 |              | Verslag | 33', 47', 69' Benschop 73' Martens 85', 88' Altidore | Stadion: Kyocera Stadion, Den Haag Toeschouwers: 8.756 Scheidsrechter: Blom |
| 8 februari 2012 19:00 |              |         |                                                      | Stadion: Kyocera Stadion, Den Haag Toeschouwers: 8.756 Scheidsrechter: Blom |
| 8 februari 2012 19:00 |              |         |                                                      | Stadion: Kyocera Stadion, Den Haag Toeschouwers: 8.756 Scheidsrechter: Blom |
|                       |              |         |                                                      |                                                                             |

## Speelronde 21
|                        |                    |         |                              |                                                                                      |
| 10 februari 2012 20:00 | FC Twente          | 2 – 3   | Heracles Almelo              | Stadion: De Grolsch Veste, Enschede Toeschouwers: 29.500 Scheidsrechter: Wiedemeijer |
| 10 februari 2012 20:00 | de Jong 73', 90+3' | Verslag | 33', 84' Everton 81' Douglas | Stadion: De Grolsch Veste, Enschede Toeschouwers: 29.500 Scheidsrechter: Wiedemeijer |
| 10 februari 2012 20:00 |                    |         |                              | Stadion: De Grolsch Veste, Enschede Toeschouwers: 29.500 Scheidsrechter: Wiedemeijer |
| 10 februari 2012 20:00 |                    |         |                              | Stadion: De Grolsch Veste, Enschede Toeschouwers: 29.500 Scheidsrechter: Wiedemeijer |
|                        |                    |         |                              |                                                                                      |

|                        |                  |         |           |                                                                                |
| 11 februari 2012 18:45 | AZ               | 2 – 0   | Excelsior | Stadion: AFAS Stadion, Alkmaar Toeschouwers: 15.964 Scheidsrechter: van Hulten |
| 11 februari 2012 18:45 | Martens 58', 60' | Verslag |           | Stadion: AFAS Stadion, Alkmaar Toeschouwers: 15.964 Scheidsrechter: van Hulten |
| 11 februari 2012 18:45 |                  |         |           | Stadion: AFAS Stadion, Alkmaar Toeschouwers: 15.964 Scheidsrechter: van Hulten |
| 11 februari 2012 18:45 |                  |         |           | Stadion: AFAS Stadion, Alkmaar Toeschouwers: 15.964 Scheidsrechter: van Hulten |
|                        |                  |         |           |                                                                                |

|                        |                          |         |              |                                                                                           |
| 11 februari 2012 19:45 | VVV-Venlo                | 2 – 0   | FC Groningen | Stadion: Seacon Stadion - De Koel -, Venlo Toeschouwers: 7.211 Scheidsrechter: van Sichem |
| 11 februari 2012 19:45 | Wildschut 15' Nwofor 30' | Verslag |              | Stadion: Seacon Stadion - De Koel -, Venlo Toeschouwers: 7.211 Scheidsrechter: van Sichem |
| 11 februari 2012 19:45 |                          |         |              | Stadion: Seacon Stadion - De Koel -, Venlo Toeschouwers: 7.211 Scheidsrechter: van Sichem |
| 11 februari 2012 19:45 |                          |         |              | Stadion: Seacon Stadion - De Koel -, Venlo Toeschouwers: 7.211 Scheidsrechter: van Sichem |
|                        |                          |         |              |                                                                                           |

|                        |                  |         |        |                                                                                          |
| 11 februari 2012 19:45 | Roda JC Kerkrade | 1 – 0   | N.E.C. | Stadion: Parkstad Limburg Stadion, Kerkrade Toeschouwers: 12.088 Scheidsrechter: Janssen |
| 11 februari 2012 19:45 | Malki 56'        | Verslag |        | Stadion: Parkstad Limburg Stadion, Kerkrade Toeschouwers: 12.088 Scheidsrechter: Janssen |
| 11 februari 2012 19:45 |                  |         |        | Stadion: Parkstad Limburg Stadion, Kerkrade Toeschouwers: 12.088 Scheidsrechter: Janssen |
| 11 februari 2012 19:45 |                  |         |        | Stadion: Parkstad Limburg Stadion, Kerkrade Toeschouwers: 12.088 Scheidsrechter: Janssen |
|                        |                  |         |        |                                                                                          |

|                        |           |         |                          |                                                                               |
| 11 februari 2012 20:45 | NAC Breda | 0 – 2   | Ajax                     | Stadion: Rat Verlegh Stadion, Breda Toeschouwers: 19.000 Scheidsrechter: Blom |
| 11 februari 2012 20:45 |           | Verslag | 68' Boelykin 89' Lodeiro | Stadion: Rat Verlegh Stadion, Breda Toeschouwers: 19.000 Scheidsrechter: Blom |
| 11 februari 2012 20:45 |           |         |                          | Stadion: Rat Verlegh Stadion, Breda Toeschouwers: 19.000 Scheidsrechter: Blom |
| 11 februari 2012 20:45 |           |         |                          | Stadion: Rat Verlegh Stadion, Breda Toeschouwers: 19.000 Scheidsrechter: Blom |
|                        |           |         |                          |                                                                               |

|                        |             |         |              |                                                                                    |
| 12 februari 2012 12:30 | FC Utrecht  | 1 – 1   | ADO Den Haag | Stadion: Stadion Galgenwaard, Utrecht Toeschouwers: 18.700 Scheidsrechter: Nijhuis |
| 12 februari 2012 12:30 | Demouge 30' | Verslag | 43' Immers   | Stadion: Stadion Galgenwaard, Utrecht Toeschouwers: 18.700 Scheidsrechter: Nijhuis |
| 12 februari 2012 12:30 |             |         |              | Stadion: Stadion Galgenwaard, Utrecht Toeschouwers: 18.700 Scheidsrechter: Nijhuis |
| 12 februari 2012 12:30 |             |         |              | Stadion: Stadion Galgenwaard, Utrecht Toeschouwers: 18.700 Scheidsrechter: Nijhuis |
|                        |             |         |              |                                                                                    |

|                        |                                                    |         |               |                                                                                   |
| 12 februari 2012 14:30 | PSV                                                | 4 – 1   | De Graafschap | Stadion: Philips Stadion, Eindhoven Toeschouwers: 33.100 Scheidsrechter: Wegereef |
| 12 februari 2012 14:30 | Mertens 8' (pen.) Toivonen 26' Matavž 29' Lens 43' | Verslag | 52' Vermouth  | Stadion: Philips Stadion, Eindhoven Toeschouwers: 33.100 Scheidsrechter: Wegereef |
| 12 februari 2012 14:30 |                                                    |         |               | Stadion: Philips Stadion, Eindhoven Toeschouwers: 33.100 Scheidsrechter: Wegereef |
| 12 februari 2012 14:30 |                                                    |         |               | Stadion: Philips Stadion, Eindhoven Toeschouwers: 33.100 Scheidsrechter: Wegereef |
|                        |                                                    |         |               |                                                                                   |

|                        |              |         |                  |                                                                                   |
| 12 februari 2012 14:30 | RKC Waalwijk | 0 – 1   | sc Heerenveen    | Stadion: Mandemakers Stadion, Waalwijk Toeschouwers: 6.020 Scheidsrechter: Higler |
| 12 februari 2012 14:30 | Sno 29'      | Verslag | 40' van La Parra | Stadion: Mandemakers Stadion, Waalwijk Toeschouwers: 6.020 Scheidsrechter: Higler |
| 12 februari 2012 14:30 |              |         |                  | Stadion: Mandemakers Stadion, Waalwijk Toeschouwers: 6.020 Scheidsrechter: Higler |
| 12 februari 2012 14:30 |              |         |                  | Stadion: Mandemakers Stadion, Waalwijk Toeschouwers: 6.020 Scheidsrechter: Higler |
|                        |              |         |                  |                                                                                   |

|                        |                               |         |                 |                                                                                       |
| 12 februari 2012 16:30 | Feyenoord                     | 3 – 1   | Vitesse         | Stadion: Stadion Feijenoord, Rotterdam Toeschouwers: 43.000 Scheidsrechter: Gözübüyük |
| 12 februari 2012 16:30 | Guidetti 12', 31' (pen.), 83' | Verslag | 41' (pen.) Hofs | Stadion: Stadion Feijenoord, Rotterdam Toeschouwers: 43.000 Scheidsrechter: Gözübüyük |
| 12 februari 2012 16:30 |                               |         |                 | Stadion: Stadion Feijenoord, Rotterdam Toeschouwers: 43.000 Scheidsrechter: Gözübüyük |
| 12 februari 2012 16:30 |                               |         |                 | Stadion: Stadion Feijenoord, Rotterdam Toeschouwers: 43.000 Scheidsrechter: Gözübüyük |
|                        |                               |         |                 |                                                                                       |

## Speelronde 22
|                        |               |         |           |                                                                                         |
| 17 februari 2012 20:00 | sc Heerenveen | 1 – 0   | NAC Breda | Stadion: Abe Lenstra Stadion, Heerenveen Toeschouwers: 25.800 Scheidsrechter: Gözübüyük |
| 17 februari 2012 20:00 | Đuričić 34'   | Verslag |           | Stadion: Abe Lenstra Stadion, Heerenveen Toeschouwers: 25.800 Scheidsrechter: Gözübüyük |
| 17 februari 2012 20:00 |               |         |           | Stadion: Abe Lenstra Stadion, Heerenveen Toeschouwers: 25.800 Scheidsrechter: Gözübüyük |
| 17 februari 2012 20:00 |               |         |           | Stadion: Abe Lenstra Stadion, Heerenveen Toeschouwers: 25.800 Scheidsrechter: Gözübüyük |
|                        |               |         |           |                                                                                         |

|                        |                              |         |              |                                                                                      |
| 18 februari 2012 18:45 | Feyenoord                    | 1 – 1   | RKC Waalwijk | Stadion: Stadion Feijenoord, Rotterdam Toeschouwers: 44.500 Scheidsrechter: Makkelie |
| 18 februari 2012 18:45 | Guidetti 77' (pen.) 58', 77' | Verslag | 87' Braber   | Stadion: Stadion Feijenoord, Rotterdam Toeschouwers: 44.500 Scheidsrechter: Makkelie |
| 18 februari 2012 18:45 |                              |         |              | Stadion: Stadion Feijenoord, Rotterdam Toeschouwers: 44.500 Scheidsrechter: Makkelie |
| 18 februari 2012 18:45 |                              |         |              | Stadion: Stadion Feijenoord, Rotterdam Toeschouwers: 44.500 Scheidsrechter: Makkelie |
|                        |                              |         |              |                                                                                      |

|                        |               |         |                                                             |                                                                                 |
| 18 februari 2012 19:45 | De Graafschap | 1 – 4   | VVV-Venlo                                                   | Stadion: De Vijverberg, Doetinchem Toeschouwers: 11.566 Scheidsrechter: Kuipers |
| 18 februari 2012 19:45 | Poepon 13'    | Verslag | 50' Holla 52' Yoshida 65' (e.d.) van de Pavert 81' Berghuis | Stadion: De Vijverberg, Doetinchem Toeschouwers: 11.566 Scheidsrechter: Kuipers |
| 18 februari 2012 19:45 |               |         |                                                             | Stadion: De Vijverberg, Doetinchem Toeschouwers: 11.566 Scheidsrechter: Kuipers |
| 18 februari 2012 19:45 |               |         |                                                             | Stadion: De Vijverberg, Doetinchem Toeschouwers: 11.566 Scheidsrechter: Kuipers |
|                        |               |         |                                                             |                                                                                 |

|                        |                     |         |            |                                                                                  |
| 18 februari 2012 19:45 | ADO Den Haag        | 1 – 1   | Excelsior  | Stadion: Kyocera Stadion, Den Haag Toeschouwers: 12.000 Scheidsrechter: Wegereef |
| 18 februari 2012 19:45 | de Graaf 35' (e.d.) | Verslag | 49' Alberg | Stadion: Kyocera Stadion, Den Haag Toeschouwers: 12.000 Scheidsrechter: Wegereef |
| 18 februari 2012 19:45 |                     |         |            | Stadion: Kyocera Stadion, Den Haag Toeschouwers: 12.000 Scheidsrechter: Wegereef |
| 18 februari 2012 19:45 |                     |         |            | Stadion: Kyocera Stadion, Den Haag Toeschouwers: 12.000 Scheidsrechter: Wegereef |
|                        |                     |         |            |                                                                                  |

|                        |                                 |       |                       |                                                                          |
| 18 februari 2012 20:45 | Heracles Almelo                 | 2 – 1 | Roda JC Kerkrade      | Stadion: Polman Stadion, Almelo Toeschouwers: 8.431 Scheidsrechter: Smet |
| 18 februari 2012 20:45 | Everton 65' Overtoom 78' (pen.) |       | 40' Malki 75' Kieszek | Stadion: Polman Stadion, Almelo Toeschouwers: 8.431 Scheidsrechter: Smet |
| 18 februari 2012 20:45 |                                 |       |                       | Stadion: Polman Stadion, Almelo Toeschouwers: 8.431 Scheidsrechter: Smet |
| 18 februari 2012 20:45 |                                 |       |                       | Stadion: Polman Stadion, Almelo Toeschouwers: 8.431 Scheidsrechter: Smet |
|                        |                                 |       |                       |                                                                          |

|                        |                         |         |                  |                                                                               |
| 19 februari 2012 12:30 | FC Groningen            | 3 – 0   | PSV              | Stadion: Euroborg, Groningen Toeschouwers: 22.334 Scheidsrechter: Wiedemeijer |
| 19 februari 2012 12:30 | Suk 29', 74' Bacuna 51' | Verslag | 48', 56' Manolev | Stadion: Euroborg, Groningen Toeschouwers: 22.334 Scheidsrechter: Wiedemeijer |
| 19 februari 2012 12:30 |                         |         |                  | Stadion: Euroborg, Groningen Toeschouwers: 22.334 Scheidsrechter: Wiedemeijer |
| 19 februari 2012 12:30 |                         |         |                  | Stadion: Euroborg, Groningen Toeschouwers: 22.334 Scheidsrechter: Wiedemeijer |
|                        |                         |         |                  |                                                                               |

|                        |                                   |         |               |                                                                                       |
| 19 februari 2012 14:30 | FC Utrecht                        | 3 – 0   | AZ            | Stadion: Stadion Galgenwaard, Utrecht Toeschouwers: 20.000 Scheidsrechter: van Boekel |
| 19 februari 2012 14:30 | Gerndt 15' (pen.), 21' Duplan 41' | Verslag | 15' Moisander | Stadion: Stadion Galgenwaard, Utrecht Toeschouwers: 20.000 Scheidsrechter: van Boekel |
| 19 februari 2012 14:30 |                                   |         |               | Stadion: Stadion Galgenwaard, Utrecht Toeschouwers: 20.000 Scheidsrechter: van Boekel |
| 19 februari 2012 14:30 |                                   |         |               | Stadion: Stadion Galgenwaard, Utrecht Toeschouwers: 20.000 Scheidsrechter: van Boekel |
|                        |                                   |         |               |                                                                                       |

|                        |                                            |         |                |                                                                                 |
| 19 februari 2012 14:30 | Ajax                                       | 4 – 1   | N.E.C.         | Stadion: Amsterdam ArenA, Amsterdam Toeschouwers: 47.611 Scheidsrechter: Bossen |
| 19 februari 2012 14:30 | Boelykin 5', 27' Vertonghen 8' De Jong 57' | Verslag | 68' van Eijden | Stadion: Amsterdam ArenA, Amsterdam Toeschouwers: 47.611 Scheidsrechter: Bossen |
| 19 februari 2012 14:30 |                                            |         |                | Stadion: Amsterdam ArenA, Amsterdam Toeschouwers: 47.611 Scheidsrechter: Bossen |
| 19 februari 2012 14:30 |                                            |         |                | Stadion: Amsterdam ArenA, Amsterdam Toeschouwers: 47.611 Scheidsrechter: Bossen |
|                        |                                            |         |                |                                                                                 |

|                        |              |         |                                                         |                                                                      |
| 19 februari 2012 16:30 | Vitesse      | 1 – 4   | FC Twente                                               | Stadion: GelreDome, Arnhem Toeschouwers: 16.000 Scheidsrechter: Vink |
| 19 februari 2012 16:30 | Havenaar 88' | Verslag | 6' Fer 65' de Jong 73' O. John 80' Wisgerhof 83' Chadli | Stadion: GelreDome, Arnhem Toeschouwers: 16.000 Scheidsrechter: Vink |
| 19 februari 2012 16:30 |              |         |                                                         | Stadion: GelreDome, Arnhem Toeschouwers: 16.000 Scheidsrechter: Vink |
| 19 februari 2012 16:30 |              |         |                                                         | Stadion: GelreDome, Arnhem Toeschouwers: 16.000 Scheidsrechter: Vink |
|                        |              |         |                                                         |                                                                      |

## Speelronde 23
|                        |              |         |         |                                                                                    |
| 24 februari 2012 20:00 | RKC Waalwijk | 1 – 0   | Vitesse | Stadion: Mandemakers Stadion, Waalwijk Toeschouwers: 6.079 Scheidsrechter: Janssen |
| 24 februari 2012 20:00 | Németh 37'   | Verslag |         | Stadion: Mandemakers Stadion, Waalwijk Toeschouwers: 6.079 Scheidsrechter: Janssen |
| 24 februari 2012 20:00 |              |         |         | Stadion: Mandemakers Stadion, Waalwijk Toeschouwers: 6.079 Scheidsrechter: Janssen |
| 24 februari 2012 20:00 |              |         |         | Stadion: Mandemakers Stadion, Waalwijk Toeschouwers: 6.079 Scheidsrechter: Janssen |
|                        |              |         |         |                                                                                    |

|                        |                                          |         |              |                                                                                 |
| 25 februari 2012 18:45 | NAC Breda                                | 4 – 0   | ADO Den Haag | Stadion: Rat Verlegh Stadion, Breda Toeschouwers: 17.750 Scheidsrechter: Bossen |
| 25 februari 2012 18:45 | Kolk 6', 64' Luijckx 11' Botteghin 90+3' | Verslag |              | Stadion: Rat Verlegh Stadion, Breda Toeschouwers: 17.750 Scheidsrechter: Bossen |
| 25 februari 2012 18:45 |                                          |         |              | Stadion: Rat Verlegh Stadion, Breda Toeschouwers: 17.750 Scheidsrechter: Bossen |
| 25 februari 2012 18:45 |                                          |         |              | Stadion: Rat Verlegh Stadion, Breda Toeschouwers: 17.750 Scheidsrechter: Bossen |
|                        |                                          |         |              |                                                                                 |

|                        |                  |         |                               |                                                                                           |
| 25 februari 2012 19:45 | Roda JC Kerkrade | 0 – 2   | De Graafschap                 | Stadion: Parkstad Limburg Stadion, Kerkrade Toeschouwers: 13.358 Scheidsrechter: Kamphuis |
| 25 februari 2012 19:45 |                  | Verslag | 26' Poepon 90+1' El Hassnaoui | Stadion: Parkstad Limburg Stadion, Kerkrade Toeschouwers: 13.358 Scheidsrechter: Kamphuis |
| 25 februari 2012 19:45 |                  |         |                               | Stadion: Parkstad Limburg Stadion, Kerkrade Toeschouwers: 13.358 Scheidsrechter: Kamphuis |
| 25 februari 2012 19:45 |                  |         |                               | Stadion: Parkstad Limburg Stadion, Kerkrade Toeschouwers: 13.358 Scheidsrechter: Kamphuis |
|                        |                  |         |                               |                                                                                           |

|                        |                                    |         |                 |                                                                                     |
| 25 februari 2012 19:45 | VVV-Venlo                          | 3 – 1   | Heracles Almelo | Stadion: Seacon Stadion - De Koel -, Venlo Toeschouwers: 7.500 Scheidsrechter: Blom |
| 25 februari 2012 19:45 | Nwofor 8' Wildschut 28' Cullen 90' | Verslag | 44' Duarte      | Stadion: Seacon Stadion - De Koel -, Venlo Toeschouwers: 7.500 Scheidsrechter: Blom |
| 25 februari 2012 19:45 |                                    |         |                 | Stadion: Seacon Stadion - De Koel -, Venlo Toeschouwers: 7.500 Scheidsrechter: Blom |
| 25 februari 2012 19:45 |                                    |         |                 | Stadion: Seacon Stadion - De Koel -, Venlo Toeschouwers: 7.500 Scheidsrechter: Blom |
|                        |                                    |         |                 |                                                                                     |

|                        |                                         |         |              |                                                                                |
| 25 februari 2012 20:45 | N.E.C.                                  | 4 – 0   | FC Groningen | Stadion: Goffertstadion, Nijmegen Toeschouwers: 11.853 Scheidsrechter: Nijhuis |
| 25 februari 2012 20:45 | George 21', 63' Schöne 33' Goossens 77' | Verslag |              | Stadion: Goffertstadion, Nijmegen Toeschouwers: 11.853 Scheidsrechter: Nijhuis |
| 25 februari 2012 20:45 |                                         |         |              | Stadion: Goffertstadion, Nijmegen Toeschouwers: 11.853 Scheidsrechter: Nijhuis |
| 25 februari 2012 20:45 |                                         |         |              | Stadion: Goffertstadion, Nijmegen Toeschouwers: 11.853 Scheidsrechter: Nijhuis |
|                        |                                         |         |              |                                                                                |

|                        |              |         |                                               |                                                                                       |
| 26 februari 2012 12:30 | Excelsior    | 1 – 4   | Ajax                                          | Stadion: Stadion Woudestein, Rotterdam Toeschouwers: 3.500 Scheidsrechter: van Boekel |
| 26 februari 2012 12:30 | Mattheij 67' | Verslag | 22' Özbiliz 45+1', 87' de Jong 90' Vertonghen | Stadion: Stadion Woudestein, Rotterdam Toeschouwers: 3.500 Scheidsrechter: van Boekel |
| 26 februari 2012 12:30 |              |         |                                               | Stadion: Stadion Woudestein, Rotterdam Toeschouwers: 3.500 Scheidsrechter: van Boekel |
| 26 februari 2012 12:30 |              |         |                                               | Stadion: Stadion Woudestein, Rotterdam Toeschouwers: 3.500 Scheidsrechter: van Boekel |
|                        |              |         |                                               |                                                                                       |

|                        |             |         |            |                                                                                     |
| 26 februari 2012 14:30 | FC Twente   | 1 – 0   | FC Utrecht | Stadion: De Grolsch Veste, Enschede Toeschouwers: 29.700 Scheidsrechter: van Hulten |
| 26 februari 2012 14:30 | de Jong 44' | Verslag |            | Stadion: De Grolsch Veste, Enschede Toeschouwers: 29.700 Scheidsrechter: van Hulten |
| 26 februari 2012 14:30 |             |         |            | Stadion: De Grolsch Veste, Enschede Toeschouwers: 29.700 Scheidsrechter: van Hulten |
| 26 februari 2012 14:30 |             |         |            | Stadion: De Grolsch Veste, Enschede Toeschouwers: 29.700 Scheidsrechter: van Hulten |
|                        |             |         |            |                                                                                     |

|                        |                                     |         |                       |                                                                                   |
| 26 februari 2012 14:30 | PSV                                 | 3 – 2   | Feyenoord             | Stadion: Philips Stadion, Eindhoven Toeschouwers: 35.000 Scheidsrechter: Liesveld |
| 26 februari 2012 14:30 | Toivonen 44' Mertens 66' Labyad 85' | Verslag | 71', 79' G. Fernandez | Stadion: Philips Stadion, Eindhoven Toeschouwers: 35.000 Scheidsrechter: Liesveld |
| 26 februari 2012 14:30 |                                     |         |                       | Stadion: Philips Stadion, Eindhoven Toeschouwers: 35.000 Scheidsrechter: Liesveld |
| 26 februari 2012 14:30 |                                     |         |                       | Stadion: Philips Stadion, Eindhoven Toeschouwers: 35.000 Scheidsrechter: Liesveld |
|                        |                                     |         |                       |                                                                                   |

|                        |                                  |         |                                   |                                                                             |
| 26 februari 2012 16:30 | AZ                               | 3 – 3   | sc Heerenveen                     | Stadion: AFAS Stadion, Alkmaar Toeschouwers: 16.763 Scheidsrechter: Kuipers |
| 26 februari 2012 16:30 | Altidore 26', 58' Falkenburg 83' | Verslag | 55' Đuričić 67' Dost 81' Narsingh | Stadion: AFAS Stadion, Alkmaar Toeschouwers: 16.763 Scheidsrechter: Kuipers |
| 26 februari 2012 16:30 |                                  |         |                                   | Stadion: AFAS Stadion, Alkmaar Toeschouwers: 16.763 Scheidsrechter: Kuipers |
| 26 februari 2012 16:30 |                                  |         |                                   | Stadion: AFAS Stadion, Alkmaar Toeschouwers: 16.763 Scheidsrechter: Kuipers |
|                        |                                  |         |                                   |                                                                             |

## Speelronde 24
|                    |              |       |               |                                                                                  |
| 3 maart 2012 18:45 | ADO Den Haag | 0 – 0 | sc Heerenveen | Stadion: Kyocera Stadion, Den Haag Toeschouwers: 12.079 Scheidsrechter: Makkelie |
| 3 maart 2012 18:45 | Verslag      |       |               | Stadion: Kyocera Stadion, Den Haag Toeschouwers: 12.079 Scheidsrechter: Makkelie |
| 3 maart 2012 18:45 |              |       |               | Stadion: Kyocera Stadion, Den Haag Toeschouwers: 12.079 Scheidsrechter: Makkelie |
| 3 maart 2012 18:45 |              |       |               | Stadion: Kyocera Stadion, Den Haag Toeschouwers: 12.079 Scheidsrechter: Makkelie |
|                    |              |       |               |                                                                                  |

|                    |                |         |           |                                                                                 |
| 3 maart 2012 19:45 | RKC Waalwijk   | 1 – 0   | Excelsior | Stadion: Mandemakers Stadion, Waalwijk Toeschouwers: 7.850 Scheidsrechter: Blom |
| 3 maart 2012 19:45 | Castillion 45' | Verslag |           | Stadion: Mandemakers Stadion, Waalwijk Toeschouwers: 7.850 Scheidsrechter: Blom |
| 3 maart 2012 19:45 |                |         |           | Stadion: Mandemakers Stadion, Waalwijk Toeschouwers: 7.850 Scheidsrechter: Blom |
| 3 maart 2012 19:45 |                |         |           | Stadion: Mandemakers Stadion, Waalwijk Toeschouwers: 7.850 Scheidsrechter: Blom |
|                    |                |         |           |                                                                                 |

|                    |                        |         |                        |                                                                                     |
| 3 maart 2012 19:45 | VVV-Venlo              | 2 – 1   | NAC Breda              | Stadion: Seacon Stadion - De Koel -, Venlo Toeschouwers: 6.686 Scheidsrechter: Vink |
| 3 maart 2012 19:45 | Cullen 85' Yoshida 87' | Verslag | 56' (e.d.) Vorstermans | Stadion: Seacon Stadion - De Koel -, Venlo Toeschouwers: 6.686 Scheidsrechter: Vink |
| 3 maart 2012 19:45 |                        |         |                        | Stadion: Seacon Stadion - De Koel -, Venlo Toeschouwers: 6.686 Scheidsrechter: Vink |
| 3 maart 2012 19:45 |                        |         |                        | Stadion: Seacon Stadion - De Koel -, Venlo Toeschouwers: 6.686 Scheidsrechter: Vink |
|                    |                        |         |                        |                                                                                     |

|                    |                                                  |         |                     |                                                                            |
| 3 maart 2012 20:45 | AZ                                               | 3 – 1   | Heracles Almelo     | Stadion: AFAS Stadion, Alkmaar Toeschouwers: 16.078 Scheidsrechter: Bossen |
| 3 maart 2012 20:45 | Poulsen 31' Altidore 43' Maher 52' Viergever 55' | Verslag | 56' (pen.) Overtoom | Stadion: AFAS Stadion, Alkmaar Toeschouwers: 16.078 Scheidsrechter: Bossen |
| 3 maart 2012 20:45 |                                                  |         |                     | Stadion: AFAS Stadion, Alkmaar Toeschouwers: 16.078 Scheidsrechter: Bossen |
| 3 maart 2012 20:45 |                                                  |         |                     | Stadion: AFAS Stadion, Alkmaar Toeschouwers: 16.078 Scheidsrechter: Bossen |
|                    |                                                  |         |                     |                                                                            |

|                    |                       |         |               |                                                                         |
| 4 maart 2012 12:30 | Vitesse               | 2 – 0   | De Graafschap | Stadion: GelreDome, Arnhem Toeschouwers: 16.757 Scheidsrechter: Nijhuis |
| 4 maart 2012 12:30 | Bony 34' Havenaar 73' | Verslag |               | Stadion: GelreDome, Arnhem Toeschouwers: 16.757 Scheidsrechter: Nijhuis |
| 4 maart 2012 12:30 |                       |         |               | Stadion: GelreDome, Arnhem Toeschouwers: 16.757 Scheidsrechter: Nijhuis |
| 4 maart 2012 12:30 |                       |         |               | Stadion: GelreDome, Arnhem Toeschouwers: 16.757 Scheidsrechter: Nijhuis |
|                    |                       |         |               |                                                                         |

|                    |            |       |        |                                                                                   |
| 4 maart 2012 14:30 | FC Utrecht | 0 – 0 | N.E.C. | Stadion: Stadion Galgenwaard, Utrecht Toeschouwers: 20.000 Scheidsrechter: Higler |
| 4 maart 2012 14:30 | Verslag    |       |        | Stadion: Stadion Galgenwaard, Utrecht Toeschouwers: 20.000 Scheidsrechter: Higler |
| 4 maart 2012 14:30 |            |       |        | Stadion: Stadion Galgenwaard, Utrecht Toeschouwers: 20.000 Scheidsrechter: Higler |
| 4 maart 2012 14:30 |            |       |        | Stadion: Stadion Galgenwaard, Utrecht Toeschouwers: 20.000 Scheidsrechter: Higler |
|                    |            |       |        |                                                                                   |

|                    |            |         |                    |                                                                                        |
| 4 maart 2012 14:30 | Feyenoord  | 1 – 0   | FC Groningen       | Stadion: Stadion Feijenoord, Rotterdam Toeschouwers: 43.000 Scheidsrechter: van Hulten |
| 4 maart 2012 14:30 | Clasie 44' | Verslag | 82', 88' Kappelhof | Stadion: Stadion Feijenoord, Rotterdam Toeschouwers: 43.000 Scheidsrechter: van Hulten |
| 4 maart 2012 14:30 |            |         |                    | Stadion: Stadion Feijenoord, Rotterdam Toeschouwers: 43.000 Scheidsrechter: van Hulten |
| 4 maart 2012 14:30 |            |         |                    | Stadion: Stadion Feijenoord, Rotterdam Toeschouwers: 43.000 Scheidsrechter: van Hulten |
|                    |            |         |                    |                                                                                        |

|                    |                                    |         |                  |                                                                                   |
| 4 maart 2012 14:30 | Ajax                               | 4 – 1   | Roda JC Kerkrade | Stadion: Amsterdam ArenA, Amsterdam Toeschouwers: 50.939 Scheidsrechter: Liesveld |
| 4 maart 2012 14:30 | Ebecilio 67', 89', 90+3' Anita 77' | Verslag | 40' Malki        | Stadion: Amsterdam ArenA, Amsterdam Toeschouwers: 50.939 Scheidsrechter: Liesveld |
| 4 maart 2012 14:30 |                                    |         |                  | Stadion: Amsterdam ArenA, Amsterdam Toeschouwers: 50.939 Scheidsrechter: Liesveld |
| 4 maart 2012 14:30 |                                    |         |                  | Stadion: Amsterdam ArenA, Amsterdam Toeschouwers: 50.939 Scheidsrechter: Liesveld |
|                    |                                    |         |                  |                                                                                   |

|                    |                   |         |                                                                                |                                                                                     |
| 4 maart 2012 16:30 | PSV               | 2 – 6   | FC Twente                                                                      | Stadion: Philips Stadion, Eindhoven Toeschouwers: 33.000 Scheidsrechter: van Boekel |
| 4 maart 2012 16:30 | Toivonen 55', 82' | Verslag | 8' O. John 19', 87' Janssen 35' Wisgerhof 40' Luuk de Jong 51' Douglas 74' Fer | Stadion: Philips Stadion, Eindhoven Toeschouwers: 33.000 Scheidsrechter: van Boekel |
| 4 maart 2012 16:30 |                   |         |                                                                                | Stadion: Philips Stadion, Eindhoven Toeschouwers: 33.000 Scheidsrechter: van Boekel |
| 4 maart 2012 16:30 |                   |         |                                                                                | Stadion: Philips Stadion, Eindhoven Toeschouwers: 33.000 Scheidsrechter: van Boekel |
|                    |                   |         |                                                                                |                                                                                     |

## Speelronde 25
|                    |                                    |         |                 |                                                                                          |
| 9 maart 2012 20:00 | Roda JC Kerkrade                   | 3 – 1   | VVV-Venlo       | Stadion: Parkstad Limburg Stadion, Kerkrade Toeschouwers: 16.333 Scheidsrechter: Kuipers |
| 9 maart 2012 20:00 | Malki 51', 86' (pen.) De Beule 60' | Verslag | 39' 73' Yoshida | Stadion: Parkstad Limburg Stadion, Kerkrade Toeschouwers: 16.333 Scheidsrechter: Kuipers |
| 9 maart 2012 20:00 |                                    |         |                 | Stadion: Parkstad Limburg Stadion, Kerkrade Toeschouwers: 16.333 Scheidsrechter: Kuipers |
| 9 maart 2012 20:00 |                                    |         |                 | Stadion: Parkstad Limburg Stadion, Kerkrade Toeschouwers: 16.333 Scheidsrechter: Kuipers |
|                    |                                    |         |                 |                                                                                          |

|                     |                  |         |                                                   |                                                                             |
| 10 maart 2012 18:45 | FC Groningen     | 1 – 3   | Vitesse                                           | Stadion: Euroborg, Groningen Toeschouwers: 22.102 Scheidsrechter: Gözübüyük |
| 10 maart 2012 18:45 | Tadić 68' (pen.) | Verslag | 42' van Ginkel 56' van der Heijden 90+2' Havenaar | Stadion: Euroborg, Groningen Toeschouwers: 22.102 Scheidsrechter: Gözübüyük |
| 10 maart 2012 18:45 |                  |         |                                                   | Stadion: Euroborg, Groningen Toeschouwers: 22.102 Scheidsrechter: Gözübüyük |
| 10 maart 2012 18:45 |                  |         |                                                   | Stadion: Euroborg, Groningen Toeschouwers: 22.102 Scheidsrechter: Gözübüyük |
|                     |                  |         |                                                   |                                                                             |

|                     |                 |         |                          |                                                                             |
| 10 maart 2012 19:45 | Heracles Almelo | 0 – 2   | ADO Den Haag             | Stadion: Polman Stadion, Almelo Toeschouwers: 8.402 Scheidsrechter: Ketting |
| 10 maart 2012 19:45 |                 | Verslag | 5' Toornstra 83' Vicento | Stadion: Polman Stadion, Almelo Toeschouwers: 8.402 Scheidsrechter: Ketting |
| 10 maart 2012 19:45 |                 |         |                          | Stadion: Polman Stadion, Almelo Toeschouwers: 8.402 Scheidsrechter: Ketting |
| 10 maart 2012 19:45 |                 |         |                          | Stadion: Polman Stadion, Almelo Toeschouwers: 8.402 Scheidsrechter: Ketting |
|                     |                 |         |                          |                                                                             |

|                     |                                        |         |                        |                                                                                          |
| 10 maart 2012 20:45 | sc Heerenveen                          | 4 – 2   | Excelsior              | Stadion: Abe Lenstra Stadion, Heerenveen Toeschouwers: 25.000 Scheidsrechter: van Sichem |
| 10 maart 2012 20:45 | Gouweleeuw 20' Zomer 37' Dost 40', 77' | Verslag | 4' te Vrede 71' Alberg | Stadion: Abe Lenstra Stadion, Heerenveen Toeschouwers: 25.000 Scheidsrechter: van Sichem |
| 10 maart 2012 20:45 |                                        |         |                        | Stadion: Abe Lenstra Stadion, Heerenveen Toeschouwers: 25.000 Scheidsrechter: van Sichem |
| 10 maart 2012 20:45 |                                        |         |                        | Stadion: Abe Lenstra Stadion, Heerenveen Toeschouwers: 25.000 Scheidsrechter: van Sichem |
|                     |                                        |         |                        |                                                                                          |

|                     |                                        |         |                               |                                                                                   |
| 11 maart 2012 12:30 | NAC Breda                              | 3 – 1   | PSV                           | Stadion: Rat Verlegh Stadion, Breda Toeschouwers: 18.750 Scheidsrechter: Makkelie |
| 11 maart 2012 12:30 | Kolk 12', 54' Lurling 16' Schilder 61' | Verslag | 5' Wijnaldum 19', 42' Manolev | Stadion: Rat Verlegh Stadion, Breda Toeschouwers: 18.750 Scheidsrechter: Makkelie |
| 11 maart 2012 12:30 |                                        |         |                               | Stadion: Rat Verlegh Stadion, Breda Toeschouwers: 18.750 Scheidsrechter: Makkelie |
| 11 maart 2012 12:30 |                                        |         |                               | Stadion: Rat Verlegh Stadion, Breda Toeschouwers: 18.750 Scheidsrechter: Makkelie |
|                     |                                        |         |                               |                                                                                   |

|                     |                                          |         |           |                                                                                |
| 11 maart 2012 14:30 | N.E.C.                                   | 3 – 1   | FC Twente | Stadion: Goffertstadion, Nijmegen Toeschouwers: 12.000 Scheidsrechter: Wouters |
| 11 maart 2012 14:30 | Schöne 44' (pen.) Conboy 50' Zeefuik 59' | Verslag | 77' Plet  | Stadion: Goffertstadion, Nijmegen Toeschouwers: 12.000 Scheidsrechter: Wouters |
| 11 maart 2012 14:30 |                                          |         |           | Stadion: Goffertstadion, Nijmegen Toeschouwers: 12.000 Scheidsrechter: Wouters |
| 11 maart 2012 14:30 |                                          |         |           | Stadion: Goffertstadion, Nijmegen Toeschouwers: 12.000 Scheidsrechter: Wouters |
|                     |                                          |         |           |                                                                                |

|                     |                                         |         |              |                                                                                      |
| 11 maart 2012 14:30 | Ajax                                    | 3 – 0   | RKC Waalwijk | Stadion: Amsterdam ArenA, Amsterdam Toeschouwers: 51.353 Scheidsrechter: Wiedemeijer |
| 11 maart 2012 14:30 | Vertonghen 26' de Jong 54' Ebecilio 89' | Verslag |              | Stadion: Amsterdam ArenA, Amsterdam Toeschouwers: 51.353 Scheidsrechter: Wiedemeijer |
| 11 maart 2012 14:30 |                                         |         |              | Stadion: Amsterdam ArenA, Amsterdam Toeschouwers: 51.353 Scheidsrechter: Wiedemeijer |
| 11 maart 2012 14:30 |                                         |         |              | Stadion: Amsterdam ArenA, Amsterdam Toeschouwers: 51.353 Scheidsrechter: Wiedemeijer |
|                     |                                         |         |              |                                                                                      |

|                     |                          |         |                 |                                                                                        |
| 11 maart 2012 14:30 | Feyenoord                | 1 – 1   | FC Utrecht      | Stadion: Stadion Feijenoord, Rotterdam Toeschouwers: 43.000 Scheidsrechter: van Boekel |
| 11 maart 2012 14:30 | Bakkal 6' Nelom 53', 77' | Verslag | 59' van der Gun | Stadion: Stadion Feijenoord, Rotterdam Toeschouwers: 43.000 Scheidsrechter: van Boekel |
| 11 maart 2012 14:30 |                          |         |                 | Stadion: Stadion Feijenoord, Rotterdam Toeschouwers: 43.000 Scheidsrechter: van Boekel |
| 11 maart 2012 14:30 |                          |         |                 | Stadion: Stadion Feijenoord, Rotterdam Toeschouwers: 43.000 Scheidsrechter: van Boekel |
|                     |                          |         |                 |                                                                                        |

|                     |               |         |                          |                                                                              |
| 11 maart 2012 16:30 | De Graafschap | 0 – 2   | AZ                       | Stadion: De Vijverberg, Doetinchem Toeschouwers: 12.145 Scheidsrechter: Vink |
| 11 maart 2012 16:30 |               | Verslag | 49' Elm 90+2' Falkenburg | Stadion: De Vijverberg, Doetinchem Toeschouwers: 12.145 Scheidsrechter: Vink |
| 11 maart 2012 16:30 |               |         |                          | Stadion: De Vijverberg, Doetinchem Toeschouwers: 12.145 Scheidsrechter: Vink |
| 11 maart 2012 16:30 |               |         |                          | Stadion: De Vijverberg, Doetinchem Toeschouwers: 12.145 Scheidsrechter: Vink |
|                     |               |         |                          |                                                                              |

## Speelronde 26
|                     |                     |         |                 |                                                                             |
| 16 maart 2012 20:00 | Vitesse             | 2 – 0   | Heracles Almelo | Stadion: GelreDome, Arnhem Toeschouwers: 17.155 Scheidsrechter: Wiedemeijer |
| 16 maart 2012 20:00 | Bony 23' Ibarra 67' | Verslag | 42' Pasveer     | Stadion: GelreDome, Arnhem Toeschouwers: 17.155 Scheidsrechter: Wiedemeijer |
| 16 maart 2012 20:00 |                     |         |                 | Stadion: GelreDome, Arnhem Toeschouwers: 17.155 Scheidsrechter: Wiedemeijer |
| 16 maart 2012 20:00 |                     |         |                 | Stadion: GelreDome, Arnhem Toeschouwers: 17.155 Scheidsrechter: Wiedemeijer |
|                     |                     |         |                 |                                                                             |

|                     |              |         |               |                                                                                      |
| 17 maart 2012 18:45 | RKC Waalwijk | 1 – 0   | De Graafschap | Stadion: Mandemakers Stadion, Waalwijk Toeschouwers: 6.417 Scheidsrechter: Gözübüyük |
| 17 maart 2012 18:45 | Németh 78'   | Verslag |               | Stadion: Mandemakers Stadion, Waalwijk Toeschouwers: 6.417 Scheidsrechter: Gözübüyük |
| 17 maart 2012 18:45 |              |         |               | Stadion: Mandemakers Stadion, Waalwijk Toeschouwers: 6.417 Scheidsrechter: Gözübüyük |
| 17 maart 2012 18:45 |              |         |               | Stadion: Mandemakers Stadion, Waalwijk Toeschouwers: 6.417 Scheidsrechter: Gözübüyük |
|                     |              |         |               |                                                                                      |

|                     |                               |         |                  |                                                                                    |
| 17 maart 2012 19:45 | Excelsior                     | 2 – 1   | Roda JC Kerkrade | Stadion: Stadion Woudestein, Rotterdam Toeschouwers: 3.531 Scheidsrechter: Ketting |
| 17 maart 2012 19:45 | Janga 5' Vuković 90+2' (e.d.) | Verslag | 90+5' Malki      | Stadion: Stadion Woudestein, Rotterdam Toeschouwers: 3.531 Scheidsrechter: Ketting |
| 17 maart 2012 19:45 |                               |         |                  | Stadion: Stadion Woudestein, Rotterdam Toeschouwers: 3.531 Scheidsrechter: Ketting |
| 17 maart 2012 19:45 |                               |         |                  | Stadion: Stadion Woudestein, Rotterdam Toeschouwers: 3.531 Scheidsrechter: Ketting |
|                     |                               |         |                  |                                                                                    |

|                     |           |         |                       |                                                                                        |
| 17 maart 2012 20:45 | VVV-Venlo | 0 – 2   | N.E.C.                | Stadion: Seacon Stadion - De Koel -, Venlo Toeschouwers: 7.500 Scheidsrechter: Sanders |
| 17 maart 2012 20:45 |           | Verslag | 38' George 73' Schöne | Stadion: Seacon Stadion - De Koel -, Venlo Toeschouwers: 7.500 Scheidsrechter: Sanders |
| 17 maart 2012 20:45 |           |         |                       | Stadion: Seacon Stadion - De Koel -, Venlo Toeschouwers: 7.500 Scheidsrechter: Sanders |
| 17 maart 2012 20:45 |           |         |                       | Stadion: Seacon Stadion - De Koel -, Venlo Toeschouwers: 7.500 Scheidsrechter: Sanders |
|                     |           |         |                       |                                                                                        |

|                     |                |         |                           |                                                                                 |
| 18 maart 2012 12:30 | ADO Den Haag   | 0 – 2   | Ajax                      | Stadion: Kyocera Stadion, Den Haag Toeschouwers: 12.000 Scheidsrechter: Nijhuis |
| 18 maart 2012 12:30 | Boussaboun 25' | Verslag | 48' Lukoki 61' Vertonghen | Stadion: Kyocera Stadion, Den Haag Toeschouwers: 12.000 Scheidsrechter: Nijhuis |
| 18 maart 2012 12:30 |                |         |                           | Stadion: Kyocera Stadion, Den Haag Toeschouwers: 12.000 Scheidsrechter: Nijhuis |
| 18 maart 2012 12:30 |                |         |                           | Stadion: Kyocera Stadion, Den Haag Toeschouwers: 12.000 Scheidsrechter: Nijhuis |
|                     |                |         |                           |                                                                                 |

|                     |                                                     |         |                    |                                                                                 |
| 18 maart 2012 14:30 | PSV                                                 | 5 – 1   | sc Heerenveen      | Stadion: Philips Stadion, Eindhoven Toeschouwers: 33.200 Scheidsrechter: Bossen |
| 18 maart 2012 14:30 | Toivonen 5' Mertens 57', 75' Engelaar 72' Depay 85' | Verslag | 51' (e.d.) Pieters | Stadion: Philips Stadion, Eindhoven Toeschouwers: 33.200 Scheidsrechter: Bossen |
| 18 maart 2012 14:30 |                                                     |         |                    | Stadion: Philips Stadion, Eindhoven Toeschouwers: 33.200 Scheidsrechter: Bossen |
| 18 maart 2012 14:30 |                                                     |         |                    | Stadion: Philips Stadion, Eindhoven Toeschouwers: 33.200 Scheidsrechter: Bossen |
|                     |                                                     |         |                    |                                                                                 |

|                     |                                       |         |              |                                                                                    |
| 18 maart 2012 14:30 | FC Utrecht                            | 3 – 1   | FC Groningen | Stadion: Stadion Galgenwaard, Utrecht Toeschouwers: 21.000 Scheidsrechter: Janssen |
| 18 maart 2012 14:30 | Duplan 42' van der Gun 84' Gerndt 89' | Verslag | 13' Tadić    | Stadion: Stadion Galgenwaard, Utrecht Toeschouwers: 21.000 Scheidsrechter: Janssen |
| 18 maart 2012 14:30 |                                       |         |              | Stadion: Stadion Galgenwaard, Utrecht Toeschouwers: 21.000 Scheidsrechter: Janssen |
| 18 maart 2012 14:30 |                                       |         |              | Stadion: Stadion Galgenwaard, Utrecht Toeschouwers: 21.000 Scheidsrechter: Janssen |
|                     |                                       |         |              |                                                                                    |

|                     |           |         |                              |                                                                               |
| 18 maart 2012 14:30 | FC Twente | 0 – 2   | Feyenoord                    | Stadion: De Grolsch Veste, Enschede Toeschouwers: 30.000 Scheidsrechter: Blom |
| 18 maart 2012 14:30 |           | Verslag | 49' (e.d.) Röseler 86' Cissé | Stadion: De Grolsch Veste, Enschede Toeschouwers: 30.000 Scheidsrechter: Blom |
| 18 maart 2012 14:30 |           |         |                              | Stadion: De Grolsch Veste, Enschede Toeschouwers: 30.000 Scheidsrechter: Blom |
| 18 maart 2012 14:30 |           |         |                              | Stadion: De Grolsch Veste, Enschede Toeschouwers: 30.000 Scheidsrechter: Blom |
|                     |           |         |                              |                                                                               |

|                     |         |       |           |                                                                              |
| 18 maart 2012 16:30 | AZ      | 0 – 0 | NAC Breda | Stadion: AFAS Stadion, Alkmaar Toeschouwers: 16.268 Scheidsrechter: Wegereef |
| 18 maart 2012 16:30 | Verslag |       |           | Stadion: AFAS Stadion, Alkmaar Toeschouwers: 16.268 Scheidsrechter: Wegereef |
| 18 maart 2012 16:30 |         |       |           | Stadion: AFAS Stadion, Alkmaar Toeschouwers: 16.268 Scheidsrechter: Wegereef |
| 18 maart 2012 16:30 |         |       |           | Stadion: AFAS Stadion, Alkmaar Toeschouwers: 16.268 Scheidsrechter: Wegereef |
|                     |         |       |           |                                                                              |

## Inhaalronde 20
|                     |                                 |         |                     |                                                                                    |
| 21 maart 2012 18:30 | De Graafschap                   | 1 – 2   | FC Twente           | Stadion: De Vijverberg, Doetinchem Toeschouwers: 12.501 Scheidsrechter: van Sichem |
| 21 maart 2012 18:30 | El Hassnaoui 2' Meijer 32', 58' | Verslag | 19' Rosales 52' Fer | Stadion: De Vijverberg, Doetinchem Toeschouwers: 12.501 Scheidsrechter: van Sichem |
| 21 maart 2012 18:30 |                                 |         |                     | Stadion: De Vijverberg, Doetinchem Toeschouwers: 12.501 Scheidsrechter: van Sichem |
| 21 maart 2012 18:30 |                                 |         |                     | Stadion: De Vijverberg, Doetinchem Toeschouwers: 12.501 Scheidsrechter: van Sichem |
|                     |                                 |         |                     |                                                                                    |

Dit duel stond eigenlijk op 7 maart 2012 op het programma, maar FC Twente had in die week Europese verplichtingen.

## Speelronde 27
|                     |           |         |              |                                                                                   |
| 23 maart 2012 20:00 | Excelsior | 0 – 1   | FC Groningen | Stadion: Stadion Woudestein, Rotterdam Toeschouwers: 3.461 Scheidsrechter: Higler |
| 23 maart 2012 20:00 |           | Verslag | 18' Burnet   | Stadion: Stadion Woudestein, Rotterdam Toeschouwers: 3.461 Scheidsrechter: Higler |
| 23 maart 2012 20:00 |           |         |              | Stadion: Stadion Woudestein, Rotterdam Toeschouwers: 3.461 Scheidsrechter: Higler |
| 23 maart 2012 20:00 |           |         |              | Stadion: Stadion Woudestein, Rotterdam Toeschouwers: 3.461 Scheidsrechter: Higler |
|                     |           |         |              |                                                                                   |

|                     |                                   |         |             |                                                                                           |
| 24 maart 2012 18:45 | Roda JC Kerkrade                  | 3 – 1   | Vitesse     | Stadion: Parkstad Limburg Stadion, Kerkrade Toeschouwers: 15.340 Scheidsrechter: Wegereef |
| 24 maart 2012 18:45 | Malki 25' De Beule 37' Junker 49' | Verslag | 38' Pröpper | Stadion: Parkstad Limburg Stadion, Kerkrade Toeschouwers: 15.340 Scheidsrechter: Wegereef |
| 24 maart 2012 18:45 |                                   |         |             | Stadion: Parkstad Limburg Stadion, Kerkrade Toeschouwers: 15.340 Scheidsrechter: Wegereef |
| 24 maart 2012 18:45 |                                   |         |             | Stadion: Parkstad Limburg Stadion, Kerkrade Toeschouwers: 15.340 Scheidsrechter: Wegereef |
|                     |                                   |         |             |                                                                                           |

|                     |                                   |         |             |                                                                                           |
| 24 maart 2012 19:45 | sc Heerenveen                     | 4 – 1   | VVV-Venlo   | Stadion: Abe Lenstra Stadion, Heerenveen Toeschouwers: 25.500 Scheidsrechter: Wiedemeijer |
| 24 maart 2012 19:45 | Elm 17', 85' Đuričić 31' Dost 87' | Verslag | 61' Maguire | Stadion: Abe Lenstra Stadion, Heerenveen Toeschouwers: 25.500 Scheidsrechter: Wiedemeijer |
| 24 maart 2012 19:45 |                                   |         |             | Stadion: Abe Lenstra Stadion, Heerenveen Toeschouwers: 25.500 Scheidsrechter: Wiedemeijer |
| 24 maart 2012 19:45 |                                   |         |             | Stadion: Abe Lenstra Stadion, Heerenveen Toeschouwers: 25.500 Scheidsrechter: Wiedemeijer |
|                     |                                   |         |             |                                                                                           |

|                     |                    |         |            |                                                                                  |
| 24 maart 2012 19:45 | NAC Breda          | 1 – 1   | N.E.C.     | Stadion: Rat Verlegh Stadion, Breda Toeschouwers: 17.000 Scheidsrechter: Janssen |
| 24 maart 2012 19:45 | Boukhari 77' 90+1' | Verslag | 20' Schöne | Stadion: Rat Verlegh Stadion, Breda Toeschouwers: 17.000 Scheidsrechter: Janssen |
| 24 maart 2012 19:45 |                    |         |            | Stadion: Rat Verlegh Stadion, Breda Toeschouwers: 17.000 Scheidsrechter: Janssen |
| 24 maart 2012 19:45 |                    |         |            | Stadion: Rat Verlegh Stadion, Breda Toeschouwers: 17.000 Scheidsrechter: Janssen |
|                     |                    |         |            |                                                                                  |

|                     |              |         |           |                                                                                   |
| 24 maart 2012 20:45 | ADO Den Haag | 1 – 1   | FC Twente | Stadion: Kyocera Stadion, Den Haag Toeschouwers: 12.000 Scheidsrechter: Gözübüyük |
| 24 maart 2012 20:45 | Smolarek 6'  | Verslag | 62' Plet  | Stadion: Kyocera Stadion, Den Haag Toeschouwers: 12.000 Scheidsrechter: Gözübüyük |
| 24 maart 2012 20:45 |              |         |           | Stadion: Kyocera Stadion, Den Haag Toeschouwers: 12.000 Scheidsrechter: Gözübüyük |
| 24 maart 2012 20:45 |              |         |           | Stadion: Kyocera Stadion, Den Haag Toeschouwers: 12.000 Scheidsrechter: Gözübüyük |
|                     |              |         |           |                                                                                   |

|                     |                 |         |              |                                                                                |
| 25 maart 2012 12:30 | AZ              | 1 – 0   | RKC Waalwijk | Stadion: AFAS Stadion, Alkmaar Toeschouwers: 16.368 Scheidsrechter: van Hulten |
| 25 maart 2012 12:30 | Guðmundsson 49' | Verslag |              | Stadion: AFAS Stadion, Alkmaar Toeschouwers: 16.368 Scheidsrechter: van Hulten |
| 25 maart 2012 12:30 |                 |         |              | Stadion: AFAS Stadion, Alkmaar Toeschouwers: 16.368 Scheidsrechter: van Hulten |
| 25 maart 2012 12:30 |                 |         |              | Stadion: AFAS Stadion, Alkmaar Toeschouwers: 16.368 Scheidsrechter: van Hulten |
|                     |                 |         |              |                                                                                |

|                     |               |         |                                      |                                                                                 |
| 25 maart 2012 14:30 | De Graafschap | 0 – 3   | Feyenoord                            | Stadion: De Vijverberg, Doetinchem Toeschouwers: 12.600 Scheidsrechter: Kuipers |
| 25 maart 2012 14:30 |               | Verslag | 71' Guidetti 77' Schaken 90+3' Cissé | Stadion: De Vijverberg, Doetinchem Toeschouwers: 12.600 Scheidsrechter: Kuipers |
| 25 maart 2012 14:30 |               |         |                                      | Stadion: De Vijverberg, Doetinchem Toeschouwers: 12.600 Scheidsrechter: Kuipers |
| 25 maart 2012 14:30 |               |         |                                      | Stadion: De Vijverberg, Doetinchem Toeschouwers: 12.600 Scheidsrechter: Kuipers |
|                     |               |         |                                      |                                                                                 |

|                     |                                |         |                                |                                                                                |
| 25 maart 2012 14:30 | Heracles Almelo                | 3 – 1   | FC Utrecht                     | Stadion: Polman Stadion, Almelo Toeschouwers: 8.472 Scheidsrechter: van Sichem |
| 25 maart 2012 14:30 | Armenteros 3' Gouriye 80', 86' | Verslag | 54' van der Gun 43', 68' Schut | Stadion: Polman Stadion, Almelo Toeschouwers: 8.472 Scheidsrechter: van Sichem |
| 25 maart 2012 14:30 |                                |         |                                | Stadion: Polman Stadion, Almelo Toeschouwers: 8.472 Scheidsrechter: van Sichem |
| 25 maart 2012 14:30 |                                |         |                                | Stadion: Polman Stadion, Almelo Toeschouwers: 8.472 Scheidsrechter: van Sichem |
|                     |                                |         |                                |                                                                                |

|                     |                                |         |     |                                                                               |
| 25 maart 2012 16:30 | Ajax                           | 2 – 0   | PSV | Stadion: Amsterdam ArenA, Amsterdam Toeschouwers: 51.207 Scheidsrechter: Vink |
| 25 maart 2012 16:30 | Aissati 56' de Jong 63' (pen.) | Verslag |     | Stadion: Amsterdam ArenA, Amsterdam Toeschouwers: 51.207 Scheidsrechter: Vink |
| 25 maart 2012 16:30 |                                |         |     | Stadion: Amsterdam ArenA, Amsterdam Toeschouwers: 51.207 Scheidsrechter: Vink |
| 25 maart 2012 16:30 |                                |         |     | Stadion: Amsterdam ArenA, Amsterdam Toeschouwers: 51.207 Scheidsrechter: Vink |
|                     |                                |         |     |                                                                               |

## Speelronde 28
|                     |                                               |         |                          |                                                                                    |
| 30 maart 2012 20:00 | FC Utrecht                                    | 3 – 2   | Excelsior                | Stadion: Stadion Galgenwaard, Utrecht Toeschouwers: 18.700 Scheidsrechter: Kuipers |
| 30 maart 2012 20:00 | van der Hoorn 22', 75' Asare 31', 83' Oar 89' | Verslag | 33' Scheimann 60' Alberg | Stadion: Stadion Galgenwaard, Utrecht Toeschouwers: 18.700 Scheidsrechter: Kuipers |
| 30 maart 2012 20:00 |                                               |         |                          | Stadion: Stadion Galgenwaard, Utrecht Toeschouwers: 18.700 Scheidsrechter: Kuipers |
| 30 maart 2012 20:00 |                                               |         |                          | Stadion: Stadion Galgenwaard, Utrecht Toeschouwers: 18.700 Scheidsrechter: Kuipers |
|                     |                                               |         |                          |                                                                                    |

|                     |              |         |                       |                                                                            |
| 31 maart 2012 18:45 | FC Groningen | 1 – 3   | sc Heerenveen         | Stadion: Euroborg, Groningen Toeschouwers: 21.000 Scheidsrechter: Wegereef |
| 31 maart 2012 18:45 | Tadić 36'    | Verslag | 24', 41' Dost 86' Elm | Stadion: Euroborg, Groningen Toeschouwers: 21.000 Scheidsrechter: Wegereef |
| 31 maart 2012 18:45 |              |         |                       | Stadion: Euroborg, Groningen Toeschouwers: 21.000 Scheidsrechter: Wegereef |
| 31 maart 2012 18:45 |              |         |                       | Stadion: Euroborg, Groningen Toeschouwers: 21.000 Scheidsrechter: Wegereef |
|                     |              |         |                       |                                                                            |

|                     |                         |         |                  |                                                                                     |
| 31 maart 2012 19:45 | FC Twente               | 2 – 0   | Roda JC Kerkrade | Stadion: De Grolsch Veste, Enschede Toeschouwers: 29.750 Scheidsrechter: van Boekel |
| 31 maart 2012 19:45 | Douglas 55' Verhoek 83' | Verslag |                  | Stadion: De Grolsch Veste, Enschede Toeschouwers: 29.750 Scheidsrechter: van Boekel |
| 31 maart 2012 19:45 |                         |         |                  | Stadion: De Grolsch Veste, Enschede Toeschouwers: 29.750 Scheidsrechter: van Boekel |
| 31 maart 2012 19:45 |                         |         |                  | Stadion: De Grolsch Veste, Enschede Toeschouwers: 29.750 Scheidsrechter: van Boekel |
|                     |                         |         |                  |                                                                                     |

|                     |                     |         |           |                                                                               |
| 31 maart 2012 19:45 | PSV                 | 2 – 0   | VVV-Venlo | Stadion: Philips Stadion, Eindhoven Toeschouwers: 34.000 Scheidsrechter: Blom |
| 31 maart 2012 19:45 | Matavž 9' Depay 90' | Verslag |           | Stadion: Philips Stadion, Eindhoven Toeschouwers: 34.000 Scheidsrechter: Blom |
| 31 maart 2012 19:45 |                     |         |           | Stadion: Philips Stadion, Eindhoven Toeschouwers: 34.000 Scheidsrechter: Blom |
| 31 maart 2012 19:45 |                     |         |           | Stadion: Philips Stadion, Eindhoven Toeschouwers: 34.000 Scheidsrechter: Blom |
|                     |                     |         |           |                                                                               |

|                     |                                 |         |            |                                                                                     |
| 31 maart 2012 20:45 | Feyenoord                       | 3 – 1   | NAC Breda  | Stadion: Stadion Feijenoord, Rotterdam Toeschouwers: 43.000 Scheidsrechter: Nijhuis |
| 31 maart 2012 20:45 | Bakkal 3' Schaken 32' Cissé 43' | Verslag | 19' Bayram | Stadion: Stadion Feijenoord, Rotterdam Toeschouwers: 43.000 Scheidsrechter: Nijhuis |
| 31 maart 2012 20:45 |                                 |         |            | Stadion: Stadion Feijenoord, Rotterdam Toeschouwers: 43.000 Scheidsrechter: Nijhuis |
| 31 maart 2012 20:45 |                                 |         |            | Stadion: Stadion Feijenoord, Rotterdam Toeschouwers: 43.000 Scheidsrechter: Nijhuis |
|                     |                                 |         |            |                                                                                     |

|                    |                        |         |               |                                                                               |
| 1 april 2012 12:30 | N.E.C.                 | 2 – 0   | De Graafschap | Stadion: Goffertstadion, Nijmegen Toeschouwers: 12.401 Scheidsrechter: Bossen |
| 1 april 2012 12:30 | Schöne 12' Zeefuik 58' | Verslag | 42' Kaak      | Stadion: Goffertstadion, Nijmegen Toeschouwers: 12.401 Scheidsrechter: Bossen |
| 1 april 2012 12:30 |                        |         |               | Stadion: Goffertstadion, Nijmegen Toeschouwers: 12.401 Scheidsrechter: Bossen |
| 1 april 2012 12:30 |                        |         |               | Stadion: Goffertstadion, Nijmegen Toeschouwers: 12.401 Scheidsrechter: Bossen |
|                    |                        |         |               |                                                                               |

|                    |              |         |              |                                                                                     |
| 1 april 2012 14:30 | RKC Waalwijk | 1 – 0   | ADO Den Haag | Stadion: Mandemakers Stadion, Waalwijk Toeschouwers: 6.000 Scheidsrechter: Liesveld |
| 1 april 2012 14:30 | Németh 23'   | Verslag |              | Stadion: Mandemakers Stadion, Waalwijk Toeschouwers: 6.000 Scheidsrechter: Liesveld |
| 1 april 2012 14:30 |              |         |              | Stadion: Mandemakers Stadion, Waalwijk Toeschouwers: 6.000 Scheidsrechter: Liesveld |
| 1 april 2012 14:30 |              |         |              | Stadion: Mandemakers Stadion, Waalwijk Toeschouwers: 6.000 Scheidsrechter: Liesveld |
|                    |              |         |              |                                                                                     |

|                    |                                                                           |         |                 |                                                                                     |
| 1 april 2012 14:30 | Ajax                                                                      | 6 – 0   | Heracles Almelo | Stadion: Amsterdam ArenA, Amsterdam Toeschouwers: 51.395 Scheidsrechter: van Hulten |
| 1 april 2012 14:30 | Janssen 25' Ebecilio 48' Eriksen 53' Anita 63' de Jong 72' Sigþórsson 88' | Verslag |                 | Stadion: Amsterdam ArenA, Amsterdam Toeschouwers: 51.395 Scheidsrechter: van Hulten |
| 1 april 2012 14:30 |                                                                           |         |                 | Stadion: Amsterdam ArenA, Amsterdam Toeschouwers: 51.395 Scheidsrechter: van Hulten |
| 1 april 2012 14:30 |                                                                           |         |                 | Stadion: Amsterdam ArenA, Amsterdam Toeschouwers: 51.395 Scheidsrechter: van Hulten |
|                    |                                                                           |         |                 |                                                                                     |

|                    |                           |         |                                          |                                                                          |
| 1 april 2012 16:30 | Vitesse                   | 2 – 2   | AZ                                       | Stadion: GelreDome, Arnhem Toeschouwers: 22.174 Scheidsrechter: Makkelie |
| 1 april 2012 16:30 | Kasjia 35' van Ginkel 47' | Verslag | 32' Altidore 59' Poulsen 38', 63' Holman | Stadion: GelreDome, Arnhem Toeschouwers: 22.174 Scheidsrechter: Makkelie |
| 1 april 2012 16:30 |                           |         |                                          | Stadion: GelreDome, Arnhem Toeschouwers: 22.174 Scheidsrechter: Makkelie |
| 1 april 2012 16:30 |                           |         |                                          | Stadion: GelreDome, Arnhem Toeschouwers: 22.174 Scheidsrechter: Makkelie |
|                    |                           |         |                                          |                                                                          |

## Speelronde 29
|                     |           |         |                                |                                                                                     |
| 10 april 2012 20:00 | Excelsior | 0 – 2   | N.E.C.                         | Stadion: Stadion Woudestein, Rotterdam Toeschouwers: 3.418 Scheidsrechter: Makkelie |
| 10 april 2012 20:00 |           | Verslag | 45+1' (pen.) Schöne 85' Vadócz | Stadion: Stadion Woudestein, Rotterdam Toeschouwers: 3.418 Scheidsrechter: Makkelie |
| 10 april 2012 20:00 |           |         |                                | Stadion: Stadion Woudestein, Rotterdam Toeschouwers: 3.418 Scheidsrechter: Makkelie |
| 10 april 2012 20:00 |           |         |                                | Stadion: Stadion Woudestein, Rotterdam Toeschouwers: 3.418 Scheidsrechter: Makkelie |
|                     |           |         |                                |                                                                                     |

|                     |                  |         |                         |                                                                          |
| 11 april 2012 19:00 | AZ               | 2 – 2   | FC Twente               | Stadion: AFAS Stadion, Alkmaar Toeschouwers: 16.801 Scheidsrechter: Vink |
| 11 april 2012 19:00 | Altidore 3', 70' | Verslag | 31' de Jong 90' Bajrami | Stadion: AFAS Stadion, Alkmaar Toeschouwers: 16.801 Scheidsrechter: Vink |
| 11 april 2012 19:00 |                  |         |                         | Stadion: AFAS Stadion, Alkmaar Toeschouwers: 16.801 Scheidsrechter: Vink |
| 11 april 2012 19:00 |                  |         |                         | Stadion: AFAS Stadion, Alkmaar Toeschouwers: 16.801 Scheidsrechter: Vink |
|                     |                  |         |                         |                                                                          |

|                     |                      |         |                               |                                                                                    |
| 11 april 2012 20:00 | NAC Breda            | 1 – 2   | Heracles Almelo               | Stadion: Rat Verlegh Stadion, Breda Toeschouwers: 17.000 Scheidsrechter: Gözübüyük |
| 11 april 2012 20:00 | Buijs 41' Gudelj 89' | Verslag | 77' Gouriye 83' (e.d.) Gudelj | Stadion: Rat Verlegh Stadion, Breda Toeschouwers: 17.000 Scheidsrechter: Gözübüyük |
| 11 april 2012 20:00 |                      |         |                               | Stadion: Rat Verlegh Stadion, Breda Toeschouwers: 17.000 Scheidsrechter: Gözübüyük |
| 11 april 2012 20:00 |                      |         |                               | Stadion: Rat Verlegh Stadion, Breda Toeschouwers: 17.000 Scheidsrechter: Gözübüyük |
|                     |                      |         |                               |                                                                                    |

|                     |                  |       |           |                                                                                           |
| 11 april 2012 20:00 | Roda JC Kerkrade | 0 – 0 | Feyenoord | Stadion: Parkstad Limburg Stadion, Kerkrade Toeschouwers: 17.029 Scheidsrechter: Liesveld |
| 11 april 2012 20:00 | Verslag          |       |           | Stadion: Parkstad Limburg Stadion, Kerkrade Toeschouwers: 17.029 Scheidsrechter: Liesveld |
| 11 april 2012 20:00 |                  |       |           | Stadion: Parkstad Limburg Stadion, Kerkrade Toeschouwers: 17.029 Scheidsrechter: Liesveld |
| 11 april 2012 20:00 |                  |       |           | Stadion: Parkstad Limburg Stadion, Kerkrade Toeschouwers: 17.029 Scheidsrechter: Liesveld |
|                     |                  |       |           |                                                                                           |

|                     |                     |         |               |                                                                                     |
| 11 april 2012 20:00 | RKC Waalwijk        | 2 – 1   | PSV           | Stadion: Mandemakers Stadion, Waalwijk Toeschouwers: 6.000 Scheidsrechter: Wegereef |
| 11 april 2012 20:00 | Duits 55' Schet 57' | Verslag | 86' Vennegoor | Stadion: Mandemakers Stadion, Waalwijk Toeschouwers: 6.000 Scheidsrechter: Wegereef |
| 11 april 2012 20:00 |                     |         |               | Stadion: Mandemakers Stadion, Waalwijk Toeschouwers: 6.000 Scheidsrechter: Wegereef |
| 11 april 2012 20:00 |                     |         |               | Stadion: Mandemakers Stadion, Waalwijk Toeschouwers: 6.000 Scheidsrechter: Wegereef |
|                     |                     |         |               |                                                                                     |

|                     |                  |         |                                                       |                                                                                    |
| 11 april 2012 21:00 | sc Heerenveen    | 0 – 5   | Ajax                                                  | Stadion: Abe Lenstra Stadion, Heerenveen Toeschouwers: 26.100 Scheidsrechter: Blom |
| 11 april 2012 21:00 | Vandenbussche 3' | Verslag | 6' (pen.) Janssen 19' Aissati 25', 45+1', 63' de Jong | Stadion: Abe Lenstra Stadion, Heerenveen Toeschouwers: 26.100 Scheidsrechter: Blom |
| 11 april 2012 21:00 |                  |         |                                                       | Stadion: Abe Lenstra Stadion, Heerenveen Toeschouwers: 26.100 Scheidsrechter: Blom |
| 11 april 2012 21:00 |                  |         |                                                       | Stadion: Abe Lenstra Stadion, Heerenveen Toeschouwers: 26.100 Scheidsrechter: Blom |
|                     |                  |         |                                                       |                                                                                    |

|                     |                              |         |            |                                                                                 |
| 12 april 2012 19:00 | De Graafschap                | 3 – 0   | FC Utrecht | Stadion: De Vijverberg, Doetinchem Toeschouwers: 11.730 Scheidsrechter: Nijhuis |
| 12 april 2012 19:00 | Poepon 22' de Leeuw 62', 88' | Verslag |            | Stadion: De Vijverberg, Doetinchem Toeschouwers: 11.730 Scheidsrechter: Nijhuis |
| 12 april 2012 19:00 |                              |         |            | Stadion: De Vijverberg, Doetinchem Toeschouwers: 11.730 Scheidsrechter: Nijhuis |
| 12 april 2012 19:00 |                              |         |            | Stadion: De Vijverberg, Doetinchem Toeschouwers: 11.730 Scheidsrechter: Nijhuis |
|                     |                              |         |            |                                                                                 |

|                     |               |         |                                 |                                                                                       |
| 12 april 2012 20:00 | VVV-Venlo     | 1 – 3   | Vitesse                         | Stadion: Seacon Stadion - De Koel -, Venlo Toeschouwers: 7.500 Scheidsrechter: Bossen |
| 12 april 2012 20:00 | Wildschut 52' | Verslag | 11' Büttner 26' Bony 90+2' Hofs | Stadion: Seacon Stadion - De Koel -, Venlo Toeschouwers: 7.500 Scheidsrechter: Bossen |
| 12 april 2012 20:00 |               |         |                                 | Stadion: Seacon Stadion - De Koel -, Venlo Toeschouwers: 7.500 Scheidsrechter: Bossen |
| 12 april 2012 20:00 |               |         |                                 | Stadion: Seacon Stadion - De Koel -, Venlo Toeschouwers: 7.500 Scheidsrechter: Bossen |
|                     |               |         |                                 |                                                                                       |

|                     |                                     |         |              |                                                                                    |
| 12 april 2012 21:00 | ADO Den Haag                        | 3 – 0   | FC Groningen | Stadion: Kyocera Stadion, Den Haag Toeschouwers: 12.000 Scheidsrechter: van Sichem |
| 12 april 2012 21:00 | Vicento 38' Omeruo 59' Smolarek 79' | Verslag |              | Stadion: Kyocera Stadion, Den Haag Toeschouwers: 12.000 Scheidsrechter: van Sichem |
| 12 april 2012 21:00 |                                     |         |              | Stadion: Kyocera Stadion, Den Haag Toeschouwers: 12.000 Scheidsrechter: van Sichem |
| 12 april 2012 21:00 |                                     |         |              | Stadion: Kyocera Stadion, Den Haag Toeschouwers: 12.000 Scheidsrechter: van Sichem |
|                     |                                     |         |              |                                                                                    |

## Speelronde 30
|                     |                            |         |                          |                                                                                  |
| 14 april 2012 18:45 | PSV                        | 3 – 2   | AZ                       | Stadion: Philips Stadion, Eindhoven Toeschouwers: 34.200 Scheidsrechter: Kuipers |
| 14 april 2012 18:45 | Lens 17', 77' Matavž 90+3' | Verslag | 24' Altidore 34' Beerens | Stadion: Philips Stadion, Eindhoven Toeschouwers: 34.200 Scheidsrechter: Kuipers |
| 14 april 2012 18:45 |                            |         |                          | Stadion: Philips Stadion, Eindhoven Toeschouwers: 34.200 Scheidsrechter: Kuipers |
| 14 april 2012 18:45 |                            |         |                          | Stadion: Philips Stadion, Eindhoven Toeschouwers: 34.200 Scheidsrechter: Kuipers |
|                     |                            |         |                          |                                                                                  |

|                     |                  |         |                                  |                                                                                   |
| 14 april 2012 19:45 | N.E.C.           | 2 – 4   | sc Heerenveen                    | Stadion: Goffertstadion, Nijmegen Toeschouwers: 12.433 Scheidsrechter: van Hulten |
| 14 april 2012 19:45 | Zeefuik 13', 42' | Verslag | 66', 71', 79' Dost 90+3' Assaidi | Stadion: Goffertstadion, Nijmegen Toeschouwers: 12.433 Scheidsrechter: van Hulten |
| 14 april 2012 19:45 |                  |         |                                  | Stadion: Goffertstadion, Nijmegen Toeschouwers: 12.433 Scheidsrechter: van Hulten |
| 14 april 2012 19:45 |                  |         |                                  | Stadion: Goffertstadion, Nijmegen Toeschouwers: 12.433 Scheidsrechter: van Hulten |
|                     |                  |         |                                  |                                                                                   |

|                     |                                   |         |           |                                                                                        |
| 14 april 2012 19:45 | Feyenoord                         | 3 – 0   | Excelsior | Stadion: Stadion Feijenoord, Rotterdam Toeschouwers: 48.000 Scheidsrechter: van Boekel |
| 14 april 2012 19:45 | Guidetti 8' Clasie 49' Cabral 58' | Verslag |           | Stadion: Stadion Feijenoord, Rotterdam Toeschouwers: 48.000 Scheidsrechter: van Boekel |
| 14 april 2012 19:45 |                                   |         |           | Stadion: Stadion Feijenoord, Rotterdam Toeschouwers: 48.000 Scheidsrechter: van Boekel |
| 14 april 2012 19:45 |                                   |         |           | Stadion: Stadion Feijenoord, Rotterdam Toeschouwers: 48.000 Scheidsrechter: van Boekel |
|                     |                                   |         |           |                                                                                        |

|                     |                  |         |                           |                                                                                      |
| 14 april 2012 20:45 | FC Twente        | 2 – 2   | NAC Breda                 | Stadion: De Grolsch Veste, Enschede Toeschouwers: 29.750 Scheidsrechter: Wiedemeijer |
| 14 april 2012 20:45 | de Jong 61', 63' | Verslag | 56' Schalk 90+3' Boukhari | Stadion: De Grolsch Veste, Enschede Toeschouwers: 29.750 Scheidsrechter: Wiedemeijer |
| 14 april 2012 20:45 |                  |         |                           | Stadion: De Grolsch Veste, Enschede Toeschouwers: 29.750 Scheidsrechter: Wiedemeijer |
| 14 april 2012 20:45 |                  |         |                           | Stadion: De Grolsch Veste, Enschede Toeschouwers: 29.750 Scheidsrechter: Wiedemeijer |
|                     |                  |         |                           |                                                                                      |

|                     |              |         |                  |                                                                           |
| 15 april 2012 12:30 | FC Groningen | 0 – 1   | Roda JC Kerkrade | Stadion: Euroborg, Groningen Toeschouwers: 21.931 Scheidsrechter: Janssen |
| 15 april 2012 12:30 |              | Verslag | 35' Wielaert     | Stadion: Euroborg, Groningen Toeschouwers: 21.931 Scheidsrechter: Janssen |
| 15 april 2012 12:30 |              |         |                  | Stadion: Euroborg, Groningen Toeschouwers: 21.931 Scheidsrechter: Janssen |
| 15 april 2012 12:30 |              |         |                  | Stadion: Euroborg, Groningen Toeschouwers: 21.931 Scheidsrechter: Janssen |
|                     |              |         |                  |                                                                           |

|                     |                                |         |               |                                                                                    |
| 15 april 2012 14:30 | Ajax                           | 3 – 1   | De Graafschap | Stadion: Amsterdam ArenA, Amsterdam Toeschouwers: 52.107 Scheidsrechter: Braamhaar |
| 15 april 2012 14:30 | Boerrigter 3', 44' Eriksen 37' | Verslag | 45' de Leeuw  | Stadion: Amsterdam ArenA, Amsterdam Toeschouwers: 52.107 Scheidsrechter: Braamhaar |
| 15 april 2012 14:30 |                                |         |               | Stadion: Amsterdam ArenA, Amsterdam Toeschouwers: 52.107 Scheidsrechter: Braamhaar |
| 15 april 2012 14:30 |                                |         |               | Stadion: Amsterdam ArenA, Amsterdam Toeschouwers: 52.107 Scheidsrechter: Braamhaar |
|                     |                                |         |               |                                                                                    |

|                     |            |         |              |                                                                      |
| 15 april 2012 14:30 | Vitesse    | 1 – 0   | ADO Den Haag | Stadion: GelreDome, Arnhem Toeschouwers: 15.261 Scheidsrechter: Smet |
| 15 april 2012 14:30 | Ibarra 60' | Verslag |              | Stadion: GelreDome, Arnhem Toeschouwers: 15.261 Scheidsrechter: Smet |
| 15 april 2012 14:30 |            |         |              | Stadion: GelreDome, Arnhem Toeschouwers: 15.261 Scheidsrechter: Smet |
| 15 april 2012 14:30 |            |         |              | Stadion: GelreDome, Arnhem Toeschouwers: 15.261 Scheidsrechter: Smet |
|                     |            |         |              |                                                                      |

|                     |                                          |         |                       |                                                                                     |
| 15 april 2012 14:30 | FC Utrecht                               | 4 – 2   | VVV-Venlo             | Stadion: Stadion Galgenwaard, Utrecht Toeschouwers: 19.000 Scheidsrechter: Makkelie |
| 15 april 2012 14:30 | Bulthuis 29' Demouge 36', 58' Gerndt 83' | Verslag | 9' Maguire 20' Uchebo | Stadion: Stadion Galgenwaard, Utrecht Toeschouwers: 19.000 Scheidsrechter: Makkelie |
| 15 april 2012 14:30 |                                          |         |                       | Stadion: Stadion Galgenwaard, Utrecht Toeschouwers: 19.000 Scheidsrechter: Makkelie |
| 15 april 2012 14:30 |                                          |         |                       | Stadion: Stadion Galgenwaard, Utrecht Toeschouwers: 19.000 Scheidsrechter: Makkelie |
|                     |                                          |         |                       |                                                                                     |

|                     |                 |         |              |                                                                          |
| 15 april 2012 16:30 | Heracles Almelo | 1 – 1   | RKC Waalwijk | Stadion: Polman Stadion, Almelo Toeschouwers: 8.490 Scheidsrechter: Blom |
| 15 april 2012 16:30 | Duarte 42'      | Verslag | 52' Stans    | Stadion: Polman Stadion, Almelo Toeschouwers: 8.490 Scheidsrechter: Blom |
| 15 april 2012 16:30 |                 |         |              | Stadion: Polman Stadion, Almelo Toeschouwers: 8.490 Scheidsrechter: Blom |
| 15 april 2012 16:30 |                 |         |              | Stadion: Polman Stadion, Almelo Toeschouwers: 8.490 Scheidsrechter: Blom |
|                     |                 |         |              |                                                                          |

## Speelronde 31
|                     |           |         |                                 |                                                                                  |
| 20 april 2012 20:00 | NAC Breda | 0 – 3   | Roda JC Kerkrade                | Stadion: Rat Verlegh Stadion, Breda Toeschouwers: 18.300 Scheidsrechter: Kuipers |
| 20 april 2012 20:00 |           | Verslag | 58' Malki 75' Donald 90' Vormer | Stadion: Rat Verlegh Stadion, Breda Toeschouwers: 18.300 Scheidsrechter: Kuipers |
| 20 april 2012 20:00 |           |         |                                 | Stadion: Rat Verlegh Stadion, Breda Toeschouwers: 18.300 Scheidsrechter: Kuipers |
| 20 april 2012 20:00 |           |         |                                 | Stadion: Rat Verlegh Stadion, Breda Toeschouwers: 18.300 Scheidsrechter: Kuipers |
|                     |           |         |                                 |                                                                                  |

|                     |               |         |              |                                                                                          |
| 21 april 2012 18:45 | sc Heerenveen | 1 – 1   | Vitesse      | Stadion: Abe Lenstra Stadion, Heerenveen Toeschouwers: 25.000 Scheidsrechter: van Sichem |
| 21 april 2012 18:45 | Đuričić 5'    | Verslag | 79' Havenaar | Stadion: Abe Lenstra Stadion, Heerenveen Toeschouwers: 25.000 Scheidsrechter: van Sichem |
| 21 april 2012 18:45 |               |         |              | Stadion: Abe Lenstra Stadion, Heerenveen Toeschouwers: 25.000 Scheidsrechter: van Sichem |
| 21 april 2012 18:45 |               |         |              | Stadion: Abe Lenstra Stadion, Heerenveen Toeschouwers: 25.000 Scheidsrechter: van Sichem |
|                     |               |         |              |                                                                                          |

|                     |                                      |         |                                                                  |                                                                                  |
| 21 april 2012 19:45 | De Graafschap                        | 2 – 3   | Heracles Almelo                                                  | Stadion: De Vijverberg, Doetinchem Toeschouwers: 12.043 Scheidsrechter: Makkelie |
| 21 april 2012 19:45 | El Hassnaoui 12' de Leeuw 83' (pen.) | Verslag | 18' Armenteros 26' Gouriye 53' Everton 78' Duarte 72', 87' Looms | Stadion: De Vijverberg, Doetinchem Toeschouwers: 12.043 Scheidsrechter: Makkelie |
| 21 april 2012 19:45 |                                      |         |                                                                  | Stadion: De Vijverberg, Doetinchem Toeschouwers: 12.043 Scheidsrechter: Makkelie |
| 21 april 2012 19:45 |                                      |         |                                                                  | Stadion: De Vijverberg, Doetinchem Toeschouwers: 12.043 Scheidsrechter: Makkelie |
|                     |                                      |         |                                                                  |                                                                                  |

|                     |              |         |                      |                                                                                   |
| 21 april 2012 19:45 | RKC Waalwijk | 0 – 2   | FC Utrecht           | Stadion: Mandemakers Stadion, Waalwijk Toeschouwers: 7.091 Scheidsrechter: Higler |
| 21 april 2012 19:45 |              | Verslag | 77' Schut 85' Gerndt | Stadion: Mandemakers Stadion, Waalwijk Toeschouwers: 7.091 Scheidsrechter: Higler |
| 21 april 2012 19:45 |              |         |                      | Stadion: Mandemakers Stadion, Waalwijk Toeschouwers: 7.091 Scheidsrechter: Higler |
| 21 april 2012 19:45 |              |         |                      | Stadion: Mandemakers Stadion, Waalwijk Toeschouwers: 7.091 Scheidsrechter: Higler |
|                     |              |         |                      |                                                                                   |

|                     |           |         |              |                                                                                 |
| 21 april 2012 20:45 | Excelsior | 0 – 1   | FC Twente    | Stadion: Stadion Woudestein, Rotterdam Toeschouwers: 3.452 Scheidsrechter: Blom |
| 21 april 2012 20:45 |           | Verslag | 90+2' Chadli | Stadion: Stadion Woudestein, Rotterdam Toeschouwers: 3.452 Scheidsrechter: Blom |
| 21 april 2012 20:45 |           |         |              | Stadion: Stadion Woudestein, Rotterdam Toeschouwers: 3.452 Scheidsrechter: Blom |
| 21 april 2012 20:45 |           |         |              | Stadion: Stadion Woudestein, Rotterdam Toeschouwers: 3.452 Scheidsrechter: Blom |
|                     |           |         |              |                                                                                 |

|                     |                   |         |                              |                                                                              |
| 22 april 2012 12:30 | ADO Den Haag      | 1 – 2   | Feyenoord                    | Stadion: Kyocera Stadion, Den Haag Toeschouwers: 13.248 Scheidsrechter: Vink |
| 22 april 2012 12:30 | Immers 89' (pen.) | Verslag | 46' Schaken 70' G. Fernandez | Stadion: Kyocera Stadion, Den Haag Toeschouwers: 13.248 Scheidsrechter: Vink |
| 22 april 2012 12:30 |                   |         |                              | Stadion: Kyocera Stadion, Den Haag Toeschouwers: 13.248 Scheidsrechter: Vink |
| 22 april 2012 12:30 |                   |         |                              | Stadion: Kyocera Stadion, Den Haag Toeschouwers: 13.248 Scheidsrechter: Vink |
|                     |                   |         |                              |                                                                              |

|                     |                           |         |         |                                                                                      |
| 22 april 2012 14:30 | PSV                       | 2 – 1   | N.E.C.  | Stadion: Philips Stadion, Eindhoven Toeschouwers: 33.000 Scheidsrechter: Wiedemeijer |
| 22 april 2012 14:30 | Willems 68' Vennegoor 88' | Verslag | 7' Foor | Stadion: Philips Stadion, Eindhoven Toeschouwers: 33.000 Scheidsrechter: Wiedemeijer |
| 22 april 2012 14:30 |                           |         |         | Stadion: Philips Stadion, Eindhoven Toeschouwers: 33.000 Scheidsrechter: Wiedemeijer |
| 22 april 2012 14:30 |                           |         |         | Stadion: Philips Stadion, Eindhoven Toeschouwers: 33.000 Scheidsrechter: Wiedemeijer |
|                     |                           |         |         |                                                                                      |

|                     |                         |         |              |                                                                             |
| 22 april 2012 14:30 | AZ                      | 2 – 1   | VVV-Venlo    | Stadion: AFAS Stadion, Alkmaar Toeschouwers: 16.459 Scheidsrechter: Nijhuis |
| 22 april 2012 14:30 | Holman 47' Altidore 65' | Verslag | 59' Kruijsen | Stadion: AFAS Stadion, Alkmaar Toeschouwers: 16.459 Scheidsrechter: Nijhuis |
| 22 april 2012 14:30 |                         |         |              | Stadion: AFAS Stadion, Alkmaar Toeschouwers: 16.459 Scheidsrechter: Nijhuis |
| 22 april 2012 14:30 |                         |         |              | Stadion: AFAS Stadion, Alkmaar Toeschouwers: 16.459 Scheidsrechter: Nijhuis |
|                     |                         |         |              |                                                                             |

|                     |                                 |         |              |                                                                                    |
| 22 april 2012 16:30 | Ajax                            | 2 – 0   | FC Groningen | Stadion: Amsterdam ArenA, Amsterdam Toeschouwers: 51.405 Scheidsrechter: Gözübüyük |
| 22 april 2012 16:30 | Boerrigter 45+1' Sigþórsson 80' | Verslag |              | Stadion: Amsterdam ArenA, Amsterdam Toeschouwers: 51.405 Scheidsrechter: Gözübüyük |
| 22 april 2012 16:30 |                                 |         |              | Stadion: Amsterdam ArenA, Amsterdam Toeschouwers: 51.405 Scheidsrechter: Gözübüyük |
| 22 april 2012 16:30 |                                 |         |              | Stadion: Amsterdam ArenA, Amsterdam Toeschouwers: 51.405 Scheidsrechter: Gözübüyük |
|                     |                                 |         |              |                                                                                    |

## Speelronde 32
|                     |              |         |               |                                                                           |
| 27 april 2012 20:00 | FC Groningen | 1 – 1   | De Graafschap | Stadion: Euroborg, Groningen Toeschouwers: 21.000 Scheidsrechter: Kuipers |
| 27 april 2012 20:00 | Jones 33'    | Verslag | 69' A. Jansen | Stadion: Euroborg, Groningen Toeschouwers: 21.000 Scheidsrechter: Kuipers |
| 27 april 2012 20:00 |              |         |               | Stadion: Euroborg, Groningen Toeschouwers: 21.000 Scheidsrechter: Kuipers |
| 27 april 2012 20:00 |              |         |               | Stadion: Euroborg, Groningen Toeschouwers: 21.000 Scheidsrechter: Kuipers |
|                     |              |         |               |                                                                           |

|                     |                               |         |                                        |                                                                          |
| 28 april 2012 18:45 | Heracles Almelo               | 2 – 4   | sc Heerenveen                          | Stadion: Polman Stadion, Almelo Toeschouwers: 8.475 Scheidsrechter: Vink |
| 28 april 2012 18:45 | Overtoom 57' (pen.) Bruns 73' | Verslag | 13', 80' Dost 55' Narsingh 69' Đuričić | Stadion: Polman Stadion, Almelo Toeschouwers: 8.475 Scheidsrechter: Vink |
| 28 april 2012 18:45 |                               |         |                                        | Stadion: Polman Stadion, Almelo Toeschouwers: 8.475 Scheidsrechter: Vink |
| 28 april 2012 18:45 |                               |         |                                        | Stadion: Polman Stadion, Almelo Toeschouwers: 8.475 Scheidsrechter: Vink |
|                     |                               |         |                                        |                                                                          |

|                     |            |         |                                       |                                                                                       |
| 28 april 2012 19:45 | FC Utrecht | 1 – 3   | NAC Breda                             | Stadion: Stadion Galgenwaard, Utrecht Toeschouwers: 19.000 Scheidsrechter: van Sichem |
| 28 april 2012 19:45 | Demouge 9' | Verslag | 72' Schilder 89' Schalk 90+2' Sarpong | Stadion: Stadion Galgenwaard, Utrecht Toeschouwers: 19.000 Scheidsrechter: van Sichem |
| 28 april 2012 19:45 |            |         |                                       | Stadion: Stadion Galgenwaard, Utrecht Toeschouwers: 19.000 Scheidsrechter: van Sichem |
| 28 april 2012 19:45 |            |         |                                       | Stadion: Stadion Galgenwaard, Utrecht Toeschouwers: 19.000 Scheidsrechter: van Sichem |
|                     |            |         |                                       |                                                                                       |

|                     |                                                   |         |                                                           |                                                                         |
| 28 april 2012 19:45 | Vitesse                                           | 3 – 2   | Excelsior                                                 | Stadion: GelreDome, Arnhem Toeschouwers: 18.278 Scheidsrechter: Janssen |
| 28 april 2012 19:45 | Büttner 45+3' (pen.), 80' (pen.) van Ginkel 90+2' | Verslag | 34' (e.d.) van der Heijden 42' Alberg 55', 75' van Deelen | Stadion: GelreDome, Arnhem Toeschouwers: 18.278 Scheidsrechter: Janssen |
| 28 april 2012 19:45 |                                                   |         |                                                           | Stadion: GelreDome, Arnhem Toeschouwers: 18.278 Scheidsrechter: Janssen |
| 28 april 2012 19:45 |                                                   |         |                                                           | Stadion: GelreDome, Arnhem Toeschouwers: 18.278 Scheidsrechter: Janssen |
|                     |                                                   |         |                                                           |                                                                         |

|                     |                              |         |                     |                                                                                           |
| 28 april 2012 20:45 | VVV-Venlo                    | 2 – 1   | ADO Den Haag        | Stadion: Seacon Stadion - De Koel -, Venlo Toeschouwers: 7.500 Scheidsrechter: van Hulten |
| 28 april 2012 20:45 | Maguire 5' Omeruo 22' (e.d.) | Verslag | 19' 15', 69' Omeruo | Stadion: Seacon Stadion - De Koel -, Venlo Toeschouwers: 7.500 Scheidsrechter: van Hulten |
| 28 april 2012 20:45 |                              |         |                     | Stadion: Seacon Stadion - De Koel -, Venlo Toeschouwers: 7.500 Scheidsrechter: van Hulten |
| 28 april 2012 20:45 |                              |         |                     | Stadion: Seacon Stadion - De Koel -, Venlo Toeschouwers: 7.500 Scheidsrechter: van Hulten |
|                     |                              |         |                     |                                                                                           |

|                     |                       |         |                                  |                                                                                          |
| 29 april 2012 12:30 | Roda JC Kerkrade      | 1 – 3   | PSV                              | Stadion: Parkstad Limburg Stadion, Kerkrade Toeschouwers: 17.106 Scheidsrechter: Nijhuis |
| 29 april 2012 12:30 | Malki 65' Kieszek 82' | Verslag | 7' Mertens 31' Marcelo 84' Depay | Stadion: Parkstad Limburg Stadion, Kerkrade Toeschouwers: 17.106 Scheidsrechter: Nijhuis |
| 29 april 2012 12:30 |                       |         |                                  | Stadion: Parkstad Limburg Stadion, Kerkrade Toeschouwers: 17.106 Scheidsrechter: Nijhuis |
| 29 april 2012 12:30 |                       |         |                                  | Stadion: Parkstad Limburg Stadion, Kerkrade Toeschouwers: 17.106 Scheidsrechter: Nijhuis |
|                     |                       |         |                                  |                                                                                          |

|                     |           |         |                                     |                                                                                   |
| 29 april 2012 14:30 | FC Twente | 1 – 2   | Ajax                                | Stadion: De Grolsch Veste, Enschede Toeschouwers: 30.000 Scheidsrechter: Liesveld |
| 29 april 2012 14:30 | Fer 72'   | Verslag | 30' (pen.) Janssen 78' van der Wiel | Stadion: De Grolsch Veste, Enschede Toeschouwers: 30.000 Scheidsrechter: Liesveld |
| 29 april 2012 14:30 |           |         |                                     | Stadion: De Grolsch Veste, Enschede Toeschouwers: 30.000 Scheidsrechter: Liesveld |
| 29 april 2012 14:30 |           |         |                                     | Stadion: De Grolsch Veste, Enschede Toeschouwers: 30.000 Scheidsrechter: Liesveld |
|                     |           |         |                                     |                                                                                   |

|                     |            |         |    |                                                                                       |
| 29 april 2012 14:30 | Feyenoord  | 1 – 0   | AZ | Stadion: Stadion Feijenoord, Rotterdam Toeschouwers: 48.000 Scheidsrechter: Braamhaar |
| 29 april 2012 14:30 | Bakkal 54' | Verslag |    | Stadion: Stadion Feijenoord, Rotterdam Toeschouwers: 48.000 Scheidsrechter: Braamhaar |
| 29 april 2012 14:30 |            |         |    | Stadion: Stadion Feijenoord, Rotterdam Toeschouwers: 48.000 Scheidsrechter: Braamhaar |
| 29 april 2012 14:30 |            |         |    | Stadion: Stadion Feijenoord, Rotterdam Toeschouwers: 48.000 Scheidsrechter: Braamhaar |
|                     |            |         |    |                                                                                       |

|                     |            |         |                |                                                                                  |
| 29 april 2012 16:30 | N.E.C.     | 1 – 1   | RKC Waalwijk   | Stadion: Goffertstadion, Nijmegen Toeschouwers: 12.408 Scheidsrechter: Gözübüyük |
| 29 april 2012 16:30 | Platje 57' | Verslag | 60' ten Voorde | Stadion: Goffertstadion, Nijmegen Toeschouwers: 12.408 Scheidsrechter: Gözübüyük |
| 29 april 2012 16:30 |            |         |                | Stadion: Goffertstadion, Nijmegen Toeschouwers: 12.408 Scheidsrechter: Gözübüyük |
| 29 april 2012 16:30 |            |         |                | Stadion: Goffertstadion, Nijmegen Toeschouwers: 12.408 Scheidsrechter: Gözübüyük |
|                     |            |         |                |                                                                                  |

## Speelronde 33
|                  |              |         |             |                                                                           |
| 2 mei 2012 20:00 | FC Groningen | 1 – 1   | NAC Breda   | Stadion: Euroborg, Groningen Toeschouwers: 21.000 Scheidsrechter: Nijhuis |
| 2 mei 2012 20:00 | Tadić 89'    | Verslag | 15' Luijckx | Stadion: Euroborg, Groningen Toeschouwers: 21.000 Scheidsrechter: Nijhuis |
| 2 mei 2012 20:00 |              |         |             | Stadion: Euroborg, Groningen Toeschouwers: 21.000 Scheidsrechter: Nijhuis |
| 2 mei 2012 20:00 |              |         |             | Stadion: Euroborg, Groningen Toeschouwers: 21.000 Scheidsrechter: Nijhuis |
|                  |              |         |             |                                                                           |

|                  |                                               |         |                      |                                                                                 |
| 2 mei 2012 20:00 | RKC Waalwijk                                  | 5 – 2   | Roda JC Kerkrade     | Stadion: Mandemakers Stadion, Waalwijk Toeschouwers: 6.000 Scheidsrechter: Vink |
| 2 mei 2012 20:00 | Sno 4', 77' ten Voorde 20' Meijers 39', 45+2' | Verslag | 38' Junker 75' Malki | Stadion: Mandemakers Stadion, Waalwijk Toeschouwers: 6.000 Scheidsrechter: Vink |
| 2 mei 2012 20:00 |                                               |         |                      | Stadion: Mandemakers Stadion, Waalwijk Toeschouwers: 6.000 Scheidsrechter: Vink |
| 2 mei 2012 20:00 |                                               |         |                      | Stadion: Mandemakers Stadion, Waalwijk Toeschouwers: 6.000 Scheidsrechter: Vink |
|                  |                                               |         |                      |                                                                                 |

|                  |                        |         |                          |                                                                                       |
| 2 mei 2012 20:00 | FC Utrecht             | 2 – 2   | Vitesse                  | Stadion: Stadion Galgenwaard, Utrecht Toeschouwers: 19.000 Scheidsrechter: van Hulten |
| 2 mei 2012 20:00 | Duplan 28' Demouge 59' | Verslag | 43' Tsjantoeria 82' Hofs | Stadion: Stadion Galgenwaard, Utrecht Toeschouwers: 19.000 Scheidsrechter: van Hulten |
| 2 mei 2012 20:00 |                        |         |                          | Stadion: Stadion Galgenwaard, Utrecht Toeschouwers: 19.000 Scheidsrechter: van Hulten |
| 2 mei 2012 20:00 |                        |         |                          | Stadion: Stadion Galgenwaard, Utrecht Toeschouwers: 19.000 Scheidsrechter: van Hulten |
|                  |                        |         |                          |                                                                                       |

|                  |                               |         |                                     |                                                                                   |
| 2 mei 2012 20:00 | De Graafschap                 | 2 – 2   | Excelsior                           | Stadion: De Vijverberg, Doetinchem Toeschouwers: 12.305 Scheidsrechter: Gözübüyük |
| 2 mei 2012 20:00 | El Hassnaoui 24' de Leeuw 78' | Verslag | 31' Bruins 55' Alberg 82' van Buren | Stadion: De Vijverberg, Doetinchem Toeschouwers: 12.305 Scheidsrechter: Gözübüyük |
| 2 mei 2012 20:00 |                               |         |                                     | Stadion: De Vijverberg, Doetinchem Toeschouwers: 12.305 Scheidsrechter: Gözübüyük |
| 2 mei 2012 20:00 |                               |         |                                     | Stadion: De Vijverberg, Doetinchem Toeschouwers: 12.305 Scheidsrechter: Gözübüyük |
|                  |                               |         |                                     |                                                                                   |

|                  |                 |         |           |                                                                                      |
| 2 mei 2012 20:00 | Ajax            | 2 – 0   | VVV-Venlo | Stadion: Amsterdam ArenA, Amsterdam Toeschouwers: 51.985 Scheidsrechter: Wiedemeijer |
| 2 mei 2012 20:00 | de Jong 8', 58' | Verslag |           | Stadion: Amsterdam ArenA, Amsterdam Toeschouwers: 51.985 Scheidsrechter: Wiedemeijer |
| 2 mei 2012 20:00 |                 |         |           | Stadion: Amsterdam ArenA, Amsterdam Toeschouwers: 51.985 Scheidsrechter: Wiedemeijer |
| 2 mei 2012 20:00 |                 |         |           | Stadion: Amsterdam ArenA, Amsterdam Toeschouwers: 51.985 Scheidsrechter: Wiedemeijer |
|                  |                 |         |           |                                                                                      |

|                  |                                                   |         |              |                                                                                    |
| 2 mei 2012 20:00 | PSV                                               | 5 – 0   | ADO Den Haag | Stadion: Philips Stadion, Eindhoven Toeschouwers: 33.000 Scheidsrechter: Braamhaar |
| 2 mei 2012 20:00 | Lens 22' Toivonen 38', 62' Labyad 66' Mertens 88' | Verslag | 90' Visser   | Stadion: Philips Stadion, Eindhoven Toeschouwers: 33.000 Scheidsrechter: Braamhaar |
| 2 mei 2012 20:00 |                                                   |         |              | Stadion: Philips Stadion, Eindhoven Toeschouwers: 33.000 Scheidsrechter: Braamhaar |
| 2 mei 2012 20:00 |                                                   |         |              | Stadion: Philips Stadion, Eindhoven Toeschouwers: 33.000 Scheidsrechter: Braamhaar |
|                  |                                                   |         |              |                                                                                    |

|                  |                                             |         |                 |                                                                                    |
| 2 mei 2012 20:00 | Feyenoord                                   | 4 – 1   | Heracles Almelo | Stadion: Stadion Feijenoord, Rotterdam Toeschouwers: 51.777 Scheidsrechter: Bossen |
| 2 mei 2012 20:00 | Bakkal 11' Cabral 53' Cissé 64' Schaken 65' | Verslag | 72' Overtoom    | Stadion: Stadion Feijenoord, Rotterdam Toeschouwers: 51.777 Scheidsrechter: Bossen |
| 2 mei 2012 20:00 |                                             |         |                 | Stadion: Stadion Feijenoord, Rotterdam Toeschouwers: 51.777 Scheidsrechter: Bossen |
| 2 mei 2012 20:00 |                                             |         |                 | Stadion: Stadion Feijenoord, Rotterdam Toeschouwers: 51.777 Scheidsrechter: Bossen |
|                  |                                             |         |                 |                                                                                    |

|                  |             |         |             |                                                                             |
| 2 mei 2012 20:00 | N.E.C.      | 1 – 1   | AZ          | Stadion: Goffertstadion, Nijmegen Toeschouwers: 12.498 Scheidsrechter: Blom |
| 2 mei 2012 20:00 | Zeefuik 13' | Verslag | 59' Boymans | Stadion: Goffertstadion, Nijmegen Toeschouwers: 12.498 Scheidsrechter: Blom |
| 2 mei 2012 20:00 |             |         |             | Stadion: Goffertstadion, Nijmegen Toeschouwers: 12.498 Scheidsrechter: Blom |
| 2 mei 2012 20:00 |             |         |             | Stadion: Goffertstadion, Nijmegen Toeschouwers: 12.498 Scheidsrechter: Blom |
|                  |             |         |             |                                                                             |

|                  |                               |         |                                        |                                                                                   |
| 2 mei 2012 20:00 | FC Twente                     | 3 – 4   | sc Heerenveen                          | Stadion: De Grolsch Veste, Enschede Toeschouwers: 29.800 Scheidsrechter: Makkelie |
| 2 mei 2012 20:00 | de Jong 5', 20' Douglas 90+3' | Verslag | 22' Dost 63', 83' Assaidi 79' Narsingh | Stadion: De Grolsch Veste, Enschede Toeschouwers: 29.800 Scheidsrechter: Makkelie |
| 2 mei 2012 20:00 |                               |         |                                        | Stadion: De Grolsch Veste, Enschede Toeschouwers: 29.800 Scheidsrechter: Makkelie |
| 2 mei 2012 20:00 |                               |         |                                        | Stadion: De Grolsch Veste, Enschede Toeschouwers: 29.800 Scheidsrechter: Makkelie |
|                  |                               |         |                                        |                                                                                   |

## Speelronde 34
|                  |                |         |              |                                                                                |
| 6 mei 2012 14:30 | AZ             | 1 – 0   | FC Groningen | Stadion: AFAS Stadion, Alkmaar Toeschouwers: 16.800 Scheidsrechter: van Boekel |
| 6 mei 2012 14:30 | Falkenburg 26' | Verslag |              | Stadion: AFAS Stadion, Alkmaar Toeschouwers: 16.800 Scheidsrechter: van Boekel |
| 6 mei 2012 14:30 |                |         |              | Stadion: AFAS Stadion, Alkmaar Toeschouwers: 16.800 Scheidsrechter: van Boekel |
| 6 mei 2012 14:30 |                |         |              | Stadion: AFAS Stadion, Alkmaar Toeschouwers: 16.800 Scheidsrechter: van Boekel |
|                  |                |         |              |                                                                                |

|                  |                  |         |                                   | |
| 6 mei 2012 14:30 | Roda JC Kerkrade | 1 – 3   | FC Utrecht                        | Stadion: Parkstad Limburg StadionYoshiaki Takagi, Kerkrade Toeschouwers: 14.273 Scheidsrechter: Blom |
| 6 mei 2012 14:30 | Malki 60'        | Verslag | 45' Gerndt 49' Tagaki 86' Demouge | Stadion: Parkstad Limburg StadionYoshiaki Takagi, Kerkrade Toeschouwers: 14.273 Scheidsrechter: Blom |
| 6 mei 2012 14:30 |                  |         |                                   | Stadion: Parkstad Limburg StadionYoshiaki Takagi, Kerkrade Toeschouwers: 14.273 Scheidsrechter: Blom |
| 6 mei 2012 14:30 |                  |         |                                   | Stadion: Parkstad Limburg StadionYoshiaki Takagi, Kerkrade Toeschouwers: 14.273 Scheidsrechter: Blom |
|                  |                  |         |                                   | |

|                  |                                           |         |                           |                                                                                     |
| 6 mei 2012 14:30 | NAC Breda                                 | 3 – 2   | RKC Waalwijk              | Stadion: Rat Verlegh Stadion, Breda Toeschouwers: 17.000 Scheidsrechter: van Hulten |
| 6 mei 2012 14:30 | Schalk 10' (pen.) Bayram 59' Schilder 63' | Verslag | 7' ten Voorde 64' Meijers | Stadion: Rat Verlegh Stadion, Breda Toeschouwers: 17.000 Scheidsrechter: van Hulten |
| 6 mei 2012 14:30 |                                           |         |                           | Stadion: Rat Verlegh Stadion, Breda Toeschouwers: 17.000 Scheidsrechter: van Hulten |
| 6 mei 2012 14:30 |                                           |         |                           | Stadion: Rat Verlegh Stadion, Breda Toeschouwers: 17.000 Scheidsrechter: van Hulten |
|                  |                                           |         |                           |                                                                                     |

|                  |          |         |                                        |                                                                      |
| 6 mei 2012 14:30 | Vitesse  | 1 – 3   | Ajax                                   | Stadion: GelreDome, Arnhem Toeschouwers: 23.549 Scheidsrechter: Vink |
| 6 mei 2012 14:30 | Hofs 29' | Verslag | 41' Boelykin 74' Ooijer 80' Vertonghen | Stadion: GelreDome, Arnhem Toeschouwers: 23.549 Scheidsrechter: Vink |
| 6 mei 2012 14:30 |          |         |                                        | Stadion: GelreDome, Arnhem Toeschouwers: 23.549 Scheidsrechter: Vink |
| 6 mei 2012 14:30 |          |         |                                        | Stadion: GelreDome, Arnhem Toeschouwers: 23.549 Scheidsrechter: Vink |
|                  |          |         |                                        |                                                                      |

|                  |                                                 |         |                    |                                                                                       |
| 6 mei 2012 14:30 | VVV-Venlo                                       | 4 – 2   | FC Twente          | Stadion: Seacon Stadion - De Koel -, Venlo Toeschouwers: 7.500 Scheidsrechter: Bossen |
| 6 mei 2012 14:30 | Wildschut 45' Holla 61' Berghuis 84' Uchebo 90' | Verslag | 31' Fer 48' Chadli | Stadion: Seacon Stadion - De Koel -, Venlo Toeschouwers: 7.500 Scheidsrechter: Bossen |
| 6 mei 2012 14:30 |                                                 |         |                    | Stadion: Seacon Stadion - De Koel -, Venlo Toeschouwers: 7.500 Scheidsrechter: Bossen |
| 6 mei 2012 14:30 |                                                 |         |                    | Stadion: Seacon Stadion - De Koel -, Venlo Toeschouwers: 7.500 Scheidsrechter: Bossen |
|                  |                                                 |         |                    |                                                                                       |

|                  |                 |         |                               |                                                                                |
| 6 mei 2012 14:30 | Heracles Almelo | 1 – 2   | N.E.C.                        | Stadion: Polman Stadion, Almelo Toeschouwers: 8.481 Scheidsrechter: van Sichem |
| 6 mei 2012 14:30 | Everton 83'     | Verslag | 29' (pen.) Schöne 62' Zeefuik | Stadion: Polman Stadion, Almelo Toeschouwers: 8.481 Scheidsrechter: van Sichem |
| 6 mei 2012 14:30 |                 |         |                               | Stadion: Polman Stadion, Almelo Toeschouwers: 8.481 Scheidsrechter: van Sichem |
| 6 mei 2012 14:30 |                 |         |                               | Stadion: Polman Stadion, Almelo Toeschouwers: 8.481 Scheidsrechter: van Sichem |
|                  |                 |         |                               |                                                                                |

|                  |                           |         |                               |                                                                                       |
| 6 mei 2012 14:30 | sc Heerenveen             | 2 – 3   | Feyenoord                     | Stadion: Abe Lenstra Stadion, Heerenveen Toeschouwers: 26.100 Scheidsrechter: Kuipers |
| 6 mei 2012 14:30 | Dost 56' van La Parra 85' | Verslag | 60' Bakkal 69' Cissé 71' Manu | Stadion: Abe Lenstra Stadion, Heerenveen Toeschouwers: 26.100 Scheidsrechter: Kuipers |
| 6 mei 2012 14:30 |                           |         |                               | Stadion: Abe Lenstra Stadion, Heerenveen Toeschouwers: 26.100 Scheidsrechter: Kuipers |
| 6 mei 2012 14:30 |                           |         |                               | Stadion: Abe Lenstra Stadion, Heerenveen Toeschouwers: 26.100 Scheidsrechter: Kuipers |
|                  |                           |         |                               |                                                                                       |

|                  |                             |         |                                                                          |                                                                                     |
| 6 mei 2012 14:30 | ADO Den Haag                | 3 – 5   | De Graafschap                                                            | Stadion: Kyocera Stadion, Den Haag Toeschouwers: 14.273 Scheidsrechter: Wiedemeijer |
| 6 mei 2012 14:30 | Vicento 11' Immers 23', 54' | Verslag | 14' (e.d.) Radosavljevič 24', 60' de Leeuw 67' Vermouth 78' El Hassnaoui | Stadion: Kyocera Stadion, Den Haag Toeschouwers: 14.273 Scheidsrechter: Wiedemeijer |
| 6 mei 2012 14:30 |                             |         |                                                                          | Stadion: Kyocera Stadion, Den Haag Toeschouwers: 14.273 Scheidsrechter: Wiedemeijer |
| 6 mei 2012 14:30 |                             |         |                                                                          | Stadion: Kyocera Stadion, Den Haag Toeschouwers: 14.273 Scheidsrechter: Wiedemeijer |
|                  |                             |         |                                                                          |                                                                                     |

|                                                                                     |                   |         |                                    |                                                                                     |
| 6 mei 2012 14:30                                                                    | Excelsior         | 1 – 3   | PSV                                | Stadion: Stadion Woudestein, Rotterdam Toeschouwers: 3.000 Scheidsrechter: Makkelie |
| 6 mei 2012 14:30                                                                    | Bruins 50' (pen.) | Verslag | 10' Mertens 37' Lens 66' Wijnaldum | Stadion: Stadion Woudestein, Rotterdam Toeschouwers: 3.000 Scheidsrechter: Makkelie |
| 6 mei 2012 14:30                                                                    |                   |         |                                    | Stadion: Stadion Woudestein, Rotterdam Toeschouwers: 3.000 Scheidsrechter: Makkelie |
| 6 mei 2012 14:30                                                                    |                   |         |                                    | Stadion: Stadion Woudestein, Rotterdam Toeschouwers: 3.000 Scheidsrechter: Makkelie |
| Richard Liesveld, scheidsrechter vervangen door Danny Makkelie wegens een blessure. |                   |         |                                    |                                                                                     |

ADO Den Haag ·
Ajax ·
AZ ·
Excelsior ·
Feyenoord ·
De Graafschap ·
FC Groningen ·
sc Heerenveen ·
Heracles Almelo ·
NAC Breda ·
N.E.C. ·
PSV ·
RKC Waalwijk ·
Roda JC Kerkrade ·
FC Twente ·
FC Utrecht ·
Vitesse ·
VVV-Venlo